# 2009年のテレビ (日本)
2009年のテレビでは、2009年のテレビ分野（主に日本）の動向についてまとめる。

## テレビ番組関係の出来事

### 1月
- 16日 - 読売テレビが毎年夏に滋賀県彦根市の琵琶湖沿岸で開催、秋に放送していた『鳥人間コンテスト選手権大会』を同社の広告収入の赤字と地デジの設備投資による経費削減のために2009年度は開催しないと発表（翌年から復活）。
- 24日 - TBSアナウンサーの小林麻耶が3月一杯で同局を退社しフリーになることを発表。
- 27日 - テレビ愛知で1月16日と1月22日に放送した自局ローカルのバラエティ番組『松井誠と井田國彦の名古屋見世舞』で、番組スタッフが通行人になりすまして街頭インタビューを受けていたやらせが発覚。更に1月29日には同局の営業担当社員がやらせと知りながら黙認していたことも発覚。結局1月30日放送分をもって打ち切ることを2月3日に発表した。

### 2月
- 2日 - 日本テレビ社長の久保伸太郎は今季の巨人戦のテレビ中継について、地上波中継を昨年の45試合（うち主催42試合）から26試合に減らす一方で、BS日テレでの中継を昨年の21試合から52試合に増やすと発表。
- 23日 - 日本テレビは開局以来55年間続けてきた地上波でのプロレス中継を3月末で終了し、CS放送の日テレG+に全面移行することを発表。

### 3月
- 16日 - 日本テレビ社長の久保伸太郎が、同局の『真相報道 バンキシャ!』で2008年11月に放送した岐阜県の裏金に関する虚偽証言の報道の責任を取り辞任。代表権のない相談役に退いた。後任は会長の細川知正が兼務する。また同番組の打ち切りも検討していることを明らかにした。
- 23日 - 読売テレビ・日本テレビ系アニメ『名探偵コナン』が1時間スペシャル「黒の組織との再会」（編集版）をもって月曜19時枠での放送を終了。これにより日本テレビ系からゴールデンタイム枠のアニメが消滅した。
- 26日 - テレビ東京で41年間放送された『木曜洋画劇場』が終了（後継は、『水曜ミステリー9』と統合した『水曜シアター9』）。
- 27日 - 日本テレビ系の『金曜ロードショー』で日本テレビ開局55周年と読売テレビ開局50周年の開局記念スペシャル番組『ルパン三世VS名探偵コナン』が放送。別出版社のアニメがコラボするのは初めて。
- 28日 - 日本テレビ系で2001年4月から放送されていた『あさ天サタデー』がこの日をもって終了。これにより1991年9月から放送された『朝一番天気!あさ天』から続いたあさ天シリーズが17年半歴史に幕。
- 30日
  - NHK教育の長寿子供番組『おかあさんといっしょ』のぬいぐるみ人形劇を9年ぶりに変更し、第11作目となる新シリーズ『モノランモノラン』が開始。なお、前作『ぐ〜チョコランタン』は『BSおかあさんといっしょ』（BS2）での再放送を翌年3月18日の番組終了まで継続[1]。
  - TBSが平日午前11時台からの20時台にかけての帯番組を一新した新編成をスタートさせる。
    - 新編成は昼の長時間情報番組『ひるおび!』と夕方の報道番組『総力報道!THE NEWS』が中心となり、これにともない昼ドラマ枠『愛の劇場』（1969年2月放送開始）、『ひるドラ』（毎日放送・中部日本放送制作）も終了。前者は40年1か月、後者は前身で1992年4月から開始した『ドラマ30』時代を含めて17年の歴史にそれぞれ幕。長時間の帯番組と再放送で構成される改編の理由は金融危機・地デジ設備投資による収益悪化に対応するための経費削減が主な要因とされる。
    - 月 - 金曜の19時台に生放送の報道情報番組『総力報道!THE NEWS』を開始（民放のゴールデンタイムとしては異例）。メインキャスターに同局を退社した小林麻耶を起用し、元陸上選手の高橋尚子がスポーツキャスターとしてレギュラー出演する。これにより、ゴールデンタイムのバラエティ番組が大幅に移動・終了した。詳細は各番組の項を参照。
    - 平日午前11時台からの20時台のネットセールス枠以外にも、TBS系帯番組の改編が行われた。
      - 『はなまるマーケット』は、新たに山陰放送・宮崎放送がネットを開始しJNN28局フルネットとなった。
      - 毎週金曜日の午後に、関西ローカルで放送されていた毎日放送の情報番組『ちちんぷいぷい』の一部系列局のネット受け放送を4月3日より開始（但し、関東ローカルは7月17日で打ち切り）。

  - 日本テレビが中山秀征司会の情報番組『おもいッきりDON!』をスタートさせる。この番組の影響で、前番組の『スッキリ!!』の放送時間が30分拡大して10:25までとなった。

### 4月
- 4日 - 読売テレビ・日本テレビ系アニメ『名探偵コナン』が土曜18時枠（2025年現在も放送中）に移動。枠移動初回は「ジェットコースター殺人事件」（再放送）。
- 5日
  - 朝鮮民主主義人民共和国に拠る長距離弾道ミサイル発射事案を受け、NHKとテレビ東京以外の在京民放各局が臨時報道特別番組を30分〜60分に亙って挿入放送する編成を行った。
  - 読売テレビ・日本テレビ系アニメ『ヤッターマン（第2作）』が日曜朝7時枠で初放送。初回は第36話「緊急出動!ヤッタージンベエだコロン!」。
- 6日 - 日本テレビが平日19時枠に1時間の日替わり情報バラエティ番組『サプライズ』を開始。制作は木曜日のみ読売テレビで、ほかの曜日は日本テレビ。
- 9日 - それまで金曜19時枠で放送されていた日本テレビ系『ぐるぐるナインティナイン』が木曜日に移動して初の放送。この回より「グルメチキンレースゴチになります!10」レギュラーの船越英一郎が裏番組のテレビ朝日系ドラマ「その男、副署長」の出演に備えて番組を一時降板。

### 5月
- 4日 - 数々のヒット作を放送してきたフジテレビの月曜9時枠の連続ドラマ（通称：月9枠）で放送の『婚カツ!』第3話の視聴率が、開始以来初の一桁台となる9.4%を記録した。

### 6月
- 18日 - TBSは、4月にスタートした『ひるおび!』の放送時間を7月20日から月曜から木曜について1時間短縮し、短縮した14時台には17時台に放送している『サカスさん』を移動し（金曜日の放送は打ち切り）空いた17時台にドラマの再放送を編成する改編を行うと発表した。春・秋の改編期以外にこうした見直しを行うのは異例[2]。
- 26日 - アメリカの歌手・マイケル・ジャクソンが死去したとの報道が午前中の日本のテレビ局のワイドショー・情報番組でも大きく取り上げられ、フジテレビは当日19:00 - 20:54に予定していた番組を変更し『緊急特別番組 マイケル・ジャクソンはなぜ死んだのか』を放送した。
- 27日 - サンテレビジョン制作で独立UHF局で2008年4月から放送されていたお色気番組『今夜もハッスル』について、放送倫理・番組向上機構（以下BPOと略す）が6月23日に行われた青少年委員会での議論を受け、番組内容についての質問書を送付すると通告したところ、同局が6月27日深夜（28日未明）の放送をもって打ち切ることを突然発表し、1983年の開始から26年間続いた土曜深夜アダルトバラエティ枠から撤退することを明らかにした。同局は「局内で検討したところ放送基準を大きく逸脱していた」と打ち切りの理由を説明。

### 7月
- 25日 / 26日 - フジテレビ系で『FNSの日26時間テレビ2009 超笑顔パレード〜爆笑!お台場合宿!!〜』が放送された。番組中で事務所独立騒動で揺れていた元・羞恥心の野久保直樹が降板を表明。
- 28日 - TBSのバラエティ番組『キミハ・ブレイク』の収録の際、東京都葛飾区内で深夜に花火を打ち上げ、近隣住民からの苦情により駆けつけた警視庁亀有署員らがその場で同番組のディレクターを口頭で厳重注意していたことが発覚。同日、番組の最後で謝罪のコメントを放送した。

### 8月
- 7日 - TBSの『サンデージャポン』が2008年10月に放送した大阪府内で行われた行政代執行についての報道について、BPOの「放送人権委員会」は「重大な放送倫理違反があった」と認定。また後日行われた訂正放送についても「視聴者に正確に伝わっていない」と指摘し、TBSに対して再発防止を勧告した。

### 9月
- 3日 - NHKは、大みそか恒例の『NHK紅白歌合戦』の開始時間を従来より5分繰り上げて19時15分からにすることを発表した。また第2部の開始時刻も15年ぶりに30分繰り上げて21時からとなる。
- 4日 - テレビ朝日は地上デジタルの設備投資と広告収入の減少などによる収益悪化に対応するため午前0時以降の深夜番組を大幅に打ち切り、後番組に帯番組（『お願い!ランキング』）をスタートさせることが明らかになった。これにより『草野☆キッド』や『やぐちひとり』、『堂本剛の正直しんどい』、『爆笑問題の検索ちゃん』などの番組が同月限りで終了した。
- 17日
  - 読売テレビ、日本テレビ系アニメ『名探偵コナン』で初回から毛利小五郎役を演じた声優の神谷明が降板を表明。9月26日放送の第548話「犯人との二日間（二日目）」が最後となった。
  - テレビ東京系で2008年10月から放送されていたバラエティ番組『チャンピオンズ〜達人のワザが世界を救う〜』が終了。これにより、1992年4月から『TVチャンピオン』に始まった『チャンピオンシリーズ』が17年半の歴史に幕。
- 27日
  - フジテレビ系の報道番組『新報道2001』で解説を務めた黒岩祐治キャスターが降板。これと同時に同局を退職。前番組『報道2001』と合わせ14年10カ月にわたる活躍だった。
  - 同じくフジテレビ系で放送されていた明石家さんまの冠番組『あっぱれ!!さんま新教授』がこの日をもって終了。これにより、1988年11月から放送された『あっぱれさんま大先生』から始まった「あっぱれシリーズ」が21年の歴史に幕。

### 10月
- 22日 - フジテレビの『VS嵐』がゴールデンタイムに昇格。
- 28日 - 読売テレビ、日本テレビ系アニメ『名探偵コナン』の毛利小五郎役に声優の小山力也に決定した事を週刊少年サンデーが報じた。

### 11月
- 19日 - フジテレビは、毎年元日に放送している『新春かくし芸大会』を2010年の放送をもって47年の歴史にいったん幕を下ろすことを明らかにした。

### 12月
- 2日 - フジテレビは、トヨタ自動車が2009年限りでF1から撤退したため、フジテレビの動向が注目されていた。

『F1グランプリ中継』を2010年以降も継続すると発表した。

### テレビ局経営環境悪化の影響
近年、各放送局は、テレビのデジタル化に伴うコスト負担が経営に重くのしかかる一方、不況や多メディア化によって広告収入が減少する時代となり、キー局の中にも赤字決算を計上するところが出てきている。そのため、限られた制作費を効果の高い部分に集中して効率的に活用したいと考える局側の意向により、この年は、長く続いた番組・春に開始したものの低視聴率が続いた番組の打ち切り、人件費削減のため出演者の一部を外部のタレント・キャスターから局アナなどの社員に変更、本放送を廃枠にし再放送に割り当てる、などのリストラを実施したケースが続出している。以下、前述されていない主なものを挙げる。
2009年春改編
- フジテレビ『森田一義アワー 笑っていいとも!』…毎年春と秋に行っている曜日レギュラーの降板・新規加入及び担当曜日の移動を同社アナウンサーのみ実施（2009年春からの新レギュラーはともに同局アナウンサーの椿原慶子と中村光宏の2名が新規加入したのみ）。
- ABC『パネルクイズ アタック25』…出題者を沢木美佳子から同局アナウンサーの加藤明子に変更（初の局アナによる担当）。
- ABC『クイズ!紳助くん』…アシスタントを大沢あかねから同局アナウンサーの堀友理子に変更（初の局アナによる担当）。
- 福岡放送『夢空間スポーツ』…男性司会を番組開始から9年半（10年間）務めた信川竜太から同局アナウンサーの松井礼明に変更（コーナー担当からの昇格）。

2009年秋改編
- 日本テレビ『真相報道 バンキシャ!』…女性司会を菊川怜から同局アナウンサーの鈴江奈々に変更。
- 日本テレビ『世界まる見え!テレビ特捜部』…女性司会を楠田枝里子（元日本テレビアナウンサー）から同局アナウンサーの西尾由佳理に変更。
- 日本テレビ主催関与『バレーボール・ワールドグランドチャンピオンズカップ』…サポート役に羽鳥慎一を団長とする同社アナウンサーが就任。2005年開催の前回までは、歌手やタレントなどを起用していた。
- テレビ朝日『ワイド!スクランブル』…男性司会を11年間務めた大和田獏から同局アナウンサーの寺崎貴司に変更（コーナー担当からの昇格）。
- TBS『サカスさん』…枠移動などの改善策を講じたが結果が出ず半年で終了。同番組が当初放送されていた平日夕方枠に再度情報番組『イブニングワイド』を新設。
- テレビ東京『Lドラ』…平日の帯ドラマ枠。秋改編から新作を放送せず再放送に。
- フジテレビ『ニュースJAPAN』…アンカーを滝川クリステルから同局アナウンサーの秋元優里に変更。

## その他テレビに関する話題

### 1月
- 1月10日 - 青森朝日放送が停電と機器トラブルにより約11時間にわたって放送停止。
- 1月12日 - 民放各局が地上アナログ放送の2011年停波を周知徹底するため、画面右上に「アナログ」の文字をチャンネルロゴ表示で常時表示開始。NHKは既に2008年7月から実施している。

### 3月
- 29日 - TBSアナウンサーの小林麻耶が同局を退社。
- 30日 - 朝日新聞、日本経済新聞、日刊スポーツの関東地方（首都圏）向けのテレビ欄が長年続いたアナログチャンネル番号の小さい順番から地上デジタル放送のリモコンキーIDの小さい順番に再編される。左から、日本テレビ→TBSテレビ→フジテレビ→テレビ朝日→テレビ東京だった順番が日本テレビ→テレビ朝日→TBSテレビ→テレビ東京→フジテレビの順番となった。

### 4月
- 1日 - 東京放送がフジテレビジョンに続き放送持株会社制に移行。
  - テレビジョン放送局免許などテレビジョン放送事業一切を株式会社TBSテレビに事業譲渡、同社が日本民間放送連盟（以下「民放連」と略す）会員となって「TBS」の略称を含め一切の地位を継ぐ。
  - 東京放送は社名を「東京放送ホールディングス」に、略称を「TBS HD」に変更。
  - BSデジタルのビーエス・アイ(BS-i)については社名を「BS-TBS」に変更、TBS HD傘下とする。
- 23日
  - 全国地上デジタル放送推進協議会は、2011年7月24日に終了する地上アナログ放送の停波時刻を正午と発表。
  - 地上デジタル放送推進キャラクターを務める草彅剛がこの日未明、東京都内の公園で公然わいせつ容疑で現行犯逮捕された。これを受け、テレビ各局は草彅が出演していた地デジ関連CMを自粛、別バージョンに差し替える処置を取った。
- 27日 - 民放連は、全裸騒動で地上デジタル放送推進キャラクターを降板した草彅剛に代わる新キャラクターとして、鹿をモチーフにした『地デジカ』にすることを発表。

### 7月
- 24日 - 草彅剛が地上デジタル放送推進キャラクターに復帰。復帰に際し、草彅が所属するジャニーズ事務所は「残余の2年間草彅は無給とし、その分の費用を地デジ普及活動に充当する」旨の申出を行い、総務省もこれを受け入れた。

### 8月
- 25日 - ワイドショー番組のコメンテーターやバラエティ番組などで活躍した、元毎日新聞社社員で政治評論家の細川隆一郎がこの日、老衰のため死去。

### 10月
- 17日 - 日本放送協会のサテライトスタジオ「NHK＠キャンパス」が運用開始。青山学院大学の複合文化施設「青山学院アスタジオ」（東京都渋谷区神宮前）の1階に設置された。

## 周年
旧郵政省の大量免許政策によって全国各地にほぼ同時期に民放が展開されていったこともあり、この年は5年単位の節目を迎える局が多くなっている。番組においてもそのことが反映されている。

### 番組
- 1月 
  - 放送開始15周年 - 『たかじん胸いっぱい』（関西テレビ放送）
  - 放送開始10周年 - 『キティズパラダイスシリーズ』（テレビ東京）
- 3月 
  - 放送開始30周年 - 『ズームイン!!SUPER』[注 1]（日本テレビ）
  - 放送開始10周年 - 『爆笑オンエアバトル』（NHK総合）
- 4月
  - 放送開始40周年 - 『KEIBAワンダーランド』（京都放送）
  - 放送開始30周年 - 『ドラえもん』（テレビ朝日）、『おはよう朝日です』（朝日放送）
  - 放送開始20周年 - 『NHKスペシャル』（NHK総合）、『渡辺篤史の建もの探訪』（テレビ朝日）、『サンデープロジェクト』（テレビ朝日・朝日放送）
  - 放送開始15周年 - 『ぐるぐるナインティナイン』、『恋のから騒ぎ』（以上日本テレビ）、『チューボーですよ!』（TBS）、『めざましテレビ』、『ニュースJAPAN』（以上フジテレビ）、『開運!なんでも鑑定団』（テレビ東京）
  - 放送開始10周年 - 『土曜スタジオパーク』（NHK総合）、『情報プレゼンター とくダネ!』、『ウチくる!?』（以上フジテレビ）、『ロンドンハーツ』[注 2]（テレビ朝日）
- 5月 放送開始45周年 - 東海テレビ制作昼の帯ドラマ
- 6月 放送開始50周年 - 『ヤン坊マー坊天気予報』
- 7月 
  - 放送開始40周年 - 『ワールドプロレスリング』（テレビ朝日）
  - 放送開始20周年 - 『ビートたけしのTVタックル』（テレビ朝日）
- 8月 放送開始10周年 - 『ほんとにあった怖い話』（フジテレビ）
- 10月
  - 放送開始50周年 - 『おかあさんといっしょ』（NHK教育）
  - 放送開始40周年 - 『サザエさん』（フジテレビ）
  - 放送開始25周年 - 『ライオンのごきげんよう』[注 3]（フジテレビ）
  - 放送開始20周年 - 『ダウンタウンのガキの使いやあらへんで!!』、『所さんの目がテン!』（以上日本テレビ）、『ドォーモ』（九州朝日放送）、『NEWS23』、『噂の!東京マガジン』（以上TBS）
  - 放送開始15周年 - 『HEY!HEY!HEY! MUSIC CHAMP』（フジテレビ）、『ナイトシャッフル』（福岡放送）、『のりゆきのトークDE北海道』（北海道文化放送）
  - 放送開始10周年 - 『ちちんぷいぷい』（毎日放送）、『ONE PIECE』（フジテレビ）、『夢空間スポーツ』（福岡放送）

### 開局・放送開始
- 1月1日 - 長崎放送テレビジョン放送開始50周年。
- 1月10日 - NHK東京教育テレビジョン (JOAB-TV)放送開始50周年。
- 2月1日 - テレビ朝日開局50周年。
- 3月1日 - フジテレビジョン開局50周年。毎日放送、九州朝日放送テレビジョン放送開始50周年。
- 3月3日 - 日本海テレビジョン放送開局50周年。
- 3月22日 – NHK高松総合テレビジョン、NHK高松教育テレビジョン放送開始40周年
- 4月1日
  - 開局50周年 - NHK大阪 (JOBB-TV)教育テレビジョン
  - テレビジョン放送開始50周年 - 東北放送、北日本放送、中国放送、四国放送、高知放送、熊本放送、南日本放送
  - 開局40周年 - 富山テレビ放送、石川テレビ放送、長野放送、中京テレビ放送、岡山放送、瀬戸内海放送、福岡放送、サガテレビ、テレビ長崎、テレビ熊本、鹿児島テレビ放送
  - テレビジョン放送開始40周年 - 京都放送
  - 開局35周年 - テレビ和歌山
  - 開局30周年 - テレビ埼玉
  - 開局15周年 - 鹿児島讀賣テレビ
  - 開局10周年 - とちぎテレビ
- 4月12日 - テレビ東京開局45周年。
- 5月1日 - サンテレビジョン開局40周年。
- 6月1日 - NHKアナログ衛星テレビジョン本放送（受信料課金放送）開始20周年。
- 7月1日 - 静岡第一テレビ開局30周年。
- 9月1日 - IBC岩手放送テレビジョン放送開始50周年。
- 10月1日
  - テレビジョン放送開始50周年 - 青森放送、山口放送、大分放送
  - 開局40周年 - 秋田テレビ、福井テレビジョン放送
  - 開局20周年 - テレビ北海道、テレビユー山形、熊本朝日放送
- 11月1日 - 沖縄テレビ放送開局50周年。
- 12月1日 - 青森テレビ、テレビ岩手、三重テレビ放送開局40周年。
- 12月10日 - テレビ愛媛開局40周年。
- 12月15日 - 山陰放送テレビジョン放送開始50周年。
- 12月20日 - 山梨放送テレビジョン放送開始50周年。

## 記念回

### 帯番組
- 8000回 - 世界の車窓から（8月24日、テレビ朝日）
- 3000回 - 5きげんテレビ（3月27日、テレビ岩手）

### レギュラー番組
- 2100回 - 比叡の光（7月12日、KBS京都）
- 2000回
  - 3月1日 - サザエさん（フジテレビ）
  - 11月29日 - NNNドキュメント（日本テレビ）
- 1100回 - さんまのまんま（6月20日、関西テレビ）
- 1000回
  - 2月22日 - サンデープロジェクト（テレビ朝日・朝日放送）[4]
  - 9月5日 - 所さんの目がテン!（日本テレビ）
- 800回
  - 9月13日 - COUNT DOWN TV（TBS）
  - 10月11日 - S☆1・スパサカ（TBS、「スーパーサッカー」を含んだ通算）
  - 12月15日 - 開運!なんでも鑑定団（テレビ東京）
- 700回
  - 3月7日 - 出没!アド街ック天国（テレビ東京）
  - 10月10日 - ズームイン!!サタデー（日本テレビ）
  - 12月12日 - 王様のブランチ（TBS）
- 600回 - 快傑えみちゃんねる（8月6日、関西テレビ）
- 500回 - GET SPORTS（4月19日、テレビ朝日）
- 400回
  - 1月22日 - 奇跡体験!アンビリバボー（フジテレビ）
  - 2月14日 - せやねん!（毎日放送）
  - 5月19日 - ロンドンハーツ（テレビ朝日）
- 300回
  - 2月6日 - 中居正広の金曜日のスマたちへ（TBS）
  - 3月28日 
    - じゃじゃじゃTV（IBC岩手放送）
    - もしもツアーズ（フジテレビ）

  - 4月1日 - はねるのトびら（フジテレビ）
  - 9月17日 - アメトーーク!（テレビ朝日、前身の「アメトーク」を含んだ通算）
  - 9月27日 - たかじんのそこまで言って委員会（読売テレビ）

## 視聴率
数字・視聴率はビデオリサーチ関東地区調べ。その他地域別の視聴率はその他テレビに関する話題に。

### ニュース・報道番組
| 順位 | 視聴率 | 放送日               | 番組名                             | 放送局     |
| ---- | ------ | -------------------- | ---------------------------------- | ---------- |
| 1    | 30.4%  | 8月8日 22:00-23:24   | 情報7days ニュースキャスター       | TBS        |
| 2    | 26.4%  | 8月30日 21:00-22:30  | NNN総選挙特番 ZERO×選挙2009・第1部 | 日本テレビ |
| 3    | 24.9%  | 10月7日 19:00-19:32  | NHKニュース7                       | NHK総合    |
| 4    | 24.7%  | 8月30日 19:55-21:00  | 衆院選2009開票速報                 | NHK総合    |
| 5    | 24.3%  | 12月31日 23:45-0:15  | ゆく年くる年                       | NHK総合    |
| 6    | 24.0%  | 8月30日 19:00-19:10  | NHKニュース7                       | NHK総合    |
| 7    | 23.7%  | 11月10日 20:45-21:00 | 首都圏ニュース845                  | NHK総合    |
| 8    | 22.8%  | 8月9日 20:45-21:00   | ニュース・気象情報                 | NHK総合    |
| 9    | 22.6%  | 3月24日 19:00-19:30  | NHKニュース7                       | NHK総合    |
| 9    | 22.6%  | 12月31日 19:00-19:15 | NHKニュース7                       | NHK総合    |
| 11   | 22.5%  | 10月8日 7:45-8:00    | NHKニュースおはよう日本・首都圏    | NHK総合    |
| 12   | 22.4%  | 10月8日 7:00-7:45    | NHKニュースおはよう日本            | NHK総合    |
| 12   | 22.4%  | 10月8日 8:00-8:15    | NHKニュースおはよう日本            | NHK総合    |
| 14   | 22.1%  | 1月25日 20:45-21:00  | ニュース・気象情報                 | NHK総合    |
| 15   | 22.0%  | 11月10日 21:54-23:10 | 報道ステーション                   | テレビ朝日 |
| 16   | 21.9%  | 7月12日 20:55-21:50  | 東京都議会議員選挙開票速報         | NHK総合    |
| 16   | 21.9%  | 8月30日 21:00-22:00  | 衆院選2009開票速報                 | NHK総合    |
| 16   | 21.9%  | 8月30日 22:00-23:00  | 衆院選2009開票速報                 | NHK総合    |
| 19   | 21.8%  | 8月10日 19:00-19:30  | NHKニュース7                       | NHK総合    |
| 20   | 21.6%  | 2月22日 20:45-21:00  | ニュース・気象情報                 | NHK総合    |
| 21   | 21.5%  | 8月31日 19:00-19:30  | NHKニュース7                       | NHK総合    |
| 22   | 21.3%  | 8月9日 18:00-18:55   | 真相報道 バンキシャ!               | 日本テレビ |
| 22   | 21.3%  | 9月14日 19:00-19:30  | NHKニュース7                       | NHK総合    |
| 24   | 21.2%  | 7月27日 19:00-19:30  | NHKニュース7                       | NHK総合    |
| 25   | 21.0%  | 5月17日 20:45-21:00  | ニュース・気象情報                 | NHK総合    |
| 25   | 21.0%  | 8月10日 20:45-21:00  | 首都圏ニュース845                  | NHK総合    |
| 25   | 21.0%  | 11月13日 19:00-19:30 | NHKニュース7                       | NHK総合    |
| 28   | 20.9%  | 10月4日 19:00-19:30  | NHKニュース7                       | NHK総合    |
| 29   | 20.6%  | 3月5日 21:54-23:10   | 報道ステーション                   | テレビ朝日 |
| 29   | 20.6%  | 8月22日 20:50-21:00  | ニュース・気象情報                 | NHK総合    |
| 31   | 20.5%  | 5月11日 20:45-21:00  | 首都圏ニュース845                  | NHK総合    |
| 32   | 20.4%  | 1月11日 20:45-21:00  | ニュース・気象情報                 | NHK総合    |
| 32   | 20.4%  | 2月22日 18:00-18:55  | 真相報道 バンキシャ!               | 日本テレビ |
| 32   | 20.4%  | 8月9日 19:00-19:30   | NHKニュース7                       | NHK総合    |
| 32   | 20.4%  | 11月10日 21:00-22:00 | ニュースウオッチ9                  | NHK総合    |
| 36   | 20.3%  | 4月24日 21:54-23:10  | 報道ステーション                   | テレビ朝日 |
| 37   | 20.2%  | 10月13日 19:00-19:30 | NHKニュース7                       | NHK総合    |
| 38   | 20.1%  | 10月4日 18:00-18:55  | 真相報道 バンキシャ!               | 日本テレビ |
| 39   | 20.0%  | 3月8日 20:45-21:00   | ニュース・気象情報                 | NHK総合    |
| 39   | 20.0%  | 10月8日 12:00-12:45  | NHKニュース                        | NHK総合    |

### スポーツ
| 順位 | 視聴率 | 放送日               | 番組名                                                                                | 放送局     |
| ---- | ------ | -------------------- | ------------------------------------------------------------------------------------- | ---------- |
| 1    | 43.1%  | 11月29日 20:15-21:25 | ボクシングWBC世界フライ級タイトルマッチ 内藤大助×亀田興毅・第2部                      | TBS        |
| 2    | 40.1%  | 3月20日 10:05-13:54  | 2009 ワールド・ベースボール・クラシック A組・ 日本×韓国                               | TBS        |
| 3    | 37.8%  | 3月7日 18:55-22:14   | 2009 ワールド・ベースボール・クラシック A組・ 日本×韓国                               | テレビ朝日 |
| 4    | 36.4%  | 3月24日 10:35-14:48  | 2009 ワールド・ベースボール・クラシック 決勝・ 日本×韓国                              | TBS        |
| 5    | 33.6%  | 3月9日 18:34-21:54   | 2009 ワールド・ベースボール・クラシック A組・ 日本×韓国                               | テレビ朝日 |
| 6    | 28.9%  | 12月27日 19:15-21:24 | 全日本フィギュアスケート選手権兼バンクーバー五輪代表選手選考会 女子フリー             | フジテレビ |
| 7    | 28.7%  | 3月23日 9:05-12:26   | 2009 ワールド・ベースボール・クラシック 準決勝・ 日本×アメリカ                        | TBS        |
| 8    | 28.2%  | 3月5日 18:42-21:54   | 2009 ワールド・ベースボール・クラシック A組・ 日本×中国                               | テレビ朝日 |
| 9    | 27.5%  | 1月3日 7:50-14:18    | 第85回東京箱根間往復大学駅伝競走 復路                                                 | 日本テレビ |
| 10   | 27.1%  | 1月25日 17:00-18:00  | 大相撲初場所・千秋楽                                                                  | NHK総合    |
| 11   | 26.5%  | 1月2日 7:50-14:05    | 第85回東京箱根間往復大学駅伝競走 往路                                                 | 日本テレビ |
| 11   | 26.5%  | 3月24日 21:00-22:48  | WBC日本優勝緊急特別番組・ 日本×韓国                                                   | TBS        |
| 13   | 25.8%  | 11月29日 19:58-20:15 | ボクシングWBC世界フライ級タイトルマッチ 内藤大助×亀田興毅・第1部                      | TBS        |
| 14   | 25.7%  | 5月24日 17:00-18:00  | 大相撲夏場所・千秋楽                                                                  | NHK総合    |
| 15   | 24.4%  | 6月6日 22:54-1:20    | 2010FIFAワールドカップサッカーアジア地区最終予選・ ウズベキスタン×日本                | テレビ朝日 |
| 16   | 23.7%  | 9月27日 17:00-18:00  | 大相撲秋場所・千秋楽                                                                  | NHK総合    |
| 17   | 23.1%  | 12月26日 19:15-21:09 | 全日本フィギュアスケート選手権兼バンクーバー五輪代表選手選考会 女子ショートプログラム | フジテレビ |
| 18   | 22.9%  | 2月11日 19:11-21:24  | 2010FIFAワールドカップサッカーアジア地区最終予選・ 日本×オーストラリア                | テレビ朝日 |
| 19   | 21.8%  | 12月5日 19:00-21:21  | フィギュアスケートグランプリファイナル・ 世界一決定戦2009東京大会・男女フリー         | テレビ朝日 |
| 20   | 21.6%  | 11月7日 18:00-21:34  | 2009プロ野球日本シリーズ・第6戦 北海道日本ハム×巨人                                   | フジテレビ |
| 21   | 21.5%  | 1月18日 17:00-18:00  | 大相撲初場所・8日目                                                                   | NHK総合    |
| 22   | 21.2%  | 3月16日 5:05-8:30    | 2009 ワールド・ベースボール・クラシック 第2ラウンド・ 日本×キューバ                   | TBS        |
| 22   | 21.2%  | 3月18日 12:05-15:35  | 2009 ワールド・ベースボール・クラシック A組・ 日本×韓国                               | TBS        |
| 24   | 20.8%  | 2月24日 19:56-21:48  | 2009 ワールド・ベースボール・クラシック強化試合・ 日本×オーストラリア                 | TBS        |
| 25   | 20.4%  | 5月26日 20:30-21:30  | ボクシングWBC世界フライ級タイトルマッチ 内藤大助×熊朝忠                               | TBS        |
| 26   | 20.2%  | 3月19日 12:05-15:37  | 2009 ワールド・ベースボール・クラシック 第2ラウンド・ 日本×キューバ                   | TBS        |

### テレビドラマ・映画
| 順位 | 視聴率 | 放送日               | 番組名                                                                      | 放送局     |
| ---- | ------ | -------------------- | --------------------------------------------------------------------------- | ---------- |
| 1    | 26.0%  | 1月25日 20:00-20:45  | 天地人                                                                      | NHK総合    |
| 2    | 25.3%  | 12月20日 21:00-22:19 | 日曜劇場・JIN-仁-（最終回）                                                 | TBS        |
| 3    | 24.8%  | 5月23日 19:56-21:38  | MR.BRAIN（初回）                                                            | TBS        |
| 3    | 24.8%  | 8月9日 20:00-20:45   | 天地人                                                                      | NHK総合    |
| 5    | 24.7%  | 1月4日 20:00-21:15   | 天地人（初回）                                                              | NHK総合    |
| 5    | 24.7%  | 1月18日 20:00-20:45  | 天地人                                                                      | NHK総合    |
| 7    | 24.4%  | 2月8日 20:00-20:45   | 天地人                                                                      | NHK総合    |
| 8    | 24.2%  | 2月1日 20:00-20:45   | 天地人                                                                      | NHK総合    |
| 9    | 23.5%  | 1月11日 20:00-20:45  | 天地人                                                                      | NHK総合    |
| 10   | 23.2%  | 2月15日 20:00-20:45  | 天地人                                                                      | NHK総合    |
| 11   | 23.1%  | 1月10日 21:00-23:10  | コード・ブルー -ドクターヘリ緊急救命- 新春SP                                | フジテレビ |
| 11   | 23.1%  | 2月22日 20:00-20:45  | 天地人                                                                      | NHK総合    |
| 13   | 22.8%  | 3月15日 20:00-20:45  | 天地人                                                                      | NHK総合    |
| 14   | 22.7%  | 11月22日 20:00-21:15 | 天地人（最終回）                                                            | NHK総合    |
| 15   | 22.6%  | 1月3日 21:00-23:40   | 新春映画スペシャル HERO                                                     | フジテレビ |
| 16   | 22.3%  | 11月29日 21:25-22:19 | 日曜劇場・JIN-仁-                                                           | TBS        |
| 17   | 22.2%  | 3月8日 20:00-20:45   | 天地人                                                                      | NHK総合    |
| 17   | 22.2%  | 5月16日 21:00-23:55  | 土曜プレミアム ダ・ヴィンチ・コード                                         | フジテレビ |
| 17   | 22.2%  | 11月8日 20:00-20:45  | 天地人                                                                      | NHK総合    |
| 20   | 22.0%  | 5月30日 19:56-20:54  | MR.BRAIN                                                                    | TBS        |
| 20   | 22.0%  | 6月7日 20:00-20:45   | 天地人                                                                      | NHK総合    |
| 20   | 22.0%  | 6月14日 20:00-20:45  | 天地人                                                                      | NHK総合    |
| 23   | 21.9%  | 7月19日 20:00-20:45  | 天地人                                                                      | NHK総合    |
| 24   | 21.8%  | 7月12日 20:00-20:45  | 天地人                                                                      | NHK総合    |
| 25   | 21.7%  | 3月11日 21:00-21:54  | 相棒                                                                        | テレビ朝日 |
| 25   | 21.7%  | 3月22日 20:00-20:45  | 天地人                                                                      | NHK総合    |
| 25   | 21.7%  | 9月21日 21:00-23:34  | JNN創立50周年記念特別企画 アカデミー賞受賞作品・映画おくりびと              | TBS        |
| 25   | 21.7%  | 11月15日 20:00-20:45 | 天地人                                                                      | NHK総合    |
| 29   | 21.6%  | 5月17日 20:00-20:45  | 天地人                                                                      | NHK総合    |
| 29   | 21.6%  | 6月21日 21:04-23:24  | 開局50周年記念ドラマスペシャル 刑事一代 平塚八兵衛の昭和事件史・第二夜      | テレビ朝日 |
| 29   | 21.6%  | 9月13日 20:00-20:45  | 天地人                                                                      | NHK総合    |
| 32   | 21.4%  | 6月5日 21:00-23:34   | 金曜ロードショー 千と千尋の神隠し                                           | 日本テレビ |
| 33   | 21.2%  | 6月13日 19:56-20:54  | MR.BRAIN                                                                    | TBS        |
| 34   | 21.1%  | 4月19日 20:00-20:45  | 天地人                                                                      | NHK総合    |
| 35   | 21.0%  | 5月24日 20:00-20:45  | 天地人                                                                      | NHK総合    |
| 35   | 21.0%  | 7月26日 20:00-20:45  | 天地人                                                                      | NHK総合    |
| 37   | 20.9%  | 10月25日 20:00-20:45 | 天地人                                                                      | NHK総合    |
| 37   | 20.9%  | 11月15日 18:30-20:54 | フジテレビ開局50周年・アニメサザエさん40周年記念スペシャルドラマ サザエさん | フジテレビ |
| 39   | 20.7%  | 5月31日 20:00-20:45  | 天地人                                                                      | NHK総合    |
| 39   | 20.7%  | 6月21日 20:00-20:45  | 天地人                                                                      | NHK総合    |
| 39   | 20.7%  | 6月25日 22:00-23:09  | BOSS（最終回）                                                              | フジテレビ |
| 39   | 20.7%  | 7月11日 19:56-21:08  | MR.BRAIN（最終回）                                                          | TBS        |
| 43   | 20.6%  | 10月8日 8:15-8:30    | 連続テレビ小説・ウェルかめ                                                  | NHK総合    |
| 44   | 20.5%  | 1月14日 21:00-21:54  | 相棒                                                                        | テレビ朝日 |
| 44   | 20.5%  | 7月17日 21:00-23:39  | 金曜ロードショー ハリー・ポッターと不死鳥の騎士団                           | 日本テレビ |
| 44   | 20.5%  | 8月29日 21:29-23:29  | 24時間テレビドラマスペシャル にぃにのことを忘れないで・脳腫瘍と闘った8年間  | 日本テレビ |
| 47   | 20.4%  | 9月6日 20:00-20:45   | 天地人                                                                      | NHK総合    |
| 47   | 20.4%  | 12月13日 21:00-21:59 | 日曜劇場・JIN-仁-                                                           | TBS        |
| 49   | 20.3%  | 3月1日 20:00-20:45   | 天地人                                                                      | NHK総合    |
| 49   | 20.3%  | 6月28日 20:00-20:45  | 天地人                                                                      | NHK総合    |
| 49   | 20.3%  | 8月11日 21:00-22:09  | 救命病棟24時（初回）                                                        | フジテレビ |
| 49   | 20.3%  | 8月16日 20:00-20:45  | 天地人                                                                      | NHK総合    |
| 49   | 20.3%  | 11月8日 21:00-21:54  | 日曜劇場・JIN-仁-                                                           | TBS        |
| 54   | 20.2%  | 1月28日 21:00-21:54  | 相棒                                                                        | テレビ朝日 |
| 54   | 20.2%  | 5月10日 20:00-20:45  | 天地人                                                                      | NHK総合    |
| 54   | 20.2%  | 11月15日 21:00-21:54 | 日曜劇場・JIN-仁-                                                           | TBS        |
| 57   | 20.1%  | 1月17日 20:03-23:10  | 土曜プレミアム特別企画 ハリー・ポッターと炎のゴブレット                     | フジテレビ |
| 57   | 20.1%  | 4月26日 20:00-20:45  | 天地人                                                                      | NHK総合    |
| 57   | 20.1%  | 7月5日 20:00-20:45   | 天地人                                                                      | NHK総合    |
| 60   | 20.0%  | 9月20日 20:00-20:45  | 天地人                                                                      | NHK総合    |

### バラエティ・歌番組
| 順位 | 視聴率 | 放送日               | 番組名                                                                        | 放送局     |
| ---- | ------ | -------------------- | ----------------------------------------------------------------------------- | ---------- |
| 1    | 40.8%  | 12月31日 21:00-23:45 | 第60回NHK紅白歌合戦・第2部                                                    | NHK総合    |
| 2    | 37.1%  | 12月31日 19:15-20:55 | 第60回NHK紅白歌合戦・第1部                                                    | NHK総合    |
| 3    | 31.1%  | 8月30日 20:05-21:00  | 24時間テレビ 「愛は地球を救う」32・PART11                                     | 日本テレビ |
| 4    | 27.1%  | 11月1日 17:30-18:00  | 笑点                                                                          | 日本テレビ |
| 5    | 25.9%  | 3月24日 14:54-15:53  | 2時っチャオ!・第2部                                                           | TBS        |
| 6    | 25.4%  | 8月30日 17:23-19:00  | 24時間テレビ 「愛は地球を救う」32・PART9                                      | 日本テレビ |
| 7    | 24.9%  | 8月30日 19:00-19:59  | 24時間テレビ 「愛は地球を救う」32・PART10                                     | 日本テレビ |
| 8    | 24.8%  | 3月8日 21:00-21:54   | 行列のできる法律相談所                                                        | 日本テレビ |
| 9    | 24.5%  | 10月26日 19:00-19:54 | ネプリーグ                                                                    | フジテレビ |
| 10   | 23.7%  | 2月8日 17:30-18:00   | 笑点                                                                          | 日本テレビ |
| 10   | 23.7%  | 11月8日 17:30-18:00  | 笑点                                                                          | 日本テレビ |
| 12   | 23.5%  | 8月31日 19:00-19:54  | ネプリーグ                                                                    | フジテレビ |
| 12   | 23.5%  | 11月1日 19:00-21:54  | 祝10周年!!今夜嵐巻き起こせ…驚きの嵐!世紀の大実験!! 学者も予測不可能スペシャル | 日本テレビ |
| 14   | 23.1%  | 12月13日 17:30-18:00 | 笑点                                                                          | 日本テレビ |
| 15   | 22.9%  | 8月24日 19:00-19:54  | ネプリーグ                                                                    | フジテレビ |
| 16   | 22.8%  | 11月16日 19:00-19:54 | ネプリーグ                                                                    | フジテレビ |
| 17   | 22.6%  | 2月22日 17:30-18:00  | 笑点                                                                          | 日本テレビ |
| 18   | 22.5%  | 12月20日 17:30-18:00 | 笑点                                                                          | 日本テレビ |
| 19   | 22.4%  | 3月8日 17:30-18:00   | 笑点                                                                          | 日本テレビ |
| 19   | 22.4%  | 6月1日 19:00-19:54   | ネプリーグ                                                                    | フジテレビ |
| 21   | 22.3%  | 6月14日 21:00-21:54  | 行列のできる法律相談所                                                        | 日本テレビ |
| 22   | 22.2%  | 12月13日 21:00-23:24 | さんま&SMAP!美女と野獣のクリスマススペシャル'09                               | 日本テレビ |
| 23   | 22.1%  | 5月17日 21:00-21:54  | 行列のできる法律相談所                                                        | 日本テレビ |
| 23   | 22.1%  | 8月30日 16:59-17:23  | 24時間テレビ 「愛は地球を救う」32・PART8                                      | 日本テレビ |
| 23   | 22.1%  | 12月7日 19:00-19:54  | ネプリーグ                                                                    | フジテレビ |
| 26   | 22.0%  | 6月1日 22:00-22:54   | SMAP×SMAP                                                                     | フジテレビ |
| 26   | 22.0%  | 10月7日 19:56-23:24  | ザ!世界仰天ニュース大ビューティまつり!・ 大集合（秘）美男美女スペシャル       | 日本テレビ |
| 26   | 22.0%  | 12月6日 17:30-18:00  | 笑点                                                                          | 日本テレビ |
| 29   | 21.9%  | 2月15日 17:30-18:00  | 笑点                                                                          | 日本テレビ |
| 29   | 21.9%  | 6月22日 19:00-19:54  | ネプリーグ                                                                    | フジテレビ |
| 29   | 21.9%  | 7月20日 19:00-20:54  | ネプ大リーグ                                                                  | フジテレビ |
| 29   | 21.9%  | 8月17日 19:00-19:54  | ネプリーグ                                                                    | フジテレビ |
| 33   | 21.8%  | 5月31日 17:30-18:00  | 笑点                                                                          | 日本テレビ |
| 33   | 21.8%  | 11月30日 19:00-19:54 | ネプリーグ                                                                    | フジテレビ |
| 35   | 21.7%  | 10月4日 22:00-23:00  | おしゃれイズム・イケメン大集合スペシャル                                      | 日本テレビ |
| 35   | 21.7%  | 10月19日 19:00-19:54 | ネプリーグ                                                                    | フジテレビ |
| 37   | 21.6%  | 7月27日 19:00-19:54  | ネプリーグ                                                                    | フジテレビ |
| 37   | 21.6%  | 8月23日 21:00-21:54  | 行列のできる法律相談所                                                        | 日本テレビ |
| 39   | 21.5%  | 6月28日 17:30-18:00  | 笑点                                                                          | 日本テレビ |
| 39   | 21.5%  | 11月2日 19:00-19:54  | ネプリーグ                                                                    | フジテレビ |
| 41   | 21.4%  | 1月16日 20:00-21:48  | 中居正広の金曜日のスマたちへ                                                  | TBS        |
| 41   | 21.4%  | 3月1日 17:30-18:00   | 笑点                                                                          | 日本テレビ |
| 43   | 21.3%  | 3月4日 19:00-19:57   | クイズ!ヘキサゴンII                                                           | フジテレビ |
| 43   | 21.3%  | 5月24日 21:00-21:54  | 行列のできる法律相談所                                                        | 日本テレビ |
| 43   | 21.3%  | 7月6日 19:00-19:54   | ネプリーグ                                                                    | フジテレビ |
| 46   | 21.2%  | 2月22日 21:00-21:54  | 行列のできる法律相談所                                                        | 日本テレビ |
| 46   | 21.2%  | 6月14日 17:30-18:00  | 笑点                                                                          | 日本テレビ |
| 46   | 21.2%  | 9月7日 19:00-19:54   | ネプリーグ                                                                    | フジテレビ |
| 49   | 21.1%  | 1月14日 22:00-22:54  | 爆笑レッドカーペット                                                          | フジテレビ |
| 49   | 21.1%  | 2月11日 19:00-19:57  | クイズ!ヘキサゴンII                                                           | フジテレビ |
| 49   | 21.1%  | 11月9日 19:00-19:54  | ネプリーグ                                                                    | フジテレビ |
| 52   | 21.0%  | 6月29日 19:00-19:54  | ネプリーグ                                                                    | フジテレビ |
| 52   | 21.0%  | 8月2日 17:30-18:00   | 笑点                                                                          | 日本テレビ |
| 54   | 20.9%  | 4月26日 21:00-21:54  | 行列のできる法律相談所                                                        | 日本テレビ |
| 54   | 20.9%  | 5月10日 21:00-21:54  | 行列のできる法律相談所                                                        | 日本テレビ |
| 54   | 20.9%  | 8月9日 17:30-18:00   | 笑点                                                                          | 日本テレビ |
| 54   | 20.9%  | 10月25日 17:30-18:00 | 笑点                                                                          | 日本テレビ |
| 58   | 20.8%  | 6月8日 19:00-19:54   | ネプリーグ                                                                    | フジテレビ |
| 58   | 20.8%  | 8月22日 21:00-22:00  | 第41回思い出のメロディー                                                      | NHK総合    |
| 60   | 20.7%  | 1月18日 21:00-21:54  | 行列のできる法律相談所                                                        | 日本テレビ |
| 60   | 20.7%  | 12月27日 17:30-18:00 | 笑点                                                                          | 日本テレビ |
| 62   | 20.6%  | 1月14日 19:00-19:57  | クイズ!ヘキサゴンII                                                           | フジテレビ |
| 62   | 20.6%  | 2月8日 21:00-21:54   | 行列のできる法律相談所                                                        | 日本テレビ |
| 62   | 20.6%  | 3月2日 19:00-20:54   | ネプリーグ・芸能界超常識王決定戦                                              | フジテレビ |
| 62   | 20.6%  | 12月20日 18:30-20:54 | オートバックス・M-1グランプリ2009                                             | テレビ朝日 |
| 66   | 20.5%  | 3月25日 19:00-21:54  | クイズ!ヘキサゴンII超クイズパレード!!宮古島合宿3時間スペシャル!               | フジテレビ |
| 66   | 20.5%  | 7月25日 21:00-23:00  | FNSの日26時間テレビ・2009超笑顔パレード・爆笑!お台場合宿!                     | フジテレビ |
| 66   | 20.5%  | 11月8日 19:58-20:54  | 世界の果てまでイッテQ!                                                        | 日本テレビ |
| 69   | 20.4%  | 1月9日 19:00-20:54   | ぐるナイ変革ゴチ 新メンバーはあの女優SP                                       | 日本テレビ |
| 69   | 20.4%  | 1月25日 21:00-21:54  | 行列のできる法律相談所                                                        | 日本テレビ |
| 69   | 20.4%  | 2月1日 17:30-18:00   | 笑点                                                                          | 日本テレビ |
| 69   | 20.4%  | 3月18日 19:00-19:57  | クイズ!ヘキサゴンII                                                           | フジテレビ |
| 69   | 20.4%  | 12月23日 19:00-21:54 | 1億人の大質問!?笑ってコラえて!3時間スペシャル                                 | 日本テレビ |
| 74   | 20.3%  | 8月10日 19:00-19:54  | ネプリーグ                                                                    | フジテレビ |
| 74   | 20.3%  | 9月13日 21:00-21:54  | 行列のできる法律相談所                                                        | 日本テレビ |
| 74   | 20.3%  | 10月30日 19:00-22:48 | オールスター芸能人歌がうまい王座決定戦スペシャル                              | フジテレビ |
| 77   | 20.2%  | 1月31日 21:00-0:09   | SmaSTATION!! Presents SMAPがんばりますっ!!                                    | テレビ朝日 |
| 77   | 20.2%  | 2月15日 21:00-21:54  | 行列のできる法律相談所                                                        | 日本テレビ |
| 77   | 20.2%  | 10月18日 17:30-18:00 | 笑点                                                                          | 日本テレビ |
| 80   | 20.1%  | 3月14日 19:30-21:00  | NHKのど自慢・チャンピオン大会                                                 | NHK総合    |
| 80   | 20.1%  | 6月15日 19:00-19:54  | ネプリーグ                                                                    | フジテレビ |
| 80   | 20.1%  | 6月21日 21:00-21:54  | 行列のできる法律相談所                                                        | 日本テレビ |
| 80   | 20.1%  | 6月28日 21:00-21:54  | 行列のできる法律相談所                                                        | 日本テレビ |
| 80   | 20.1%  | 7月13日 19:00-19:54  | ネプリーグ                                                                    | フジテレビ |
| 80   | 20.1%  | 7月19日 21:00-21:54  | 行列のできる法律相談所                                                        | 日本テレビ |
| 86   | 20.0%  | 2月11日 21:00-22:48  | 爆笑レッドカーペット・まさかの2周年満点祭                                     | フジテレビ |
| 86   | 20.0%  | 3月20日 14:00-15:00  | 2時っチャオ!・第1部                                                           | TBS        |
| 86   | 20.0%  | 8月3日 19:00-19:54   | ネプリーグ                                                                    | フジテレビ |
| 86   | 20.0%  | 9月6日 21:00-21:54   | 行列のできる法律相談所                                                        | 日本テレビ |
| 86   | 20.0%  | 10月4日 19:00-21:54  | 世界の果てまでイッテQ!・秋の珍獣祭りスペシャル2009                            | 日本テレビ |
| 86   | 20.0%  | 11月15日 17:30-18:00 | 笑点                                                                          | 日本テレビ |
| 86   | 20.0%  | 11月29日 17:30-18:00 | 笑点                                                                          | 日本テレビ |

### アニメ
| 順位 | 視聴率 | 放送日               | 番組名     | 放送局     |
| ---- | ------ | -------------------- | ---------- | ---------- |
| 1    | 22.9%  | 11月29日 18:30-19:00 | サザエさん | フジテレビ |
| 2    | 21.7%  | 10月25日 18:30-19:00 | サザエさん | フジテレビ |
| 2    | 21.7%  | 12月13日 18:30-19:00 | サザエさん | フジテレビ |
| 4    | 21.4%  | 11月8日 18:30-19:00  | サザエさん | フジテレビ |
| 5    | 21.2%  | 12月6日 18:30-19:00  | サザエさん | フジテレビ |
| 6    | 21.0%  | 3月8日 18:30-19:00   | サザエさん | フジテレビ |
| 7    | 20.9%  | 2月8日 18:30-19:00   | サザエさん | フジテレビ |
| 8    | 20.8%  | 1月25日 18:30-19:00  | サザエさん | フジテレビ |
| 9    | 20.5%  | 3月1日 18:30-19:00   | サザエさん | フジテレビ |
| 9    | 20.5%  | 12月27日 18:30-19:00 | サザエさん | フジテレビ |
| 11   | 20.4%  | 1月18日 18:30-19:00  | サザエさん | フジテレビ |
| 12   | 20.3%  | 2月1日 18:30-19:00   | サザエさん | フジテレビ |
| 13   | 20.0%  | 2月22日 18:30-19:00  | サザエさん | フジテレビ |

## 報道・情報番組

### 終了番組
- 3月6日 - ムーブ!（朝日放送）
- 3月13日 - ABC NEWSゆう（朝日放送）
- 3月14日 - 家計診断 おすすめ悠々ライフ（NHK総合）
- 3月22日 
  - ウラネタ芸能ワイド 週刊えみぃSHOW（読売テレビ）
  - J-SPO（TBS）
- 3月26日 - 2時っチャオ!（TBS）
- 3月27日
  - おめざめワイド（中京テレビ）
  - TOKYOモーニングサプリ（TOKYO MX）
  - ラジかるッ（日本テレビ）
  - なるトモ!（読売テレビ）
  - おもいッきりイイ!!テレビ（日本テレビ）
  - ピンポン!（TBS）
  - ひるたま（テレビ埼玉）
  - U・LA・LA（TOKYO MX）
  - イブニング・ファイブ（TBS）
  - ニューススクランブル（読売テレビ）
  - ニュースC-master（千葉テレビ放送）
  - @なまてれ（青森放送）
  - やばせ本町どまん中!（秋田テレビ）
  - おかえりテレビ（南海放送）
  - Newsリアルタイムえひめ（南海放送）
  - とく報!4時ら（静岡放送）
  - SBSテレビ夕刊（静岡放送）
  - ステーションY（山口朝日放送）
- 3月28日 - あさ天サタデー（日本テレビ）
- 3月29日 
  - 経済羅針盤（NHK総合）
  - メガスポ!（テレビ東京）
- 4月3日
  - あさいち・朝生・情報通（群馬テレビ）
  - ひる生情報II（群馬テレビ）
  - ニュースジャストN（群馬テレビ）
- 4月10日 - News Up なら（奈良テレビ）
- 6月27日 - Smile!（テレビ金沢）
- 6月28日 - こちら経済編集長（BSジャパン）
- 7月3日 - びービーみつばち（テレビ金沢）
- 9月20日 - サキヨミLIVE（フジテレビ）
- 9月24日 - サカスさん（TBS）
- 9月26日
  - ぶったま!（関西テレビ）
  - スーパーニュースSPA（岡山放送）
- 10月11日 - テレビドクター（読売テレビ）
- 11月30日 - おとなの教室（中部日本放送）
- 12月20日 - 広瀬光治の手編みカワイイ（BSジャパン）
- 12月25日 - 石橋勝のボランティア21（テレビ大阪）
- 12月27日 - DREAM競馬（関西テレビ・東海テレビ・テレビ西日本持ち回り制作、フジネットワーク西日本地区ネット）
- 12月30日 - あさカブ（テレビ東京）

### 開始番組
- 2月2日 - あさカブ（テレビ東京）

3月開始
- 3月16日 - NEWSゆう+（朝日放送）
- 3月29日 - S☆1（TBS）
- 3月30日
  - プレミアム8（NHK BSハイビジョン）
  - おもいッきりDON!（日本テレビ）
  - ひるおび!（TBS）
  - ひるネタ!おとなの教室（中部日本放送）
  - サカスさん（TBS）
  - 総力報道!THE NEWS（TBS)
  - テレ玉イブニングNEWS（テレビ埼玉）
  - neo sports（テレビ東京）
  - かんさい情報ネットten!（読売テレビ）
  - ニュースChiba21（千葉テレビ）
  - NEWS チャンネル4（南海放送）
  - SBSイブニングeye（静岡放送）
  - 早おき!てれび めざまし北海道（北海道文化放送）
  - Jチャンやまぐち（山口朝日放送）
  - ニュースザウルスふくい（NHK福井放送局）

4月開始
- 4月1日 
  - U・LA・LA@7（TOKYO MX）時間移動による改題
  - BSフジLIVE プライムニュース(BSフジ)
- 4月2日 
  - ニュースで英会話（NHK教育）
  - ITホワイトボックス（NHK教育）
- 4月3日
  - えなりかずき!そらナビ（中部日本放送）
  - バンバンバン（毎日放送）
  - きんこれ（青森放送）
  - とくテレっ!8ちゃんねる（秋田テレビ）
- 4月4日
  - 経済ワイド ビジョンe（NHK総合）
  - ワーズハウスへようこそ（日本テレビ）
  - ASAHI Pop'n' Press!(北陸朝日放送)
- 4月5日
  - @キャンパス（NHK BS1）
  - 政策討論われらの時代（BS-TBS）
- 4月6日
  - サプライズ（日本テレビ）
  - アップ&UP!（関西テレビ）
  - ナビっち（TBS）
  - モーニングジャスト（群馬テレビ）
  - お昼のニュースジャスト（群馬テレビ）
  - NEWSジャスト6（群馬テレビ）
  - NEWSジャスト930（群馬テレビ）
- 4月9日 - わんにゃん茶館(NHK BS2)
- 4月10日 - 週刊!しっかり見ナイト(BS朝日)
- 4月11日
  - サタデーニュースジャスト（群馬テレビ）
  - ハッピーおとどけ隊（札幌テレビ放送）
  - 沖縄BON! （琉球放送）[5]
- 4月12日 - サンデーニュースジャスト（群馬テレビ）
- 4月13日 - ゆうドキッ!（奈良テレビ）
- 4月16日 - 女神サーチ (TBS)
- 4月18日 - 追跡!AtoZ(NHK総合)
- 4月19日 - C-Mania(日本テレビ)
- 4月26日
  - ASIAN VOICES（NHK BS1）
  - 大人のソナタ（テレビ朝日）
  - D1KING!（BSフジ）

7月開始
- 7月6日 - となりのテレ金ちゃん（テレビ金沢）
- 7月10日 - 花のテレ金ちゃん（テレビ金沢）

10月開始
- 9月28日 - イブニングワイド（TBS）
- 10月3日 - 地球まるごとTV、もらえるテレビ!（テレビ朝日）
- 10月4日 - 大人の習い事（BSジャパン）※2009年は 広瀬光治の手編みカワイイ
- 10月4日 - コムダビ+（TBS）
- 10月5日
  - おもいッきりPON!（日本テレビ）※「おもいッきりDON!」を改題リニューアル
  - (E)スポーツポケット（北海道放送）期間限定再開
- 10月6日 - ありんくりん 沖縄（BS日テレ）
- 10月13日 - あっぷ&UP!（関西テレビ）※「アップ&UP!」を改題リニューアル
- 10月16日 - 医進薬新 夢のメディ神殿（BS日テレ）
- 10月17日 - 世界につながる学生チャンネル ガッチャン!（NHK BS1）[6]
- 10月18日 - サンデー・ドクター（読売テレビ）
- 10月25日 - 情報エンタメLIVE ジャーナる!（フジテレビ）

11月開始
- 11月8日 - 速報!スポーツLIVE（テレビ朝日）
- 11月28日 - 青山ワンセグ日直（NHKワンセグ2）開始

12月開始
- 12月1日 - ごごネタ!（中部日本放送）

## 教養・ドキュメンタリー番組

### 終了番組
- 2月18日 - 復活の日（TBS）
- 3月3日 - 火曜セブン（テレビ東京）
- 3月14日 - ドキュメント にっぽんの現場（NHK総合）
- 3月18日 - その時歴史が動いた（NHK総合）
- 3月25日 - のりスタ1・2・3!（テレビ東京）
- 3月28日 
  - 熱闘!ゴルフ向上委員会（テレビ東京）
  - 地球街道（テレビ東京）
- 5月20日 - タイムスクープハンター（NHK総合 EYES）
- 6月3日 - 水曜ノンフィクション（TBS）
- 7月28日 - アレ今どうなった?(NHK総合 EYES)
- 7月29日 - 名将の采配(NHK総合 EYES)
- 7月30日 - CHANGE MAKER(NHK総合 EYES)
- 9月1日 - たびたび（北海道放送）[7]
- 9月27日
  - 畑のうた(テレビ東京)
  - 素敵な宇宙船地球号（テレビ朝日）
- 9月29日
  - MOSTI.tv（テレビ東京）
  - GIRLS PARTY(テレビ東京)
  - Style/Style（テレビ神奈川）
- 9月30日 - 都のかほり（テレビ朝日）
- 12月10日 - 柔道 名勝負列伝（テレビ東京）
- 12月31日 - 野菜ソムリエTV（CS日テレプラス G+）

### 開始番組
- 1月4日 - 畑のうた(テレビ東京)
- 1月7日 - にっぽん原風景紀行（BSジャパン）
- 1月9日 - THEフライト 翼の時間（BSジャパン）
- 1月13日 - Style/Style（テレビ神奈川）
- 1月20日 - 火曜セブン（テレビ東京）
- 3月30日 
  - 世界遺産への招待状（NHK総合）
  - みいつけた!（NHK教育）
  - クッキンアイドル アイ!マイ!まいん!（NHK教育）
- 3月31日 - Jブンガク（NHK教育）
- 4月1日
  - のりスタ100%（テレビ東京）改題リニューアル
  - タイムスクープハンター（NHK総合）
- 4月2日
  - 時々迷々（NHK教育）
  - スペシャルギフト（日本テレビ）
  - スマイルエコ（フジテレビ）
- 4月3日
  - BeauTV〜VoCE（テレビ朝日）
  - ふるさと発元気プロジェクト（BSジャパン）
- 4月4日 
  - ゴルフの真髄（テレビ東京）
  - 青春リアル（NHK教育）
- 4月5日
  - Back up〜必見!日本の元気を応援するテレビ〜（フジテレビ）
  - スポダマ（フジテレビ）
  - 朝いち!ゴルフ (テレビ朝日)
  - 必見!就活リサーチ(BS-TBS)
- 4月6日
  - MOSTI.tv（テレビ東京）
  - ミクニ・プロデュース（札幌テレビ）
  - のんびり走ろう! 〜九州・鉄道の旅〜（TVQ九州放送）
- 4月7日 - 見えるぞ!ニッポン（NHK教育）
- 4月8日 - 歴史秘話ヒストリア（NHK総合）
- 4月9日 - 京のいっぴん物語 (BSフジ)
- 4月11日 - うちのわんこ(BSフジ)
- 4月14日 - のんのん。（北海道放送）
- 4月15日 - 水曜ノンフィクション 関口宏モトをたどれば（TBS）改題
- 4月16日 - 経済ドキュメンタリードラマ ルビコンの決断（テレビ東京）
- 4月18日
  - ワンダー×ワンダー(NHK総合)
  - にっぽん駅弁列島（BSジャパン）
- 4月19日 - 浅田真央 ドリーム・ラボ（TBS）
- 4月20日 - 発見!平成・海の細道（BS-TBS）
- 4月24日 - 日本の名匠 （BS-TBS）
- 4月25日 - 高橋尚子のラララRUN♪ （BS-TBS）
- 4月28日 - メッセージ〜明日のあなたへ言葉の贈り物〜 （日本テレビ）
- 5月9日 - 美人女将とほろ酔いロハストーク〜おつまみ亭〜(BSジャパン)[8]
- 6月1日
  - アレ今どうなった?（NHK総合）
  - たびたび（北海道放送）
- 6月2日 - 名将の采配（NHK総合）
- 6月3日 - CHANGE MAKER（NHK総合）
- 6月5日 - ドキュメント20min.（NHK総合）
- 6月7日
  - 愛のワンニャンタイム(BS朝日)
  - 人・まち・未来（BS朝日）
- 6月15日 - 古都の香り浪漫紀行（BS-TBS）
- 6月21日 - 2010年1月17日、Sweets&Sweets（テレビ北海道）
- 7月7日 - GIRLS PARTY(テレビ東京)
- 8月3日 - 10月26日、かがやけ!命（北海道放送）[9]
- 8月7日 - FACTORY A(テレ朝チャンネル)[10]
- 10月1日
  - ママ大好き!（日本テレビ）
  - 世界の街道をゆく（テレビ朝日）
  - 野菜ソムリエTV（CS日テレプラス G+）
- 10月2日 - 2010年3月26日、MOSTI.TV（BS日テレ)放送局放送権移動[11][12]
- 10月2日 - 2010年6月11日、職のプライド（日本テレビ）[13]
- 10月3日
  - グラン・ジュテ 私が跳んだ日(NHK教育)
  - 真冬の挑戦者〜バンクーバーへの道〜(BS-TBS)
  - いい国作ろう!（朝日放送）[14]
- 10月4日
  - 近未来創造サイエンス 奇跡の地球物語（テレビ朝日）
  - 地球号食堂〜エコめし宣言（テレビ朝日）
- 10月5日 
  - 鈴木サチ meets クンフーエクササイズ(BS日テレ)
  - スペシャリテ紀行 皿の上の物語(BS日テレ)
  - フランス ワイン紀行(BS日テレ)
- 10月8日 - 12月、俺達の箱根駅伝(BS日テレ)期間限定再開
- 10月15日 - 空から日本を見てみよう（テレビ東京）レギュラー放送開始
- 10月16日 - 花鳥風月(BS日テレ)
- 10月20日 - にほん風景遺産（BS朝日）[15]
- 10月22日 - 鉄道・絶景の旅（BS朝日）
- 10月23日 - 札幌美少女図鑑tv(北海道放送）
- 11月11日 - 2010年3月24日 - ディア・北海道!（北海道放送）
- 11月30日 - 柔道 名勝負列伝（テレビ東京）

## バラエティ番組

### 終了番組
- 1月4日 - ものまねバトル（日本テレビ）
- 2月6日
  - 人生もっと満喫アワー トキめけ!ウィークワンダー（フジテレビ）
  - 一攫千金!日本ルー列島（フジテレビ）
- 2月18日 - 悪魔の契約にサイン（TBS）
- 2月21日 - 勉強してきましたクイズ ガリベン!（テレビ朝日）
- 2月22日
  - 大胆MAP（テレビ朝日）
  - 近未来×予測テレビ ジキル&ハイド（朝日放送）
- 3月10日 - おネエ★MANS（日本テレビ）
- 3月11日
  - 日本史サスペンス劇場（日本テレビ）
  - 久米宏のテレビってヤツは!?（毎日放送）
- 3月12日 - きよしとこの夜（NHK総合）
- 3月13日 - チェック!ザ・No.1（毎日放送）
- 3月14日 - 脳内エステ IQサプリ（フジテレビ）
- 3月15日 - 世直しバラエティー カンゴロンゴ（NHK総合）
- 3月16日
  - 英語でしゃべらナイト（NHK総合）レギュラー放送終了
  - 新しい波16（フジテレビ）
- 3月19日
  - 徳光和夫の感動再会"逢いたい"（TBS）
  - Goro's Bar（TBS）
  - カトパン（フジテレビ）
- 3月20日
  - ドリーム・プレス社（TBS）
  - たけしの誰でもピカソ（テレビ東京）
  - ムハハnoたかじん（関西テレビ）
- 3月21日 - 科学大好き土よう塾（NHK教育）
- 3月23日 - あいのり（フジテレビ）
- 3月24日 - 新説!?日本ミステリー（テレビ東京）
- 3月26日
  - モクスペ（日本テレビ）
  - 怒りオヤジ3（テレビ東京）
- 3月27日
  - 恋するハニカミ!（TBS）
  - もしも（フジテレビ）
- 3月28日
  - 弟子っちょピカ丸（日本テレビ）
  - 出社が楽しい経済学（NHK教育）
  - 一期一会 キミにききたい!(NHK教育）
  - ガールズ・ライク・マネー（日本テレビ）
- 3月29日 - どうぶつ奇想天外!（TBS）
- 3月30日 
  - ガレッジ×ビレッジ（テレビ東京）
  - フォト五七五（NHK BS2）
- 3月31日 
  - タカトシの空飛ぶチェリーパイ（テレビ東京）
  - おねがい!マスカット（テレビ大阪）
- 4月1日 - 地球調査船アメディゾン（テレビ東京）
- 4月2日 - キンコンヒルズ（テレビ東京）
- 4月3日 - ロンブーの怪傑!トリックスター（テレビ東京）
- 5月20日 - 寿命をのばすワザ百科（日本テレビ）レギュラー放送終了
- 5月25日 -笑・神・降・臨第1シーズン（NHK総合 EYES）
- 6月26日 - アイドル@deep(テレビ神奈川)
- 6月27日
  - ブギウギ係長（札幌テレビ放送）
  - 今夜もハッスル（サンテレビジョン）
  - アイドルの穴〜日テレジェニックを探せ!〜（日本テレビ）
- 7月25日 - しりすぎちゃん（日本テレビ）
- 7月29日 - クメピポ! 絶対あいたい1001人（毎日放送）
- 7月30日 - 全国一斉!日本人テスト（フジテレビ）
- 8月27日 - 決着!歴史ミステリー（テレビ東京）
- 9月2日 - 激安バラエティー〜1円でも安く30連発〜（TBS）
- 9月8日 - 学べる!!ニュースショー!（テレビ朝日)
- 9月11日 - アンタッチャブルのマキマキでやってみよう!!（朝日放送）
- 9月15日 - バラエティーニュース キミハ・ブレイク（TBS）
- 9月17日
  - チャンピオンズ〜達人のワザが世界を救う〜（テレビ東京）
  - 地頭クイズ ソクラテスの人事（NHK総合）
- 9月19日 - 国分太一・美輪明宏・江原啓之のオーラの泉（テレビ朝日）
- 9月20日
  - ロボつく（テレビ東京）
  - 旅の香り〜四季の名宿めぐり〜（テレビ朝日）レギュラー放送終了
  - 地球感動配達人 走れ!ポストマン（毎日放送）
- 9月24日
  - クイズ!時の扉（TBS）
  - クイズの扉（TBS）
- 9月25日
  - 未来創造堂（日本テレビ）
  - 爆笑問題の検索ちゃん（テレビ朝日）
  - 次世代アイドル調査隊 IDOL×HUNTER（エンタ!371）
- 9月26日
  - どれだけ食えスト(日テレ)
  - マツケン・今ちゃん・オセロのGO!GO!サタ（フジテレビ）
  - Hi! Hey! Say!（テレビ東京）
- 9月27日
  - あっぱれ!!さんま新教授（フジテレビ）
  - サラリーマンNEO Season4（NHK総合）
  - ヤリキレナイ川（TBS）
- 9月28日
  - 美しき青木ド・ナウ（テレビ朝日）
  - 恋愛百景（テレビ朝日）
- 9月29日
  - アドレな!ガレッジ（テレビ朝日）
  - 草野☆キッド（テレビ朝日）
  - やぐちひとり（テレビ朝日）
- 9月30日
  - 堂本剛の正直しんどい（テレビ朝日）
  - 熱血!ゴルフ女子部（テレビ朝日）
- 10月1日
  - いいはなシーサー（テレビ朝日）
  - 嬢識〜知りたGirly〜（テレビ朝日）
- 11月10日 - シューティングゲーム攻略軍団参上!（MONDO21）
- 11月28日 - はんにゃのこの手があったか!(日テレ)
- 12月15日
  - 最終警告!たけしの本当は怖い家庭の医学（朝日放送）
  - すっぴんカレッジ2nd Stage（BSフジ）
- 12月19日 - PureBoys The Pure(BSフジ)
- 12月25日 - バグルー!!(メーテレ)
- 12月26日 - ぜんぶウソ(日テレ)

### 開始番組
- 1月8日 - バグルー!!（名古屋テレビ）
- 1月9日
  - 潜入調査（テレビ東京）
  - 松尾スズキ Presents 美しい男性!（BSジャパン）
- 1月10日
  - おとな旅あるき旅（テレビ大阪）
  - 出社が楽しい経済学（NHK教育）
  - 西部邁ゼミナール〜戦後タブーをけっとばせ〜（TOKYO MX）再改題
  - ブギウギ係長（札幌テレビ）
  - 少年タカトシ（BSジャパン）
- 1月11日 - ホリペイ（BSジャパン）レギュラー放送開始
- 1月14日 - 趣味と遊びを極める!まに=DO!（東海テレビ）[16]
- 1月16日 - アイドル@deep（テレビ神奈川）
- 2月7日 - ガールズ・ライク・マネー（日本テレビ）
- 2月11日 - @キャンパス（NHK BS1）パイロット版放送[17]
- 3月30日
  - コーパス100!で英会話（NHK教育）
  - 花影忍法帳コミ☆トレ（NHK教育）
- 3月31日 - すイエんサー（NHK教育）レギュラー放送開始
- 4月1日 
  - 小熊のベア部屋（日本テレビ）
  - えいごルーキーGABBY（NHK教育）
  - フットンダ（中京テレビ）
- 4月2日 
  - 探偵Xからの招待状!（NHK総合 EYES）
  - 地頭クイズ ソクラテスの人事（NHK総合）レギュラー放送開始
  - 美女放談（テレビ東京）
- 4月3日
  - 特ダネ!投稿DO画（NHK総合）
  - カード学園（TBS）
  - サキよみ ジャンBANG!（テレビ東京）
  - 遠藤淳（テレビ東京）
  - ばりすごMAX（TVQ九州放送）
- 4月4日
  - 満天☆青空レストラン（日本テレビ）
  - 寿命をのばすワザ百科（日本テレビ）レギュラー放送開始
  - FUJIWARAのありがたいと思えッ!（テレビ東京）
  - 爆笑レッドカーペット（フジテレビ）ゴールデンタイムに時間移動
  - アイドルスナイパー -平成アイドル図鑑-（テレビ大阪、製作・ビクトリーチャンネル）
- 4月5日
  - スクール革命!（日本テレビ）
  - 愛の修羅バラ!（読売テレビ・中京テレビ）
  - ミニアナ（北海道放送）再開
  - バカヂカラ(TOKYO MX、SonyMusic E!TV)
- 4月6日
  - 億万笑者!（日本テレビ）
  - 吉崎金門海峡（TBS）
  - 飛び出せ!科学くん（TBS）
  - ジョーデキ!! 芸能人こだわり王講座 イケタク（フジテレビ）
  - ピラメキーノ（テレビ東京）
- 4月7日
  - 笑・神・降・臨（NHK総合）レギュラー放送開始
  - チュー'sDAYコミックス 侍チュート!（毎日放送）
  - 火曜エンタテイメント!（テレビ東京）
- 4月8日
  - ひょうたんからコトバ（NHK教育）
  - Goroプレゼンツ マイ・フェア・レディ（TBS）
  - ラボマイスター 〜ニッポン最先端科学研究所〜（フジテレビ）
  - イケメンデルの法則（関西テレビ）
- 4月9日
  - クイズ!時の扉（TBS）レギュラー放送開始[注 4]
  - クイズの扉（TBS）
  - アカデミーナイト(TBS)
- 4月10日
  - A-Studio（TBS）
  - キャンパスナイトフジ（フジテレビ）
  - たけしのニッポンのミカタ!（テレビ東京）
- 4月11日
  - アイドルの穴〜日テレジェニックを探せ!〜（日本テレビ）
  - キズナ食堂（TBS）
  - マヨブラジオ（読売テレビ）
  - Perfumeのシャンデリアハウス（日本テレビ）
- 4月12日
  - 女子アナ満開!「ハナサカ」（BS-TBS）開始[18]
  - 人志松本のすべらない話#スピンオフ企画（フジテレビONE）レギュラー放送開始
- 4月14日 - 人志松本の○○な話（フジテレビ）
- 4月15日
  - クメピポ! 絶対あいたい1001人（毎日放送）
  - 爆笑レッドシアター（フジテレビ）
  - おねだり!!マスカット（テレビ大阪）※改題
- 4月16日 - 決着!歴史ミステリー（テレビ東京）改題、枠移動
- 4月18日 - EXH〜EXILE HOUSE〜（TBS）
- 4月20日 - 冒険チュートリアル（関西テレビ）
- 4月21日 - 魔女たちの22時（日本テレビ）
- 4月23日 - ロック⑥オン（BS-TBS）
- 4月24日  
  - 華丸・大吉のなんしようと?（テレビ西日本）
  - ペケ×ポン（フジテレビ）ゴールデンタイム進出
- 4月26日
  - ヤリキレナイ川(TBS)
  - どぉーだ!Presents タカトシ牧場（北海道文化放送）
  - 恐縮です!梨元勝です!（BSイレブン）
- 4月27日
  - 地元応援バラエティ このへん!!トラベラー（TOKYO MX）
  - フェイス（RKB毎日放送）
  - We Can☆（BSフジ）
- 5月1日 - ホンネの殿堂!!紳助にはわかるまいっ（フジテレビ）
- 5月4日 - 地元応援バラエティ このへん!!トラベラー（福岡放送）
- 5月7日 - 地元応援バラエティ このへん!!トラベラー（東北放送）
- 5月9日 - 地元応援バラエティ このへん!!トラベラー（朝日放送）
- 5月12日 - 地元応援バラエティ このへん!!トラベラー（北海道テレビ）
- 5月26日
  - アクセる★ビリー!FOR YOUR BEST ANSWER（名古屋テレビ）
  - シューティングゲーム攻略軍団参上!（MONDO21）放送期間限定開始
- 6月6日 - しりすぎちゃん（日本テレビ）
- 6月10日 - 激安バラエティー〜1円でも安く30連発〜（TBS）
- 6月18日 - アニメ問わず語り(ファミリー劇場)
- 7月1日 - 2010年3月31日、VIDEGRAJIN〜ビデグラジン〜(関西テレビ)
- 7月2日 - 田代まさしのいらっしゃいマーシー(MONDO21)
- 7月4日 - アニメ星人（千葉テレビ）
- 7月4日 - 2010年3月29日、激モテ!セブンティーン学園(BS-TBS)
- 7月5日 - アイドル☆リーグ!（日テレプラス）
- 7月5日 - 2010年3月27日、カツケン 勝間経済研究所（BSジャパン）
- 7月7日 - バナナマンのブログ刑事（東海テレビ）
- 7月7日 - 9月29日、GIRLS PARTY(テレビ東京)
- 7月10日 - 週刊AKB（テレビ東京）
  - 7月13日 - 2010年4月9日、大怪獣バトル体操（ファミリー劇場）
- 7月14日 - 狩野英孝★熱血アイドルアカデミー アキパラ嬢（静岡第一テレビ）
- 8月1日 - どれだけ食えスト（日本テレビ）
- 8月5日 - クイズなんでもNo.1決定戦（毎日放送）
- 9月1日
  - シアワセ結婚相談所（日本テレビ）
  - 次世代アイドル調査隊 IDOL×HUNTER（エンタ!371）
- 10月1日
  - ブラタモリ（NHK総合）レギュラー放送開始
  - 狩野英孝のきんぐすろーど（名古屋テレビ）
- 10月2日 - 千原ジュニアの映画製作委員会（チャンネルNECO）
- 10月2日 - 2010年3月26日、オナゴコロ（サンテレビ）
- 10月2日 - 2010年4月1日、鷹なり天国 (チバテレビ)
- 10月3日
  - はんにゃのこの手があったか!（日本テレビ）
  - ぜんぶウソ（日本テレビ）
  - SKE48学園（エンタ!371）開始
- 10月4日 - 2010年3月28日、ネクストプリンセス（テレビ東京）
- 10月4日 - 2010年1月10日、BACK STAGE PASS 〜SAPPORO〜(北海道放送)
- 10月5日 - お願い!ランキング（テレビ朝日）
- 10月6日
  - ヨハネの洗礼（TBS）
  - 石田純一の街の達人（BS日テレ）
- 10月7日 - 徳光和夫のトクセン!!(BS日テレ)
- 10月8日 - エンタメ☆ハローワーク（WOWOW）開始
- 10月9日 
  - よしもとバラエティ（毎日放送）
  - キャくれ家（朝日放送）
  - キン★ドン（読売テレビ）
- 10月10日
  - 週末YY JUMPing（テレビ東京）
  - 磯山さやかの「流行発信☆磯山ランド」（BS日テレ）
  - 笑う妖精（テレビ朝日）
  - PureBoys The Pure（BSフジ）
- 10月11日 - フットサル・ガールズ（BS日テレ）
- 10月12日 - 2010年3月22日、ザ・逆流リサーチャーズ（テレビ東京）
- 10月14日 - 九州アイドル戦記（テレビ西日本）
- 10月16日 - 2010年3月26日、ウィークエンド★ウォッチ (WOWOW)[19]
- 10月18日
  - オレたち!クイズMAN（TBS）
  - 元気家族テレビ となりのマエストロ（毎日放送）
  - ウェルカムTV（テレビ東京）
- 10月19日 - ホンマでっか!?TV（フジテレビ）
- 10月21日 - 時短生活ガイドSHOW（TBS）
- 10月22日 - VS嵐（フジテレビ）全国ネット昇格
- 10月26日 - キングコングのあるコトないコト（名古屋テレビ）
- 10月28日 - THE 1億分の8（毎日放送）
- 10月31日 - お笑いアフタドゥーン（テレビ朝日）
- 11月2日 - 2010年4月25日、阿川ごはん（BSフジ）
- 11月4日 - ガールズ×ガールズ（東海テレビ）
- 11月7日 - 松岡修造の情熱チャージ 熱血!ホンキ応援団（テレビ朝日）
- 11月12日 - 走魂（日本テレビ）
- 11月14日 - 天才をつくる!ガリレオ脳研（テレビ朝日）
- 11月16日 - ミスヤンアニ大島麻衣〜大島バッティングセンター（エンタ!371）
- 11月17日 - 科学バラエティ お茶の水ハカセ（TBS）
- 11月20日
  - ゆるあつ（岡山放送）[20][21]
  - まる生プレゼンツ 夜のチヨパン（CSフジテレビONE）
  - 12月3日 - 銀玉の魂（テレビ北海道）[22] 開始
- 12月4日 - 芸能界鉄道研究会 鉄研（中京テレビ）
- 12月12日 - 2010年1月30日 / 2010年4月21日 - 脱出ゲームDERO!（日本テレビ）

### 再開番組
- 4月5日 - 夢・見る・ピノキオ（テレビ岩手）
- 4月9日 - おぎやはぎのそこそこスターゴルフ3(BSジャパン）
- 4月12日 - サラリーマンNEO Season4（NHK総合）
- 4月26日 - 大改造!!劇的ビフォーアフター SEASON II（朝日放送）
- 7月10日 - 9月18日、AKB48 ネ申テレビ シーズン2（ファミリー劇場）
  - 10月9日 - 12月18日、AKB48 ネ申テレビ シーズン3（ファミリー劇場）
- 10月5日 - 11月23日、笑・神・降・臨（NHK総合）
- 12月29日 - そうだったのか!池上彰の学べるニュース（テレビ朝日、学べる!!ニュースショー!から改題）

## 音楽番組

### 終了番組
- 3月26日 - PVTV（テレビ東京）
- 3月29日 - みゅーじん（テレビ東京）
- 3月31日 - プリン・ス2(日本海テレビ)
- 5月26日 - 誰も知らない泣ける歌（日本テレビ）
- 9月24日 - Channel a（tvk）
- 9月26日 - Speak in Music(BSフジ)終了

### 開始番組
- 1月10日 - EXILE GENERATION（日本テレビ）
- 1月14日 - レコ☆HITS!（日本テレビ）
- 4月1日 - ORICON TOP20 ALBUM(ミュージックビデオ専門/VMC)放送開始
- 4月7日 - メロjpでいこう!(日本海テレビ)
- 4月9日 - 音の素(ytv)
- 6月5日 - うたの旅人（BS朝日）
- 7月7日 - MUSIC LTD.（WOWOW）[23]
- 10月3日 - 音龍門 〜MUSIC DRAGON GATE〜(日本テレビ)
- 10月4日
  - 激★音ボケ（TOKYO MX）[24]
  - Music Birth（TBS）[25]

### 期間限定番組
- 1月14日 - 9月25日、アニソン★カフェ ゆめが丘(テレビ神奈川)
- 7月4日 - 9月26日、 佐野元春のザ・ソングライターズ（NHK教育）
- 4月20日 - 9月21日、12月21日 - 桑田佳祐の音楽寅さん 〜MUSIC TIGER〜（フジテレビ）

## テレビドラマ

### NHKの主なテレビドラマ

#### 正月時代劇
陽炎の辻〜居眠り磐音 江戸双紙〜スペシャル
- 放送日：1月3日
- 原作：佐伯泰英「居眠り磐音江戸双紙」（双葉文庫刊）
- 脚本：尾西兼一
- 出演：山本耕史、中越典子 他

#### NHK朝の連続テレビ小説
だんだん - 制作・NHK大阪放送局
- 放送日：2008年9月29日-2009年3月28日
- 脚本：森脇京子
- 出演：三倉茉奈、三倉佳奈他

つばさ
- 放送日：3月30日-9月26日
- 脚本：戸田山雅司
- 出演：多部未華子他

ウェルかめ-制作・NHK大阪放送局
- 放送日：2009年9月28日 -2010年3月27日
- 脚本：相良敦子
- 出演：倉科カナ他

#### 土曜時代劇
浪花の華〜緒方洪庵事件帳〜 - 制作・NHK大阪放送局
- 放送日：1月10日-3月7日
- 原作：築山桂「禁書売り」「北前船始末」
- 脚本：前川洋一
- 出演：窪田正孝、栗山千明他

陽炎の辻3〜居眠り磐音 江戸双紙〜
- 放送日：4月18日-8月8日
- 出演：山本耕史、中越典子 他

オトコマエ!2
- 放送日：9月5日-12月12日
- 原作：井川香四郎「梟（ふくろう）与力吟味帳」シリーズより
- 脚本：川上英幸、菱田信也、飯野陽子、梶本恵美
- 出演：福士誠治、井上和香他

#### 土曜ドラマ
刑事の現場 - 制作・NHK名古屋放送局（再放送）
- 放送日：1月10日-1月31日
- 脚本：尾西兼一、三上幸四郎
- 出演：寺尾聰、森山未來、真野響子 他

遥かなる絆
- 放送日：4月17日-5月23日
- 原案：城戸久枝
- 脚本：吉田紀子
- 出演：鈴木杏 他

風に舞い上がるビニールシート
- 放送日：5月30日-7月4日
- 原案：森絵都『風に舞い上がるビニールシート』(文春文庫）刊
- 脚本：宮村優子、加藤綾子
- 出演：吹石一恵 他

リミット刑事の現場2 - 制作・NHK名古屋放送局
- 放送日：7月11日-8月8日
- 脚本：遊川和彦
- 出演：森山未來、武田鉄矢、杉本哲太 他

再生の町 - 制作・NHK大阪放送局
- 放送日：8月29日-9月26日
- 原作：菱田信也
- 出演：筒井道隆、牧瀬里穂、段田安則 他

チャレンジド
- 放送日：10月10日-11月7日
- 脚本：渡邉睦月
- 出演：佐々木蔵之介、富田靖子、西郷輝彦 他

外事警察
- 放送日：11月14日-12月19日
- 原案：麻生幾『外事警察』(日本放送出版協会刊）
- 脚本：古沢良太
- 出演：渡部篤郎、石田ゆり子、尾野真千子 他

#### ドラマ8
Q.E.D. 証明終了
- 放送日：1月8日-3月12日 (全10回)
- 原作：加藤元浩『Q.E.D. 証明終了』（講談社・マガジンGREAT刊）
- 脚本：藤本有紀、相原かさね
- 出演：高橋愛（モーニング娘。）他

ゴーストフレンズ
- 放送日：4月2日-6月11日 (全10回)
- 作：高橋留美、増本庄一郎他
- 出演：福田沙紀他

ふたつのスピカ- 制作・ドリマックス・テレビジョン
- 放送日：6月18日-7月30日
- 原作：柳沼行『ふたつのスピカ』（メディアファクトリー・コミックフラッパー刊）
- 脚本：荒井修子
- 出演：桜庭ななみ他

恐竜SFドラマ プライミーバル-（イギリスITV、インポッシブル・ピクチャーズ製作）
- 放送日：8月27日 -10月8日
- 出演：ダグラス・ヘンシャル
- 脚本：エイドリアン・ホッジス

ROMES/空港防御システム
- 放送日：10月15日- 12月10日
- 原作：五條瑛『ROMES 06』、『ROMES 06 誘惑の女神』、（徳間書店刊）
- 脚本：佐伯俊道、山浦雅大
- 出演：大倉忠義（関ジャニ∞）他

#### 金曜ドラマ
コンカツ・リカツ- 制作・東北新社
- 放送日：4月3日-5月22日
- 脚本：野依美幸、仲村みなみ
- 出演：桜井幸子、清水美沙他

ツレがうつになりまして。- 制作・テレビマンユニオン
- 放送日：5月29日-6月12日
- 原作：細川貂々『ツレがうつになりまして』（幻冬舎刊）
- 脚本：森岡利行
- 出演：藤原紀香、原田泰造（ネプチューン） 他

スポットライト- 制作・韓国・MBC
- 放送日：6月19日-7月31日、2010年1-3月(予定）
- 脚本：ファン・ジュハ、チェ・ユンジョン
- 出演：ソン・イェジン、チ・ジニ 他

派遣のオスカル〜少女漫画に愛をこめて
- 放送日：8月28日-10月2日
- 原作：松田奈緒子『少女漫画』（集英社・クイーンズコミックス）
- 脚本：金子ありさ
- 出演：田中麗奈、徳井義実（チュートリアル） 他

行列48時間- 制作・共同テレビ
- 放送日：10月16日-11月27日
- 原作：藤田宜永『喜の行列非の行列』（毎日新聞社刊）
- 脚本：樫田正剛
- 出演：國村隼、森下愛子 他

シスター 制作・テレパック
- 放送日：12月11、18日
- 脚本：渋谷未来
- 出演：加藤ローサ、小澤征悦 他

#### 大河ドラマ
天地人
- 放送日：1月4日-11月22日（全47回）
- 原作：火坂雅志『天地人』（日本放送出版協会刊）
- 脚本：小松江里子
- 出演：妻夫木聡他

#### スペシャルドラマ
福家警部補の挨拶〜オッカムの剃刀〜
- 放送日：1月2日
- 原作：大倉崇裕（創元クライム・クラブ / 創元推理文庫刊）
- 脚本：福原充則
- 出演：永作博美、小泉孝太郎他

福岡発地域ドラマ・博多 はたおと（NHK福岡放送局）制作
- 放送日：2月11日
- 脚本：西田多加子
- 出演：星野真里、竜雷太他

お買い物
- 放送日：2月14日
- 脚本：前田司郎
- 出演：久米明、渡辺美佐子 他

ガラス色の恋人
- 放送日：2月21日
- 作：野条美由紀
- 出演：吹石一恵他

白洲次郎
- 放送日：2月28日、3月7日、9月23日
- 原案：北康利『白洲次郎 占領を背負った男』（講談社刊）、牧山桂子『次郎と正子〜娘が語る素顔の白洲家』(新潮社刊）
- 脚本：大友啓史
- 出演：伊勢谷友介、中谷美紀 他

25分 私が初めて創ったドラマ
- 放送日：3月20日 - 3月22日、12月21日 - 12月23日
- 脚本・演出：小山和行(日テレ) / 阿由葉聡子（テレビマンユニオン） / 峰添忠 / 奈須亮三 / 森田と純平(エイベックス&イースト)
- 出演：鳥羽潤 / 酒井美紀、高橋和也 / 的場浩司 / 松川尚瑠輝、染谷将太、草野イニ、太賀 / 大倉孝二 / 夏未エレナ、ミッキー・カーチス 他

渋谷JK
- 放送日：5月29日
- 脚本：奥山雄太 / 北川陽子、佐々木文美（快快 faifai） / 岩井秀人
- 出演: 奥山雄太、梅舟惟永、 志水衿子 /  篠田千明  / 岩井秀人（ハイバイ）

気骨の判決 - 制作・NHK名古屋放送局
- 放送日：8月16日
- 原案：清永聡「気骨の判決―東条英機と闘った裁判官―」（新潮社刊）
- 作：西岡琢也
- 出演：小林薫 他

スキップ!〜商店街が生んだアイドル〜 - 制作・NHK山形放送局
- 放送日：9月11日
- 脚本：白石雄大
- 出演：星井七瀬、通山愛里、東海林愛里、山口馬木也、渡辺いっけい 他

かんさい特集おかんの逆襲〜我が家のリフォーム戦争〜- 制作・NHK大阪放送局
- 放送日：9月22日（全国放送分）
- 作：中村志保
- 出演：純名里沙 他

ママさんバレーでつかまえて
- 放送日：10月11日 - 11月22日、12月28日
- 演出、脚本：西田征史
- 出演：黒木瞳、向井理、加藤夏希、片桐はいり 他

坂の上の雲
- 放送日：11月29日-12月27日（第1部・全5回）
- 原作：司馬遼太郎（文藝春秋刊）
- 脚本：野沢尚 / 柴田岳志、佐藤幹夫
- 出演：本木雅弘、阿部寛、松たか子、伊東四朗、片岡鶴太郎、西田敏行、渡哲也 他
- 松本清張生誕百年 ドキュメンタリードラマ 髙村薫・佐木隆三 往復書簡“清張を巡る対話”
- 放送日：12月7日
- 出演：イッセー尾形

松本清張ドラマスペシャル 顔
- 放送日：12月29日
- 原作：松本清張（角川文庫刊）
- 脚本：中園健司
- 出演：谷原章介、原田夏希、高橋和也、大地康雄 他

#### ワンセグ2のテレビドラマ
ドラマ8芸能社
- 放送日：4月2日 - 7月31日
- 脚本：故林広志
- 出演：荒井萌、鈴木かすみ、岩橋道子、剛力彩芽 / 谷口卓敬（NHKエンタープライズ）

Aランチ。受付A子の★観察日記
- 放送日：4月7日 - 5月5日

キスから始まるストーリー
- 放送日：5月12日 - 5月26日）

5んドラ
- 放送日：6月16日 - 7月24日
- 出演：梶原善 他

404 NOT FOUND
- 放送日：7月17日 - 8月7日
- 出演：松嶋初音 / 今野真菜 / 中村靖日 / 吉井怜 他

hito-koma - 制作・MEW
- 放送日：2009年7月21日 - 9月1日
- 出演：星野涼子 他

本当にあった!? コンビニのキセキ
- 放送日：8月27日 - 9月24日
- 出演：温水洋一、奥田恵梨華、三沢俊介、小祝麻里亜、坂田二郎、横田成吾

### 日本テレビ系の主なテレビドラマ

#### 水曜ドラマ
キイナ〜不可能犯罪捜査官〜
- 放送日：1月21日- 3月18日
- 脚本：吉田智子
- 出演：菅野美穂 他

アイシテル〜海容〜
- 放送日：4月15日-6月17日
- 原作：伊藤実「アイシテル〜海容〜」（講談社・BE・LOVE刊）
- 脚本：高橋麻紀、吉本昌弘
- 出演：稲森いずみ 他

赤鼻のセンセイ
- 放送日：7月8日-9月9日
- 脚本：土田英生
- 出演：大泉洋 他

ギネ 産婦人科の女たち
- 放送日：10月14日-12月9日
- 原作：岡井崇「ノーフォールト」（早川書房刊）
- 脚本：大石静
- 出演：藤原紀香、上地雄輔他

#### 土曜ドラマ
銭ゲバ
- 放送日：1月17日-3月14日
- 原作：ジョージ秋山（幻冬舎文庫）
- 脚本：岡田惠和
- 出演：松山ケンイチ、ミムラ他

ザ・クイズショウ
- 放送日：4月18日-6月20日
- 脚本：及川拓郎
- 出演：：櫻井翔（嵐）他

華麗なるスパイ
- 放送日：7月18日-9月26日
- 脚本：君塚良一
- 出演：長瀬智也（TOKIO）他

サムライ・ハイスクール
- 放送日：10月17日-12月12日
- 脚本：井上由美子
- 出演：三浦春馬、城田優、杏他

#### 火曜ドラマ
神の雫※最終作品
- 放送日：1月13日 -3月10日
- 原作：亜樹直
- 脚本：渡辺雄介
- 出演：亀梨和也（KAT-TUN）、田辺誠一他

#### 木曜ナイトドラマ
リセット
- 放送日：2009年1月15日 - 4月16日
- 原案：山本まゆり『リセット』講談社漫画文庫
- 脚本監修：林誠人
- 出演：田中直樹（ココリコ）他

LOVE GAME
- 放送日：2009年4月23日 - 7月16日
- 原作：安達元一『LOVE GAME』幻冬舎刊
- 脚本：岩村匡子
- 出演：釈由美子他

猿ロック
- 放送日：2009年7月23日 - 10月15日
- 原作：芹沢直樹『猿ロック』 講談社ヤングマガジン
- 脚本：福田雄一
- 出演：市原隼人他

傍聴マニア09〜裁判長!ここは懲役4年でどうすか〜
- 放送日10月22日-
- 原作：北尾トロ「裁判長!ここは懲役4年でどうすか」新潮社、週刊コミックバンチ
- 脚本：田村孝裕
- 出演：向井理、南明奈、六角精児他

#### サタデーTVラボ
妄想姉妹〜文学という名のもとに〜
- 放送日：1月17日-3月28日
- 脚本：三浦有為子
- 出演：吉瀬美智子、紺野まひる 他

#### 日本テレビの深夜ドラマ
イケ麺そば屋探偵〜いいんだぜ!〜
- 放送日：4月4日-9月26日
- 脚本：：いとうせいこう、倉本美津留、小林弘利
- 出演：藤木直人、古田新太 他

#### スペシャルドラマ
情熱人・松方幸次郎 - 制作・読売テレビ、テレビマンユニオン
- 放送日：1月18日
- 脚本・監督：重信浩（テレビマンユニオン）
- 出演：勝野洋、水野真紀、見城徹 / 関口宏 他

さくら道 - 制作・読売テレビ
- 放送日：3月17日
- 原作：中村儀朋『さくら道-太平洋と日本海をさくらで結ぼう』
- 脚本：三浦有為子
- 出演：緒形直人、薬師丸ひろ子他

ごくせん卒業スペシャル'09
- 放送日：3月28日
- 原作：森本梢子『ごくせん』(集英社・YOU刊）
- 脚本：江頭美智留、横田理恵、松田裕子
- 出演：仲間由紀恵、生瀬勝久他

ショコラ
- 放送日：4月1日
- 出演：ベッキー、大竹一樹 他

MW-ムウ- 第0章 〜悪魔のゲーム
- 放送日：6月30日
- 原作・手塚治虫
- 脚本：木村春夫
- 出演：佐藤健、玉木宏、小出恵介、谷村美月

にぃにのことを忘れないで  （24時間テレビ 「愛は地球を救う」）
- 放送日：8月29日
- 原作：川上ますみ『にぃにのことを忘れないで -脳腫瘍と闘った8年間-』(文芸社刊）
- 脚本：遊川和彦
- 出演：錦戸亮（NEWS・関ジャニ∞）、田中麗奈他

働くゴン!
- 放送日：9月23日
- 脚本：水橋文美江
- 出演：篠原涼子、香里奈他

左目探偵EYE
- 放送日：10月3日
- 脚本：秦建日子
- 出演：山田涼介、横山裕他

コーセーコスメポートドラマスペシャル 探偵M
- 放送日：10月28日
- 脚本：鎌田智恵
- 出演：眞木大輔、松田美由紀、山崎静代、水野絵梨奈、神田うの 他

夜遊び三姉妹 魅惑の上上下下左右左右BA
- 放送日：12月19日
- 構成：伊藤正宏 他
- 出演：光浦靖子、加藤夏希、小池里奈、岸学(どきどきキャンプ)、池田哲哉(三福星)、さだ

### TBS系の主なテレビドラマ

#### パナソニック ドラマシアター
水戸黄門第39部 - 制作・C.A.L
- 放送日：2008年10月13日-2009年3月23日
- 出演：里見浩太朗、原田龍二、合田雅吏、由美かおる、磯山さやか他

ハンチョウ〜神南署安積班〜 - 制作・ドリマックス・テレビジョン
- 放送日：4月13日-7月20日
- 原作：今野敏「神南署安積班シリーズ」（角川春樹事務所）
- 脚本：石原武龍、奥村俊雄、難波江由紀子 他
- 出演：佐々木蔵之介、中村俊介、塚地武雅（ドランクドラゴン）、黒谷友香、賀集利樹他

水戸黄門第40部 - 制作・C.A.L
- 放送日：7月27日-12月21日
- 出演：里見浩太朗、原田龍二、合田雅吏、由美かおる、林家三平他

#### 水曜劇場
夫婦道（第2シリーズ）
- 放送日：2009年4月15日-6月24日
- 脚本：清水有生
- 出演：武田鉄矢、高畑淳子他

橋田壽賀子ドラマ となりの芝生-制作・ドリマックス・テレビジョン
- 放送日：2009年7月1日-9月16日
- 原作・脚本：橋田壽賀子
- 出演：瀬戸朝香、泉ピン子他

浅見光彦〜最終章〜-制作テレパック
- 放送日：2009年10月21日-12月16日
- 原作：内田康夫『浅見光彦シリーズ』
- 主な出演者：沢村一樹、原沙知絵、佐久間良子

#### 木曜9時
渡る世間は鬼ばかり（第9シリーズ）※最終作品
- 放送日：2008年4月3日-2009年3月26日
- 脚本：橋田壽賀子
- 出演：泉ピン子、宇津井健他

#### 金曜ドラマ
ラブシャッフル
- 放送日：1月16日-3月20日
- 脚本：野島伸司
- 出演：玉木宏、香里奈他

スマイル
- 放送日：4月17日-6月26日
- 脚本：宅間孝行
- 出演：松本潤（嵐）、新垣結衣他

オルトロスの犬
- 放送日：7月24日-9月25日
- 脚本：ワーナー・ブラザース映画ライターズワークショップ
- 出演：滝沢秀明、錦戸亮（NEWS）他

おひとりさま- 制作・MMJ
- 放送日：10月16日-12月18日
- 脚本：尾崎将也
- 出演：観月ありさ、小池徹平他

#### 土曜8時
RESCUE〜特別高度救助隊 - 制作・ドリマックス・テレビジョン
- 放送日：1月24日-3月21日
- 脚本：山浦雅大、八津弘幸
- 主演：中丸雄一（KAT-TUN）、増田貴久（NEWS）他

ゴッドハンド輝 - 制作・MMJ
- 放送日：4月11日-5月16日
- 原作：山本航暉「ゴッドハンド輝」（講談社・週刊少年マガジン刊）
- 脚本：深沢正樹､飯田譲治
- 主演：平岡祐太、荒木宏文他

MR.BRAIN
- 放送日：5月23日-7月11日
- 脚本：蒔田光治
- 主演：木村拓哉（SMAP）他

こちら葛飾区亀有公園前派出所
- 放送日：8月1日-9月26日
- 原作：秋本治「こちら葛飾区亀有公園前派出所」（集英社・週刊少年ジャンプ刊）
- 脚本：マギー
- 主演：香取慎吾（SMAP）、速水もこみち、香里奈、伊武雅刀他

小公女セイラ
- 放送日：10月17日-12月19日
- 原作：フランシス・ホジソン・バーネット「小公子」
- 脚本：岡田惠和
- 主演：志田未来、林遣都、田辺誠一他

#### 日曜劇場
本日も晴れ。異状なし
- 放送日：1月18日-3月15日
- 脚本：藤本有紀
- 出演：坂口憲二、松下奈緒他

ぼくの妹
- 放送日：4月19日-6月28日
- 脚本：池端俊策
- 出演：オダギリジョー、長澤まさみ他

官僚たちの夏
- 放送日：7月5日-9月20日
- 原作：城山三郎「官僚たちの夏」（新潮文庫刊）
- 脚本：橋本裕志
- 出演：佐藤浩市、堺雅人、北大路欣也他

JIN-仁-
- 放送日：10月11日-12月20日
- 原作：村上もとか「JIN-仁-」（集英社スーパージャンプ）
- 脚本：森下佳子
- 出演：大沢たかお、中谷美紀他

#### 愛の劇場
ラブレター- 制作・ドリマックス・テレビジョン
- 放送日：2008年11月24日-2009年2月20日
- 脚本：藤井清美、渡辺啓、松田裕子
- 出演：鈴木亜美 他

大好き!五つ子 最終章- 制作・ドリマックス・テレビジョン※最終作品
- 放送日：2009年2月23日-3月27日
- 脚本：浪江裕史、福田裕子、鈴木貴子、清水東
- 出演：森尾由美 他

#### ひるドラ
オーバー30 - 製作・中部日本放送
- 放送日：1月7日-2月27日
- 脚本：川嶋澄乃
- 出演：島崎和歌子他

おちゃべり - 製作・毎日放送※最終作品
- 放送日：3月2日-3月27日
- 脚本：川邊優子、武田有起他
- 出演：星野真里他

#### スペシャルドラマ
そうか、もう君はいないのか
- 放送日：1月12日
- 原作:城山三郎（新潮社刊）
- 脚本:山元清多
- 出演：田村正和、富司純子、中村勘太郎、長澤まさみ 他

ナイト☆マーケット - 制作：フレッシュハーツ ※TBSワンセグ
- 放送日：2月27日、3月6日、3月13日、3月20日
- 演出、脚本：市野龍一
- 出演：井上和香 / 中島愛里、今井夢子 / 小林由梨、櫛山晃美 / 富田昌則、新田将司 / 八神蓮他

Goro's Barドラマスペシャル〜世界に一つだけの花サカス!?〜
- 放送日：3月10日
- 脚本：マギー
- 出演：稲垣吾郎、国仲涼子、木村拓哉他

DOOR TO DOOR
- 放送日：3月29日
- 原作：シェリー・ブレイデイ「きっと「イエス」と言ってもらえる」
- 脚本：寺田敏雄
- 出演：二宮和也（嵐）、加藤ローサ他

商品露出ドラマ 必須アイテムさん - 制作：極東電視台
- 放送日：3月26日、9月28日
- 脚本、監督：秋山竜次 / 狩野英孝、木下隆行（TKO）、塙宣之（ナイツ） / 藤本敏史、有吉弘行、田村亮（ロンドンブーツ1号2号）
- 出演：木下武宏（TKO）、土屋伸之（ナイツ）、馬場裕之（ロバート）、山本博（ロバート） / 原西孝幸、バッドボーイズ 他

君のせい
- 放送日：5月4日、5月5日
- 原作：咲良色「君のせい」（ゴマブックス刊）
- 脚本：村上桃子
- 出演：石橋菜津美、福田萌他

恋する星座 ※BS-TBS
- 放送日：5月2日
- 脚本：青柳祐美子
- 出演:真野恵里菜

怪談新耳袋スペシャル ※BS-TBS
- 放送日：7月2日、7月9日
- 原作：木原浩勝「隣の怪」 / 木原浩勝、中山市朗「新耳袋」（メディアファクトリー刊）
- 出演：山下リオ、佐野和真 他

サムスンSP 伝えたい!僕らの夢 聴導犬が教えてくれたチカラ 〜あすなろ学校の物語〜
- 放送日：7月20日
- 脚本：菱田信也
- 出演：中村蒼、田中えみ、佐武宇綺、柴田将士、近江谷太朗、安藤麻吹、左とん平、新井康弘、鶴田真由、ほか

夏うたドラマSP 幸せの贈り物
- 放送日：7月24日
- 脚本：鹽野佐和子（第一回TBS連ドラシナリオ大賞入選）
- 出演：榮倉奈々、市川知宏、網島郷太郎、宮地雅子、朝加真由美、桜井幸子 他

向田邦子生誕八十年記念スペシャル『母の贈物』
- 放送日：9月14日
- 原作：向田邦子
- 脚本：黒土三男
- 出演:竹下景子、万田久子、佐藤B作 他

天国で君に逢えたら
- 放送日：9月24日
- 原作：飯島夏樹「天国で君に逢えたら」「神様がくれた涙」（新潮社刊）
- 脚本：岡田恵和
- 出演：二宮和也、井上真央他

恋うたドラマSP三日月 - 制作・The icon
- 放送日：9月29、30日（2夜連続放送）
- 脚本：牧野圭祐 （第1夜）、泉澤陽子（第2夜）
- 出演：成海璃子、谷村美月他

JNN50周年記念 歴史大河スペクタクル 唐招提寺1200年の謎 天平を駆けぬけた男と女たち - 制作：ドリマックス・テレビジョン
- 放送日：11月3日
- 原作：土生川明弘
- 脚本：木下草介
- 出演:中村獅童、中村嘉葎雄 他

父よ、あなたはえらかった〜1969年のオヤジと僕
- 放送日：11月16日
- 脚本：浅野妙子
- 出演：西田敏行、加藤成亮（NEWS）、相武紗季、堤下敦（インパルス）、忍成修吾、神田正輝、泉ピン子 他

松本清張生誕100年記念スペシャルドラマ 火と汐
- 放送日：12月21日
- 原作：松本清張「火と汐」（文藝春秋）
- 脚本：田中晶子
- 出演：寺尾聰、山本耕史 他

### フジテレビ系の主なテレビドラマ

#### 月曜9時
ヴォイス〜命なき者の声〜
- 放送日：1月12日-3月23日
- 脚本：金子茂樹
- 出演：瑛太、生田斗真（当時ジャニーズJr.）、石原さとみ他

婚カツ!
- 放送日：4月20日 - 6月29日
- 脚本：龍居由佳里、森ハヤシ
- 出演：中居正広、上戸彩、佐藤隆太他

ブザー・ビート〜崖っぷちのヒーロー〜
- 放送日：7月13日 - 9月21日
- 脚本：大森美香
- 出演：山下智久、北川景子他

東京DOGS
- 放送日：10月19日-12月21日
- 脚本：福田雄一
- 出演：小栗旬、水嶋ヒロ他

#### 火曜9時
メイちゃんの執事- 制作・共同テレビ
- 放送日：1月13日-3月17日
- 原作：宮城理子「メイちゃんの執事」（集英社・マーガレットコミックス刊）
- 脚本：古家和尚
- 出演：水嶋ヒロ、榮倉奈々、佐藤健他

アタシんちの男子 - 制作・共同テレビ
- 放送日：4月14日 -6月23日
- 脚本：武藤将吾
- 出演：堀北真希、要潤、岡田義徳、向井理、山本裕典他

救命病棟24時(第4シリーズ) - 制作・共同テレビ
- 放送日：8月11日 -9月22日
- 脚本：二木洋樹、一色伸幸、他
- 出演：江口洋介、松嶋奈々子、木村多江、北乃きい他

オトメン（乙男）〜秋〜
- 放送日：10月13日 -11月3日
- 原作：菅野文『オトメン（乙男）』（白泉社・別冊花とゆめ刊）
- 脚本：野口照夫、栗原鞠記、半澤律子、吹原幸太
- 出演：岡田将生、夏帆、木村了他

ライアーゲーム シーズン2
- 放送日：11月10日 - 2010年1月19日
- 原作：甲斐谷忍『LIAR GAME 』（週刊ヤングジャンプ・集英社刊）
- 脚本：黒岩勉
- 出演：戸田恵梨香、松田翔太、鈴木浩介他

#### 関西テレビ制作・火曜10時
トライアングル
- 放送日：1月6日-3月17日
- 原作：新津きよみ「トライアングル」（角川書店刊）
- 脚本：水橋文美江
- 出演：江口洋介、稲垣吾郎、広末涼子他

白い春-制作・MMJ
- 放送日：4月14日 - 6月23日
- 脚本：尾崎将也
- 出演：阿部寛、大橋のぞみ他

恋して悪魔〜ヴァンパイア☆ボーイ〜-制作・共同テレビ
- 放送日：7月7日 -9月8日
- 脚本：小川智子
- 出演：中山優馬、加藤ローサ他

リアル・クローズ
- 放送日：10月13日-12月22日
- 原作：槇村さとる「Real Clothes」（集英社・YOU刊）
- 脚本：大島里美
- 出演：香里奈、黒木瞳、高岡蒼甫他

#### 木曜劇場
ありふれた奇跡
- 放送日：1月8日-3月19日
- 脚本：山田太一
- 出演：仲間由紀恵、加瀬亮、戸田恵子他

BOSS
- 放送日：4月16日 - 6月25日
- 脚本：林宏司、西平晃太
- 出演：天海祐希、竹野内豊、戸田恵梨香他

任侠ヘルパー
- 放送日：7月9日-9月17日
- 脚本：古家和尚
- 出演：草彅剛、黒木メイサ、山本裕典他

不毛地帯
- 放送日：10月15日-2010年3月
- 原作：山崎豊子「不毛地帯」（新潮社刊）
- 脚本：橋部敦子
- 出演：唐沢寿明、和久井映見、柳葉敏郎他

#### 土曜ドラマ
赤い糸 - 制作・共同テレビ
- 放送日：2008年12月6日- 2009年2月28日
- 原作：メイ『赤い糸』（ゴマブックス刊）
- 脚本：渡辺千穂
- 出演：南沢奈央、溝端淳平、岡本玲、桜庭ななみ、木村了、石橋杏奈、柳下大 他

帰ってこさせられた33分探偵
- 放送日：3月28日 - 4月18日
- 原案・脚本：福田雄一
- 出演：堂本剛、水川あさみ 、野波麻帆、戸次重幸他

魔女裁判
- 放送日：4月25日 - 7月11日
- 脚本：前川洋一、八津弘幸
- 出演：生田斗真、加藤あい、比嘉愛未他

オトメン（乙男）〜夏〜
- 放送日：8月1日 -
- 原作：菅野文『オトメン（乙男）』（白泉社・別冊花とゆめ刊）
- 脚本：野口照夫、栗原鞠記、半澤律子、吹原幸太
- 出演：岡田将生、夏帆、木村了他

ターミネーター サラ・コナー・クロニクルズ- 制作・ワーナー・ブラザーステレビジョン
- 放送日：10月17日 - 2010年3月
- 製作総指揮：マリオ・F・カサール/ジョシュ・フリードマン/ジョン・ワース他
- 出演：レナ・ヘディ、トーマス・デッカー、サマー・グロー他

#### 東海テレビ制作昼の帯ドラマ
非婚同盟 - 制作・ビデオフォーカス
- 放送日：1月5日-4月3日
- 脚本：中島丈博
- 出演：佐藤仁美、秋山エリサ、李千鶴他

エゴイスト 〜egoist〜 - 制作・泉放送制作
- 放送日：4月6日-5月29日
- 脚本：小森名津
- 出演：吉井怜、宮地真緒、川島なお美他

夏の秘密 - 制作・国際放映
- 放送日：6月1日-8月28日
- 脚本：金谷祐子
- 出演：山田麻衣子他

嵐がくれたもの - 制作・テレパック
- 放送日：8月31日 - 10月30日
- 脚本：いとう斗士八他
- 出演：岩崎ひろみ、宮本真希他

Xmasの奇蹟 - 制作・ビデオフォーカス
- 放送日：11月2日 - 12月25日
- 脚本：吉澤智子、國澤真理子
- 出演：高橋かおり、岡田浩暉他

#### スペシャルドラマ（フジテレビ）
金田一耕助シリーズ第五弾・悪魔の手毬唄 - 制作・共同テレビ
- 放送日：1月5日
- 原作：横溝正史
- 脚本：佐藤嗣麻子
- 出演：稲垣吾郎、平岡祐太、山田優他

いじわるばあさん  - 制作・オセロット
- 放送日：1月9日
- 原作：長谷川町子「いじわるばあさん」（サンデー毎日）
- 脚本：竹山洋（1話）、樫田正剛（2話）、鎌田敏夫（3話）
- 出演：市原悦子、内藤剛志、小日向文世他

コード・ブルー -ドクターヘリ緊急救命-
- 放送日：1月10日
- 脚本：林宏司
- 出演：山下智久、新垣結衣、戸田恵梨香、比嘉愛未 他

あんみつ姫2  制作・FCC
- 放送日：1月11日
- 原案：倉金章介
- 脚本：いずみ吉紘
- 出演：井上真央他

血液型別 オンナが結婚する方法♪
- 放送日：2月23日 - 2月26日（全4話）
- 脚本：根津理香、川嶋澄乃
- 出演：加藤ローサ、釈由美子、香椎由宇、水川あさみ

チャンス!〜彼女が成功した理由〜
- 放送日：3月7日、3月14日
- 脚本：橋本博行、鈴木智尋
- 出演：堀北真希、劇団ひとり他、

上地雄輔物語
- 放送日：3月14日
- 原作：上地雄輔（ワニブックス）
- 脚本：渡辺雄介
- 出演:吉田雄樹、上地雄輔他

黒部の太陽
- 放送日：3月21日、22日
- 原作：木本正次
- 脚本：大森寿美男
- 出演：香取慎吾、小林薫

帰ってくるのか!?33分探偵
- 放送日：3月21日
- 原案・脚本：福田雄一
- 出演：堂本剛、水川あさみ 、野波麻帆、戸次重幸他

絶対彼氏最終章スペシャル-制作・共同テレビ
- 放送日：3月24日
- 原作：渡瀬悠宇「絶対彼氏。」（小学館・Sho-Comiフラワーコミックス刊）
- 脚本：根津理香、深沢正樹
- 出演：速水もこみち、水嶋ヒロ

世にも奇妙な物語2009春の特別編 - 制作：共同テレビ
- 放送日：3月30日
- 脚本：武井彩、中村樹基、春楠いさ虫、佐藤久美子、佐藤万里
- 出演:タモリ / 市原隼人、伊東美咲、石原良純、相武紗季、大竹しのぶ

トリハダ5〜夜ふかしのあなたにゾクッとする話を - 制作：ホリプロ
- 放送日： 3月30日
- 脚本、演出：三木康一郎
- 出演：谷村美月 他

シバトラ〜童顔刑事!史上最大の危機スペシャル-制作・共同テレビ
- 放送日：5月9日
- 原作：安童夕馬・朝基まさし「シバトラ」（講談社・週刊少年マガジン）
- 脚本：武藤将吾
- 出演：小池徹平、大後寿々花、塚地武雅、宮川大輔、南明奈、真矢みき、藤木直人

サマヨイザクラ-制作・東宝
- 放送日：5月30日
- 原作：郷田マモラ「サマヨイザクラ」（双葉社・漫画アクション）
- 脚本：荒井修子
- 出演：伊藤淳史、塚本高史、加藤ローサ、宮崎美子、劇団ひとり、濱田マリ、阿藤快、大杉漣

少年時代 - 制作・東海テレビ
- 放送日：6月21日
- 原作：池永陽「少年時代」（双葉社刊）
- 脚本：矢島正雄
- 出演：小林廉、佐藤江梨子、坂本昌行（20th Century）他

カイドク〜都市伝説の暗号ミステリー〜 - 制作・関西テレビ
- 放送日：6月30日
- 脚本：谷口純一郎、伊藤崇
- 出演：沢村一樹、国仲涼子、池内博之、三浦理恵子、市川知宏、西村雅彦

チーム・バチスタの栄光SPECIAL〜新たな迷宮への招待〜 - 制作・関西テレビ、MMJ
- 放送日：9月15日
- 原作：海堂尊「チーム・バチスタの栄光」（宝島社刊）
- 脚本：後藤法子
- 出演：伊藤淳史、仲村トオル、要潤、鈴木砂羽、小林涼子、遠藤憲一

名古屋嬢の恋〜肉食系女子MEETS草食系男子 - 制作：東海テレビ
- 放送日：2009年9月23日
- 企画：ホイチョイ・プロダクションズ
- 脚本：森ハヤシ
- 出演:上野なつひ、加治将樹、加賀美早紀 他

世にも奇妙な物語2009-制作・共同テレビ
- 放送日：10月5日
- 脚本：酒井雅秋、吉田直樹、いずみ吉紘、黒岩勉、中村樹基、森ハヤシ
- 出演：タモリ、井上真央、石坂浩二、生田斗真、釈由美子、伊藤淳史他

誰かが嘘をついている
- 放送日：10月6日
- 脚本：上杉隆之
- 出演：水谷豊、宮崎美子、手越祐也、谷村美月他

トリハダ6〜夜ふかしのあなたにゾクッとする話を - 制作：ホリプロ
- 放送日：2009年10月7日
- 脚本、演出：三木康一郎
- 出演：谷村美月、浅野かや、大橋智和 他

バチスタSP ナイチンゲールの沈黙 - 制作・関西テレビ、MMJ
- 放送日：10月10日
- 原作：海堂尊「ナイチンゲールの沈黙」（宝島社）
- 脚本：後藤法子
- 出演：伊藤淳史、仲村トオル、山田優他

裸の大将 火の国・熊本編〜女心が噴火するので〜 - 制作・東阪企画
- 放送日：10月24日
- 原作：山下清「裸の大将放浪記」
- 脚本：石原武龍
- 出演：塚地武雅、市原悦子、石原さとみ、中尾彬、森本レオ他

ハッピーバースデー
- 放送日：11月21日
- 原作：青木和雄、吉富多美「ハッピーバースデー」（金の星社刊）
- 脚本：山崎淳也
- 出演：木村佳乃、大橋のぞみ、勝村政信、鈴木宗太郎、星野真里他

新美味しんぼPART3 海原雄山VS究極七人のサムライ! - 製作：オー・エル・エム
- 放送日：11月14日
- 脚本：倉成柊一郎
- 出演：松岡昌宏、優香、松平健 他

銀色の恋文
- 放送日：11月14日
- 脚本： 布施博一
- 出演： 森繁久弥、中居正広、奈良岡朋子、草笛光子 他

地デジカ家族
- 放送日:11月23日 - 11月27日
- 脚本:大山幸英
- 出演:地デジカ、モト冬樹、伊藤綺夏、伊藤裕子、イジリー岡田、ふくまつみ、中村仁美

BeeTVPresents 40女と90日間で結婚する方法
- 放送日：12月30日
- 脚本：栗原美和子
- 出演：市原隼人、飯島直子、宮地大介、松川貴弘、宮城竜二他

#### そのほか（フジテレビ）
牛乳家族 ミルクのお話 - 制作北海道文化放送
- 放送日：2009年10月5日 - 12月28日
- 出演:木村光雄、中村徳子、渡邊ひかる、松尾幸一 他

ニュース速報は流れた ※フジテレビワンツーネクスト
- 放送日:2009年11月18日 - 2010年4月21日（全11話）
- 脚本：君塚良一、金沢達也
- 出演: 成宮寛貴、酒井若菜、ARATA、佐津川愛美、深沢敦、やべけんじ、萩原聖人、豊原功補、小林薫 他

### テレビ朝日系の主なテレビドラマ

#### 水曜21時枠刑事ドラマ
相棒（シーズン7） - 制作・東映
- 放送日：2008年10月22日-3月18日
- 脚本：輿水泰弘 他
- 出演：水谷豊、寺脇康文 他

臨場 - 制作・東映
- 放送日：4月15日 - 6月24日
- 原作：横山秀夫『臨場』（光文社文庫刊）
- 脚本：佐伯俊道、坂田義和
- 出演：内野聖陽、松下由樹他

新・警視庁捜査一課9係 - 制作・東映
- 放送日：7月1日 - 9月16日
- 脚本：深沢正樹、徳永富彦他
- 出演：渡瀬恒彦、井ノ原快彦他

相棒（シーズン8） - 制作・東映
- 放送日：2009年10月14日-2010年3月
- 出演：水谷豊、及川光博 他

#### 木曜ミステリー
おみやさん（第6シリーズ）- 制作・東映
- 放送日：10月16日-2009年3月19日
- 原作：石ノ森章太郎『草壁署迷宮課おみやさん』（双葉文庫刊）
- 脚本：石原武龍､塩田千種、林誠人、深沢正樹、岩下悠子、森下直、松本美弥子、波多野都
- 出演：渡瀬恒彦、櫻井淳子 他

京都地検の女（第5シリーズ） - 制作・東映
- 放送日：4月23日 -6月18日
- 脚本：西岡琢也､塩田千種、岩下悠子、西村康昭
- 出演：名取裕子、寺島進他

科捜研の女（第9シリーズ） - 制作・東映
- 放送日：7月2日 - 9月10日
- 脚本：櫻井武晴、真部千晶他
- 出演：沢口靖子、内藤剛志他

その男、副署長（第3シリーズ） - 制作・東映
- 放送日：10月15日- 12月17日
- 脚本：塩田千種、櫻井武晴、岩下悠子、福田卓郎、真部千晶他
- 出演：船越英一郎、田中美里他

#### テレビ朝日木曜ドラマ
特命係長 只野仁 4thシーズン - 制作・MMJ
- 放送日：1月3日、1月8日-3月12日
- 原作：柳沢きみお
- 出演：高橋克典、櫻井淳子他

夜光の階段- 制作・MMJ
- 放送日：4月23日 -6月18日
- 原作：松本清張『夜光の階段』（新潮文庫刊）
- 脚本：竹山洋
- 出演：藤木直人、夏川結衣他

ダンディ・ダディ?〜恋愛小説家・伊崎龍之介〜- 制作・ホリプロ
- 放送日：7月9日 -9月3日
- 脚本：永田優子
- 出演：舘ひろし、南沢奈央他

交渉人〜THE NEGOTIATOR〜（第2シリーズ）- 制作協力・共同テレビ
- 放送日：10月22日-12月17日
- 脚本：寺田敏雄
- 出演：米倉涼子、陣内孝則他

#### 朝日放送・テレビ朝日金曜9時枠の連続ドラマ
必殺仕事人2009 - 制作・松竹株式会社
- 放送日：1月4日、1月9日-6月26日
- 脚本：寺田敏雄、岡本さとる、前川洋一、森下直、後藤法子
- 出演：東山紀之、松岡昌宏（TOKIO）、大倉忠義（関ジャニ∞）、藤田まこと他

コールセンターの恋人
- 放送日：7月3日-9月11日
- 脚本：中園ミホ
- 出演：小泉孝太郎、ミムラ他

アンタッチャブル〜事件記者・鳴海遼子〜
- 放送日：10月16日-12月18日
- 脚本：橋本裕志
- 出演：仲間由紀恵、要潤他

#### 金曜ナイトドラマ
歌のおにいさん - 制作・泉放送制作
- 放送日：1月16日-3月13日
- 脚本：永田優子
- 出演：大野智（嵐）、片瀬那奈 他

名探偵の掟
- 放送日：4月17日 -6月19日
- 原作：東野圭吾『名探偵の掟』（講談社文庫刊）
- 脚本：大石哲也
- 出演：松田翔太、香椎由宇他

メイド刑事- 制作・東映
- 放送日：6月26日 -9月11日
- 原作：早見裕司『メイド刑事』（ソフトバンククリエイティブ刊）
- 脚本：真部千晶、波多野都、岩下悠子、末安正子、他
- 出演：福田沙紀、原田龍二他

マイガール
- 放送日：10月9日 - 12月11日
- 原作：佐原ミズ『マイガール』（週刊コミックバンチ・（新潮社刊）
- 脚本：大島里美、荒井修子、高橋麻紀
- 出演：相葉雅紀（嵐）、優香他

#### BS朝日のテレビドラマ
7万人探偵ニトベ
- 放送日：4月23日 - 6月25日
- 脚本：森ハヤシ、高岡潤平 他
- 出演：忽那汐里、田中幸太郎、六角精児 他

ラストメール2 〜いちじく白書〜
- 放送日:2009年10月15日 - 12月17日
- 脚本:國澤真理子、ますもとたくや、田辺茂範、飯塚健、金房実加
- 出演:中村優一、中村静香 他

#### スペシャルドラマ（テレビ朝日）
警官の血
- 放送日：2月7日、8日
- 原作：佐々木譲（新潮社）
- 脚本：鶴橋康夫
- 出演：江口洋介、吉岡秀隆、伊藤英明他

第8回文芸社ドラマスペシャル 逆転夫婦の珈琲ワルツ〜想い出カフェ閉店の危機!!
- 放送日：2月15日
- 原作：いちご一江『つくば ぶらいと珈琲物語』（文芸社刊）
- 脚本：斉藤樹実子
- 出演：赤塚真人、大滝秀治、菊地美香、黒田福美、志賀廣太郎、田中好子、長塚京三 他

落日燃ゆ
- 放送日：3月15日
- 原作：城山三郎（新潮社刊）
- 脚本：尾西兼一
- 出演：北大路欣也、高橋恵子、津川雅彦他

刑事一代 平塚八兵衛の昭和事件史
- 放送日：6月20、21日
- 原作：佐々木嘉信（新潮文庫刊）
- 脚本：長坂秀佳、吉本昌弘
- 出演：渡辺謙、高橋克実、山本耕史他

京都迷宮案内スペシャル
- 放送日：6月25日
- 脚本：西岡琢也
- 出演：橋爪功、野際陽子、国生さゆり他

だましゑ歌麿
- 放送日：9月12日
- 原作：高橋克彦『だましゑ歌麿』（文藝春秋刊）
- 脚本：古田求
- 出演：水谷豊他

さよならが言えなくて）- 制作・朝日放送、ウッドオフィス、The icon
- 放送日：9月18日
- 原作：水谷修、生徒ジュン『さよならが、いえなくて―助けて、哀しみから 』（日本評論社刊）
- 脚本：神山由美子
- 出演：寺脇康文、谷村美月他

断絶）- 制作・東映
- 放送日：10月3日
- 原作：堂場瞬一『断絶』（中央公論新社刊）
- 脚本：岩下悠子
- 出演：松平健、西島秀俊、津田寛治、星野真里他

椿山課長の七日間- 制作・ホリプロ
- 放送日：12月19日
- 原作：浅田次郎『椿山課長の七日間』（朝日新聞出版刊）
- 脚本：後藤法子
- 出演：船越英一郎、石原さとみ、戸田菜穂、津川雅彦他

はぐれ刑事純情派最終回スペシャル- 制作・東映
- 放送日：12月19日
- 脚本：奥村俊雄
- 出演：藤田まこと、池上季実子、村上信五、町田慎吾他

ミエルヒ - 制作・北海道テレビ放送
- 放送日:12月19日
- 脚本:青木豪
- 出演:安田顕、泉谷しげる、風吹ジュン、根岸季衣 他

### テレビ東京系の主なテレビドラマ

#### ドラマ24
セレぶり3
- 放送日：1月9日-3月27日
- 脚本：永野たかひろ
- 出演：浅見れいな、中村ゆり 他

湯けむりスナイパー
- 放送日：4月3日-6月26日
- 原作：ひじかた憂峰、松森正『湯けむりスナイパー』（漫画サンデー・実業之日本社刊）
- 脚本：大根仁
- 出演：遠藤憲一、伊藤裕子 他

怨み屋本舗REBOOT
- 放送日：7月10日-9月25日
- 原作：栗原正尚『怨み屋本舗REBOOT』（ビジネスジャンプ・集英社刊）
- 脚本：仁木啓介、本田隆一、川嶋澄乃、佐野達也、黒田由布子
- 出演：木下あゆ美、加藤雅也 他

嬢王 Virgin
- 放送日：10月2日 -12月18日
- 原作：倉科遼『嬢王 Virgin』（ビジネスジャンプ・集英社刊）
- 脚本：梶木美奈子
- 出演：原幹恵、永田彬 他

#### Lドラ
サギ師リリ子 - 制作・角川映画
- 放送日：2009年1月5日-4月3日、9月24日（再放送）-
- 原作：藤村いずみ 『ルート246 華麗なる詐欺師・倉田梨り子』
- 脚本：西岡卓也、村川康俊
- 出演：雛形あきこ、大浦龍宇一他

ママはニューハーフ - 制作・大映テレビ
- 放送日：2009年4月6日 - 6月26日
- 脚本：かないかん
- 出演：金子昇他

かりゆし先生ちばる!
- 放送日：2009年6月29日 - 9月18日
- 脚本：岡崎由紀子
- 出演：国分佐智子他

#### テレビ東京月曜夜7時枠時代劇
幻十郎必殺剣※最終作品
- 放送日：1月5日 - 3月16日
- 原作：黒崎裕一郎『冥府の刺客』（徳間文庫刊]）
- 脚本：ちゃき克彰、藤井邦夫、いずみ玲
- 出演：北大路欣也、戸田菜穂、笹野高史他

#### 新春ワイド時代劇
寧々〜おんな太閤記
- 放送日：1月2日
- 原作：橋田壽賀子 「おんな太閤記」
- 脚本：金子成人
- 出演：仲間由紀恵、市川亀治郎、村上弘明、原田泰造、福士誠治、西村和彦、中村俊介他

#### スペシャルドラマ（テレビ東京）
14歳 〜千原ジュニア たった1人の闘い〜 - 制作：リュウ・エンタープライズ
- 原作：千原ジュニア（講談社）
- 脚本：田中直人、木原昌
- 出演：中尾明慶、赤井英和、小川菜摘、宮下雄也（RUN&GUN）、ほんこん、ほっしゃん。、本田博太郎、加賀まりこ

春さらば おばあちゃん 天国に財布はいらないよ - 制作：ザ・ワークス、博報堂DYメディアパートナーズ
- 放送日：2009年3月25日
- 脚本：井上由美子
- 出演：夏川結衣、小泉孝太郎、山本學、市原悦子 他

Eネ! バカリズムマン対怪人ボーズ
- 放送日：4月12日 - 6月21日
- 脚本：酒井健作
- 出演：バカリズム、BOSE、山崎みどり

命のバトン〜最高の人生の終わり方
- 放送日:6月24日、6月25日
- 脚本:清水曙美
- 出演：小林稔侍、南沢奈央、斉藤慶子 他

白旗の少女
- 放送日：9月30日
- 原作：比嘉富子『白旗の少女』（講談社・青い鳥文庫刊）
- 脚本：神山由美子
- 出演：黒木瞳、八木優希、鈴木杏、勝地涼、大平うみ、神谷涼太他

ALIVE - 制作：テレビ北海道、国際曲劇団
- 放送日：2009年11月17日
- 脚本：砂川一茂
- 出演：鷲澤輪久、江頭ひなた、木村愛里、浮田啓、岡崎重幸、屋木志津子、安倍里葎子 ほか

伝説の刑事〜あの重大事件の舞台裏〜
- 放送日:2009年12月21日
- 出演：速水もこみち / 笹野高史、六平直政、筧利夫 他

### BS11のテレビドラマ
あたしたちの桃色日記
- 放送日：3月2日 - 3月30日
- 原作:「あたしたちの快感桃色日記」（講談社「MiChao!」）
  1. 空木朔子『セフレじゃたりない』
  2. 百乃モト『イキオイ発情中』
  3. 池上花英『欲情スイッチ』
  4. 蘭子『極上ナイトに指名して』
  5. 桜井あなの『弟のトモダチ』
- 脚本／ 監督：井上博貴
- 出演:斉藤瞳、村田めぐみ、大谷雅恵、柴田あゆみ（メロン記念日）他

### WOWOWのテレビドラマ
超人ウタダ
- 放送日：2009年1月30日 - 3月20日
- 原作：山本康人「超人ウタダ」(小学館ビッグコミックス 刊)
- 脚本：丸茂周、森ハヤシ
- 出演：塚地武雅、片桐仁、工藤里紗、川村ゆきえ 他

#### 一応の推定[40]
- 放送日：2009年12月20日
- 原作：広川純「一応の推定」（文藝春秋）
- 監督：堀川とんこう
- 脚本：竹山洋
- 出演：柄本明、平岡祐太、酒井美紀、美保純、ベンガル、鶴田忍、白川和子、上田耕一　ほか

### 独立局のテレビドラマ
幼獣マメシバ - 制作・AMGエンタテインメント
- 放送日：1月3日 - 3月25日
- 原案・脚本 ：永森裕二（AMGエンタテインメント）
- 出演：佐藤二朗、笹野高史、高橋洋、高橋直純、志賀廣太郎、西田幸治(笑い飯)、りりィ、藤田弓子 他

僕の秘密★兵器 - 制作・THE WORKS
- 放送日:2009年10月2日 - 2009年12月18日
- 脚本:千寿みのり、山守麻衣、丹保あずさ、笹原ひとみ
- 出演:佐武宇綺、加藤康起 他

## 2009年のアニメ
スティッチ!が10月よりテレビ東京からテレビ朝日へ移動。
| 1月期 | 4月期 | 夏期                               | 秋期                                                                             |
| --- | --- | ---------------------------------- | -------------------------------------------------------------------------------- |
| - WHITE ALBUM - 屍姫 玄 - まりあ†ほりっく - マリア様がみてる 4thシーズン - 鋼殻のレギオス - RIDE BACK -ライドバック- - 空を見上げる少女の瞳に映る世界 | - そらがくれたもの - ドルアーガの塔 〜the Sword of URUK〜 - ティアーズ・トゥ・ティアラ - 初恋限定。 - Phantom 〜Requiem for the Phantom〜 - 花咲ける青少年 - 戦場のヴァルキュリア - 神曲奏界ポリフォニカ クリムゾンS - 金色のコルダ〜secondo passo〜 - PandoraHearts - Phantom〜Requiem for the Phantom〜 | - スレイヤーズEVOLUTION-R - 化物語 | - WHITE ALBUM - うみねこのなく頃に - とある科学の超電磁砲（レールガン） - eyes11 |

NHK教育
- MAJOR 5th season
- 獣の奏者エリン
- エレメントハンター

日本テレビ
- はじめの一歩 New Challenger
- 君に届け

読売テレビ
- 07-GHOST
- 夢色パティシエール
- 犬夜叉 完結編

BS日テレ
- キャラディのジョークな毎日
- エリアス ちいさなうちゅうせん

TBSテレビ
- 明日のよいち!
- バスカッシュ!
- けいおん!
- 大正野球娘。
- けんぷファー
- にゃんこい!
- PandoraHearts

毎日放送
- 鋼の錬金術師 FULLMETAL ALCHEMIST
- 戦国BASARA
- DARKER THAN BLACK 流星の双子

CBCテレビ
- うみものがたり 〜あなたがいてくれたコト〜

フジテレビ
- 青い花
- ミチコとハッチン
- ノイタミナ
  1. 源氏物語千年紀 Genji
  2. 東のエデン
  3. 東京マグニチュード8.0
  4. 空中ブランコ

関西テレビ
- うんこさん
- くるねこ（東海テレビと共同制作）

テレビ朝日
- 黒神 The Animation
- 秘密結社 鷹の爪
- 怪談レストラン

朝日放送
- フレッシュプリキュア!

テレビ東京
- 毎日かあさん
- クロスゲーム
- 宇宙をかける少女
- ウチュレイ!
- FAIRY TAIL

続編
1. みなみけ おかえり
2. 続・夏目友人帳

WOWOW
- ローズオニール キューピー

BS11
- VIPER'S CREED
- 鉄腕バーディー DECODE:02
- アキカン!
- シャングリ・ラ

tvk
- ちびアニ劇場(クプー!!まめゴマ!)
- 天体戦士サンレッド

アニメイトTV
- ヘタリア Axis Powers

ファミリー劇場
- コケッコーさん

## 特別番組
- 1月1日
  - ドラマになりそうな小さな実話 〜ワンショット〜（日本テレビ）
  - NoコントNoライフ（TBS）
  - 新春お笑い大賞2009（フジテレビ）
  - にっぽんリサーチTVザ・パーセンティズム（フジテレビ）
  - 有名ご先祖様お墓参りツアー（フジテレビ）
  - エンカ姫新年会スペシャル すっぴん!!（テレビ東京）
  - ゴルフしようよ♪（テレビ東京）
  - 新春!HAPPY GOLF!宮里藍&有村智恵&原江里菜（テレビ東京）
  - 世界大工王決定戦!（テレビ東京）
  - 大自然と伝統文化をめぐる フィリピン絶景の旅（BSジャパン）
  - サローネ・デル・グスト! 世界美食の祭典に吉兆が挑む（BSジャパン）
  - バイオリンの聖地クレモナへ（BSジャパン）
  - 〜ストラディヴァリウスに魅せられた日本人たち〜（BSジャパン）
- 1月2日
  - にっぽん巡礼・あなたの心がかえる場所（NHK総合）
  - 正月スペシャル にっぽんの四季を飛ぶ（NHK総合）
  - 武士の庭〜上田宗箇・乱世が生んだ美〜（NHK総合）
  - 菅野美穂と見つめる スペシャルドラマ“坂の上の雲”（NHK総合）
  - LOVE@PARTY Perfume×新お笑い三銃士（日本テレビ）[41]
  - 日本弁当列島3,000Km（TBS）
  - 新春ドキドキ開運SP 人間鑑定X〜あなたの未来バラします（TBS）
  - 夢の馬オグリキャップ 命ある限り・駆ける!（TBS）
  - 歴史冒険ミステリー 世界のピラミッド徹底解剖!!人類史上最大の謎を解けスペシャル!（TBS）
  - 爆唱!噂のKステージ（フジテレビ）
  - お笑い芸人伝説〜新春ぶっちゃけの乱〜（フジテレビ）
  - チェルシーホテルへようこそ（フジテレビ）
  - アメリカンアウトロー（フジテレビ）
  - ロバートの激釣!鯛トルマッチ〜淡路島・鳴門の大渦ファイト〜（テレビ新広島）
  - 街道歩き旅…水戸街道120・8日間人情ふれあい珍道中（テレビ東京）
  - 歌川広重 東海道五十三次は盗作だった!?（テレビ東京）
  - 氷河と火山が織りなす アイスランド絶景の旅（BSジャパン）
  - 日本人ブラジル移住100周年記念『100年目のプレーボール』（BSジャパン）
  - トルコ・長崎美食対決!オスマン宮廷料理VS卓袱料理 五番勝負（BSジャパン）
- 1月3日
  - 新春蔵出し!まるごと立川談志（NHK総合）
  - 女芸人幸せ探し大冒険（CBC）
  - めくるめく!!世界ビジュアル大図鑑（フジテレビ）
  - 17歳 石川遼 遠くに、そしてまっすぐに。〜プロ宣言、涙のツアー優勝までの道のり〜（朝日放送）
  - 松田優作は生きている!（テレビ東京）
  - 海と森 マングローブ紀行（テレビ東京）
  - 大自然と歴史遺産をめぐる クロアチア絶景の旅（BSジャパン）
- 1月4日
  - 爆笑珍マシン大集合!世界の変な乗り物スペシャル!（日本テレビ）
  - 新型芸人オークション キリウリ〜お金のためならここまでやります（TBS）
  - FNS番組コレクション2009〜ご当地限定人気番組大集合!〜（フジテレビ）
  - 女子ゴルフ応援宣言 プロのスゴ技対決2009（テレビ朝日）
- 1月5日
  - 日本の誇れる技術を世界の子供に出前授業僕の日本紹介します!!(テレビ朝日)
- 1月7日 - ある日突然…家族が認知症になった… 密着365日!若年性アルツハイマーと闘う（TBS）
- 1月9日 - U-15美少女限定!私たちは天使だ!教えて浜ちゃん芸能界で当てて親孝行するぞSP!!（毎日放送）
- 1月10日
  - ハワイだョ!全員集合 プロ野球レジェンド祭（TBS）
  - 美食★コンシェルジュ（テレビ東京）
- 1月12日
  - 心にしみる日本の旅 絶景と名湯めぐり紀行（テレビ東京）
  - 歴史ロマン紀行 よみがえる龍馬の夢〜日本の夜明けは愛媛から始まった!?（テレビ愛媛 開局40周年記念番組）
- 1月17日 - 歴史を変えた!食べ物語 堀尾×田丸 殿様御膳のナゾ（読売テレビ）
- 1月22日 - ナックスの春来たれり!（北海道放送）[42]
- 1月23日 - ビール業界 新時代〜プレミアムビール大躍進〜（BSジャパン）
- 1月31日 - 50時間テレビ SMAPがんばりますっ!!（テレビ朝日）
- 2月8日 - 美しくやせたい女たちの90日間（テレビ東京）
- 2月11日
  - ふたご大研究!-“自分らしさ”の秘密を探る-（NHK総合）
  - スザンヌのうまい学食全国制覇!（テレビ東京）
  - 北国の底力〜雪から未来を考える（北海道放送）
  - 命のメッセージ!/最新がん治療で闘う家族の記録（北海道文化放送）
  - 民間放送教育協会スペシャル「月が出たでた お月さんの炭坑節」（熊本放送）
- 2月14日 - 素肌で行こう!夢のカリフォルニア コットン紀行（テレビ東京）
- 2月21日 - 戦力外通告（WOWOW）
- 2月22日
  - 大学発!!希望のグルメ 目からウロコの新発想（北海道放送）
  - お墨付き!!にっぽん遺産〜日本人のルーツを探る〜（テレビ西日本）
- 2月27日 - 開局50周年特別企画 秘蔵映像全て見せます 名曲で綴るフジテレビ ボクらの心に流れる歌（フジテレビ）
- 2月25日 - 去りゆく日に（テレビ東京）
- 2月28日
  - バラエティルーツの旅 あなたがいたから僕がいる 半世紀大感謝祭（フジテレビ）
  - 絶滅危惧グルメ〜ママドル危機一髪?!食の安心いただきツアー（東日本放送）
  - 夫婦欠席裁判ショー（メ〜テレ）[43]
  - 知られざるハワイ 感動の瞬間 〜オアフを彩る宝物たち〜（テレビ東京）
  - 朝食亭(WOWOW)

### 春
- 3月4日 - 3分限定チャレンジ“3minutes”「あなたは3分間で何ができますか?」（TBS）
- 3月7日
  - そこにある地球温暖化 今、大地が教えてくれること（札幌テレビ）
  - 豪華エンタメ遊園地（メ〜テレ）
  - 北海道・食卓の未来〜WTO農業交渉・EPA交渉がもたらす影響〜（北海道放送）
- 3月8日 - お宝THEプレミアム（フジテレビ）
- 3月11日 - 最強いいわけ列伝!今すぐ使えるとっさの言葉50連発!（TBS）
- 3月12日 - 200年の絆 会津藩 樺太出兵（テレビユー福島）
- 3月13日
  - 石ちゃん・森クミのおみや付き?グルメの旅!「地産地消」の美食が盛りだくさん!（信越放送）[44]
  - 奇跡のキズナ〜未来を創る革命児たち〜（テレビ東京）
- 3月14日
  - モネの“美食美術館”〜知花くららのグルメとアート（テレビ東京）
  - クイズ!ジパング航空（メ〜テレ）
- 3月20日
  - ワンセグが変える!ケータイライフ新提案（NHK BS1。3月23日、NHK総合）
  - もったいないばあさんと考えよう世界のこと（テレビ北海道）
- 3月21日
  - 復活?真剣中年しゃべり場SP（NHK教育）
  - 2009春TBSが変わる 花サカスも開幕だSP
  - 東京マラソン物語〜そして街はひとつになった〜（フジテレビ）
  - ネオ日本人図鑑（フジテレビ）
  - エジプト超歴史 スペクタクルミステリー ツタンカーメンと三人の母（テレビ朝日）
  - 再発と闘う!がん治療（北海道放送）
  - 描け!楽園の未来〜元栗山町長、バヌアツへ〜（テレビ北海道）
  - 芸能人スーパーマーケット（メ〜テレ）
- 3月25日
  - 東京ぶらぶらMAP（日本テレビ）
  - 祝!両陛下金婚式SP世紀のご成婚から50年（TBS）
  - 謎と神秘の大冒険!古代エジプト驚異のマル秘 7大ミステリー体験!（TBS）
- 3月26日
  - マストシーン（TBS）
  - 即興ゲーム!芸能界アクトリーグ王（フジテレビ）
- 3月28日 
  - いつまでも元気に!長寿日本一のヒケツはこれだ（長野朝日放送、琉球朝日放送）
  - イチか?バチか?プロジェクト〜若者の底力（NHK、フジテレビ）
  - 世界ねじねじトラベル（テレビ朝日）
  - オトコの料理道（テレビ朝日）
  - 報道特捜!列島直撃!大不況に負けるなSP 桜の春に再起をかける（テレビ朝日）
- 3月29日 - JNN50周年テレビ維新（TBS）
- 3月30日
  - ボクから彼女への10のサプライズ（フジテレビ）
  - リスペクト・アワード 音楽ドリル（フジテレビ）
  - 劇団ひとり&大沢あかね結婚披露宴（フジテレビ）
- 3月31日 - 東京レトロ遺産（テレビ東京）
- 4月1日 - 天皇が愛した女性たち（日本テレビ）
- 4月2日
  - クイズ!お笑い知ってる王（日本テレビ）
  - 消せないメール（フジテレビ）
- 4月3日 - お笑い最強エピソードGP THE芸人伝説（朝日放送）
- 4月5日  
  - 林家三平襲名200日独占密着〜語られなかった海老名家の素顔〜（フジテレビ）
  - 本音バナナ（フジテレビ）
- 4月6日 
  - フジテレビ開局50周年 名作ドラマ&映画全て見せます!SMAP PRESENTS ドラマの裏の本当のドラマ（フジテレビ）
  - 新競技バトル GONG!!芸能人NO.1決定戦（関西テレビ）
- 4月12日
  - スポーツ伝説アスリートSP（テレビ朝日）
  - 激撮!犯罪捜査24時〜悪いやつらは全員逮捕だ!（テレビ東京）
  - 千原ジュニアのソレやろ!（テレビ朝日）
- 4月13日 - サービスの神様〜心がトクする瞬間〜（テレビ東京）
- 4月18日 - 阿修羅の涙 黒木瞳の興福寺（朝日放送）
- 4月19日
  - これが世界の現実だ!アフリカ最貧国・ベナン救済計画〜ビートたけしのお願い〜（テレビ朝日）[45]
  - 巨泉・前武ゲバゲバ90分!（日本テレビ） - 伝説の革命的お笑い番組復刻放送
- 4月26日
  - 珍百景ぶらり旅（テレビ朝日）
  - レゴブロックで世界記録にチャレンジ（テレビ東京）
  - ローカルバス乗り継ぎ旅（テレビ東京）
  - 横浜ゴールデンウィークナビ!!〜開港150年3元生中継まつり〜（テレビ東京）
- 5月2日
  - 浅野ゆう子VSダチョウ旅行社のニューカレドニアわがままツアー（テレビ朝日）
  - にほんの里100選（テレビ朝日）
- 5月3日 - ナマ中継!タカアンドトシ単独ライブin日本青年館 勝手に!!M-1グランプリ（WOWOW）
- 5月6日
  - 海とテーマパークの超巨大リゾート!ゴールドコースト満喫ツアー（テレビ東京）
  - お笑い芸人どっきり王座決定戦スペシャル（フジテレビ）
- 6月14日 - 完全保存版ベストオブごはんの友〜サイコーのごはんの友はナンダ!?（山陽放送）
- 6月19日 - 携帯懸賞サイト「100man.jp」オススメ（テレビ東京）

### 夏
- 7月2日 - 常識にまどわされるな!大地震生き残れSP 〜東京マグニチュード8.0（フジテレビ）
- 7月4日
  - テレビ北海道開局20周年記念特別番組 ゼスプリプレゼンツ坂口憲二&SHIHOのエコ体感記 inニュージーランド（テレビ北海道）
  - 石原裕次郎二十三回忌特別企画 「裕次郎が遺したもの」〜スーパースター伝説〜（テレビ朝日）
  - オンエアー直前! よくわかる現代魔法の基礎講座!! 予習、復習 -今からでも遅くないぞスペシャル-（BS11）
- 7月11日
  - 海との暮らし新発見!（テレビ東京）
  - お母さんありがとう〜盲目の少女 15歳の旅立ち〜（テレビ東京）
  - 極笑TV（テレビ北海道）
- 7月12日 - 情熱!ハッピーメイカー（テレビ朝日）
- 7月18日
  - 原千晶 感動の旅 十勝大発見!（北海道テレビ）
  - 北の大地と富士の国 ご当地自慢ヨクバリ旅!（北海道テレビ）
- 2009年7月19日 - お姫様の婚かつ修行（テレビ朝日）
- 7月20日
  - フィールドの女神たち（RKB毎日放送）
  - 富士通“夢をかたちに”スペシャル 20世紀スポーツ名勝負 ライバル伝説…光と影（TBS）
- 7月25日 - お悩みカイケツ堂（テレビ朝日）
- 7月26日
  - 夏シネ2009（テレビ東京）
  - ゴジラの真実2009 松井秀喜×草野仁〜試練を乗り越える時〜
- 7月27日、7月28日 - 愛の劇場（NHK教育）
- 7月27日 - 7月31日
  - ガンダム宇宙世紀大全（NHK BS2）
  - 天才てれびくんMAX プレゼンツ ABUアジア子どもドラマシリーズ
- 7月29日  - 熱血体育会系!歌舞伎部（NHK教育）
- 7月30日 - 真夏の夜のガールズトーク めっちゃ文楽（NHK教育）
- 8月1日
  - 真夏のヒーロー伝説名場面（テレビ朝日）
  - アラウンド60幸せな夫婦の秘訣（テレビ東京）
- 8月2日
  - ETV50 もう一度見たい教育テレビ 若者スペシャル（NHK教育）
  - 少女たちの日記帳 ヒロシマ昭和20年4月6日〜8月6日（NHK BShi）
  - '09メジャーリーグ宣言（テレビ東京）
- 8月2日 - 世界最大の自転車レース ツール・ド・フランス2009（NHK BS1）
- 8月3日 - 8月5日: ABU未来への航海アジアの10代 フィリピン サンゴ礁の旅（3回シリーズ）NHK教育
- 8月5日 - マブイぜ!お前ら 私だけのまぶしい瞬間（TBS）
- 8月6日、2010年1月3日 - クイズ☆タレント名鑑（TBS）
- 8月7日 - 私たちはなぜここにいるのか 〜ノーベル賞学者 果てしなき探求〜（NHK教育）
- 8月7日 - ノーモア・ヒバクシャ 〜核兵器のない世界を目指して〜（NHK総合）
- 8月7日 - 渡辺謙 アメリカを行く 星条旗の下に生きたヒバクシャたち（NHK総合）
- 8月7日 - あべ一座〜旗揚げ公演『あべ上がりの夜空に』」（NHK BShi、NHKBS28月29日）
- 8月7日 - ガレッジセールの世界最大の博物館ガイド トンデモナイお宝50連発（TBS）
- 8月8日 - あの日 僕らの夢が消えた〜被爆学校 生徒たちの64年〜（NHK総合）
- 8月8日
  - ヒバクシャからの手紙（NHK総合・ラジオ第1）
  - 高橋尚子が総力取材!世界陸上開幕直前SP（TBS）
  - 栄光の昭和ライダーに会いたい 昭和から平成までオールライダー大集合!仮面ライダーの魅力すべて見せます!!（テレビ朝日）
  - 京都のもうひとつの歴史（テレビ東京）
  - 世界コスプレサミット2009 〜真夏だぜ!クールジャポン爆笑祭〜（テレビ愛知）
- 8月9日 - 激うまブランドを発掘せよ!究極の北海道物産展〜70億円の熱き舞台裏〜（札幌テレビ）
- 8月9日 - 8月13日、証言記録 市民たちの戦争（NHK BShi）
- 8月11日 - ノックアウト・ハウス 生き残れるヤツは誰だ（TBS）
- 8月12日
  - 男自転車ふたり旅〜オーストリア・チェコ ボヘミア街道400キロをゆく（NHK総合）
  - 定点取材 雇用促進住宅の200日（NHK総合）
  - 芸能人!自慢話対決!Gマン21!!(TBS)
- 8月13日
  - 冒険者たち{ダイナミッカー}（NHK総合）
  - 芸能界臆病者決定戦!ザ・チキンズ〜ビビらなかったら100万円!（TBS）
- 8月14日
  - わたしたちの戦争（NHK総合）
  - 多元ドキュメント 夏・東京湾岸24時（NHK総合）8月28日NHK BShi
  - ふるさと法廷 〜激論!お国柄の真相〜（NHK総合）
- 8月15日 
  - 開局50周年記念特別番組 『原爆』〜63年目の真実〜（テレビ朝日）
  - にっぽん木造駅舎の旅 〜ふるさとの駅に思いを寄せて（NHK BS1）
  - この子は生きている〜長期脳死児と生きる家族〜（テレビ東京）
- 8月16日
  - ヒマラヤの美しさの陰で〜黒柳徹子のネパール報告〜（テレビ朝日）
  - 「離島甲子園」にかける夏（テレビ東京）
- 8月16日、8月23日 - 夏休み“恐竜”スペシャルプレヒストリックパーク 〜絶滅動物を救え!〜（NHK総合）
- 8月16日 - 8月21日:ミュージカル特集（NHK BShi）
- 8月16日
  - ようこそ!熱中昭和館へ（NHK BS2）
  - あなたが選ぶ絶景シリーズ あなたが選ぶフランス絶景50（NHK BShi）
  - ハイビジョン特集フロンティア よみがえる第二次世界大戦〜カラー化された白黒フィルム〜（NHK BShi 仮）
- 8月17日 - よみがえる100年前の世界〜カーンが見たニッポン〜(NHK総合）8月29日BS1
- 8月17日 - 8月19日:music trip〜音楽と楽しむひとり旅〜（NHK総合）
- 8月17日 - 8月22日:シリーズ 日本の祭 2009 高知よさこい祭り（NHK BShi）
- 8月17日 - あなたが選ぶ絶景シリーズ あなたが選ぶスペイン・ポルトガル絶景30（NHK BShi）
- 8月17日  - 8月20日:ファッショニスタ・ビス（NHK BShi）
- 8月18日 - 風刺画にみる明治ニッポン（NHK総合）
- 8月18日
  - シリーズ 日本の祭 2009 博多祇園山笠2009（NHK BShi）
  - あなたが選ぶ絶景シリーズ あなたが選ぶドナウ川・東欧絶景30
- 8月19日
  - シリーズ 日本の祭 2009 青森ねぶた祭り（NHK BShi）
  - ハイビジョン特集 「ラストステージ〜老優から若き女優への応援歌〜」（NHK BShi）
- 8月20日 - シリーズ 日本の祭 2009 YOSAKOIソーランナイト2009（NHK BShi）
- 8月21日
  - ハイビジョン特集 エトワール 最後の60日 〜密着 マニュエル・ルグリのバレエ人生〜 パリ・オペラ座バレエ団公演「ドン・キホーテ」（NHK BShi）
  - シリーズ 日本の祭 2009 徳島・阿波おどり（NHK BShi）
- 8月22日
  - シリーズ 日本の祭 2009 ハイビジョン生中継 秋田大曲 全国花火競技大会2009（NHK BShi）
  - 私の戦争は終わっていない〜米陸軍元少佐 心の軌跡〜（NHK BS1）
- 8月23日
  - 花説法〜カリスマ尼と悩める女性たち〜（テレビ朝日）
  - アニメ女子部特番（AT-X）[46]
- 8月24日 - 8月27日、井上陽水40年を語る（NHK教育）
- 8月29日
  - ファッショニスタ（NHK BShi）
  - 逆風に咲く大輪〜なにわ淀川花火・真夏の奮戦記〜（テレビ東京）
- 8月30日 - 映画『BALLAD』プレゼンツ 泣けるお話、ここにあります。（テレビ朝日）

### 秋
- 9月5日
  - 野菜畑でギャル革命!〜今、農業がカワイくなる!?〜（静岡放送）
  - 高校野球SPECIAL「夏のものがたり」（朝日放送）
  - モーニング娘。アメリカ初上陸ライブ（テレビ東京）
- 9月6日 
  - 旭山動物園 プレミアム〜命の輝きに大感動〜 (北海道放送)
  - 響きは時空を超えて 〜江差 姥神大神宮渡御祭〜（北海道放送）
- 9月10日 - 芸能界ヘタレ脱出プロジェクト おバカJAPAN（テレビ東京）
- 9月13日
  - 北の山笠（北海道放送）
  - 子どもたちへ〜ガンと闘う 山ちゃんの想い〜 （北海道放送）
- 9月16日 - リスペクト〜あなたがいたから私がいる〜（毎日放送）
- 9月17日 - アナタの名字SHOW（読売テレビ）
- 9月18日
  - 前説王（テレビ朝日）
  - 超びっくり!お値段ヒストリー タイムスリップハウマッチ（テレビ東京）
- 9月19日 - すごいもん調査隊〜驚きの日本再発見〜（テレビ東京）
- 9月20日 - 笑顔に逢いたい。〜障害を乗り越える情熱の絆〜（テレビ東京）
- 9月26日
  - 天才をつくる!脳カツ研究所（テレビ朝日）
  - MUSIC SMILE ROAD 2009 札幌・ジュニア・ジャズスクールmeets渡辺貞夫〜スイングは時代を超えて〜（札幌テレビ）[47]
  - 南国パラダイス!わがまま娘 ゴールドコーストの旅（テレビ愛知）
- 9月27日 - キレイになるバスツアー!〜ワケあり芸能人のビューティ計画〜（フジテレビ）
  - レシピショー（テレビ朝日）
  - 美しくやせたい女たちの90日間（テレビ東京）
  - 簡単!ひとてまキッチン!（テレビ東京）
- 9月29日
  - Take Me Out（TBS）
  - コープでQ（RKB毎日放送）
  - ギモンスタジアム（フジテレビ）
  - カロリーマイル（フジテレビ）
- 9月30日 - おこりびと（フジテレビ）
- 10月1日
  - スリーシャッフル（TBS）
  - 農LIKE 農LIFE（フジテレビ）
- 10月2日
  - プライスクイズ マネーハンター（フジテレビ）
  - 答えのないクイズ!爆笑人生問題（テレビ東京）
- 10月3日 - 世界の(秘)特ダネ映像スクープ大放出SP!!（テレビ朝日）
- 10月4日
  - ネオバラ祭り
  - 神様に選ばれた試合〜語り継がれる伝説の真実〜
  - 「収穫!ドリームファーム」半年間新人農家完全密着ドキュメンタリー〜
  - スポーツドキュメント柔道（テレビ東京）
- 10月5日 - ロンブーの自虐アワー 全国残念さん選手権（TBS）
- 10月7日 - 二人脳力クイズ!「ダブルブレイン」（TBS）
- 10月17日 - キヤノン プレミアムアーカイブス 写真家たちの日本紀行（テレビ東京、BSジャパン）
- 10月23日 - 小山薫堂 コクる川柳（BSフジ）[48]
- 10月24日 - 大杉漣が行くイタリアサッカーの世界英雄マルディーニの素顔に迫る（BSジャパン）[49]
- 10月25日 - 大正製薬スペシャル 人体再生〜iPS細胞 山中博士の挑戦〜（テレビ朝日）
- 10月28日 - HBC医療プロジェクト命をつなぐ2009
- 10月31日 - お笑い芸人vs(秘)有名人全国特選品ハントSP（日本テレビ）[50]
- 11月1日 - 週刊ハタラキングキャンペーン・第一弾 ハタラキングで“あしたをつかめ”（NHK教育）
- 11月7日 - サイクルモード（テレビ東京）
- 11月9日、11月16日、11月30日 - デジタルコメディラボ『カフェ・ド・トリコ』（BS日テレ）
- 11月10日
  - 木村佳乃のオーストリア紀行（TBS）
  - カスペ!ウチくるSP
- 11月13日 - 追悼 森繁久彌さん（NHK総合）
- 11月14日
  - 柳沢慎吾と細川茂樹 二人の刑事が追う!東北・北海道 小京都サスペンス劇場ツアー（福島放送）[51]
  - 九州行きたい県グランプリ（テレビ西日本）[52]
- 11月20日 - めざましテレビ×とくダネ!合体スペシャル テレビの中の忘れものを探せ!（フジテレビ）
- 11月21日
  - 韓国オンナ2人旅〜魅惑のソウル・釜山・スローシティで癒されたい〜（テレビ東京）
  - 厳選食材お持ち寄り こだわりゴハン（テレビ東京）
- 11月23日
  - 自転車レース!熱き夢への挑戦（テレビ朝日）
  - 中四国ブロックネット特番『瀬戸内の島で発見 ウソのような本当の話』（広島ホームテレビ）
  - 静岡・新潟・長野 地球を守ろう!プロジェクト 大地のごはん（長野朝日放送）
  - 石川ふるさとCM大賞(北陸朝日放送)
- 11月28日
  - お悩みカイケツ堂いいものリサーチ（テレビ朝日）
  - 雨はすべてを洗い流す―在宅死に向き合う三家族の絶望と再生の記録（北海道文化放送）[53]
- 11月29日
  - 映画スノープリンス公開記念!!美食と芸術の国 ベルギーを冒険!!（テレビ朝日）
  - “ビーチの妖精”浅尾・西堀が行く!タイの旅おすすめベスト10（テレビ東京）
- 11月30日 - Panasonic VIERA Special 「ザ・プラチナチケット 〜君のために歌いたい〜」（日本テレビ）[54]

### 年末
- 12月1日 - 教えてMr.ニュース 池上彰のそうなんだニッポン（フジテレビ）
- 12月2日 - GOD HANDS〜マジシャンNo.1決定戦〜（テレビ朝日）
- 12月3日 - 芸能人金銭感覚ツアー（テレビ東京）
- 12月4日 - お笑い芸人どっきり王座決定戦スペシャル
- 12月5日 - 石川遼18歳の挑戦（日本テレビ）
- 12月6日 - 天才アカデミア〜頭をやわらかくするTV〜（東海テレビ）
- 12月7日
  - 松本清張生誕百年 高村薫･佐木隆三 往復書簡 「清張を巡る対話」（NHK BS2）
  - 名作をポケットに「松本清張〜或る“小倉日記”伝（NHK BS2）
  - 緊急密着!「ニュース速報は流れた」君塚良一が語る!ニュース速報が流れる世界(フジテレビ)
- 12月11日 - 日本人が大好きな 愛と涙の女優伝説（テレビ東京）
- 12月12日 - 時任三郎の自転車旅 楽園ニュージーランド絶景大冒険（日本テレビ）
- 12月13日 - フォークの主役たち〜加藤和彦 FOREVER〜（テレビ東京）
- 12月16日 - マイケル・ジャクソンはなぜ死んだのか（日本テレビ）
- 12月18日 - 最恐怪-1グランプリ2009（テレビ東京）
- 12月19日 - 本音激論!なかそね荘（日本テレビ）
- 12月20日 
  - 吉村作治の太陽の船 復活〜4550年の時を越え、天空を翔るエジプト王の船〜（TBS）
  - 約束の2010 〜夢をつかもう〜（テレビ朝日）
  - 悲劇の楽園〜北朝鮮帰国事業、50年目の真実〜（朝日放送）
- 12月21日
  - 1億3000万人の法則(TBS)
  - 池上彰のタレコミ2009（フジテレビ）
  - マリエSELECT 東京オシャレガールズ（フジテレビ）
- 12月22日
  - 緊急警告!!2012年人類破滅!? ノストラダムス最後の大予言SP（日本テレビ）
  - 爆笑問題×さまぁ〜ず ザ・クレイジートーク あぶない夜会SP!（TBS）
  - 知的1級河川 バカの河（フジテレビ）
- 12月22日
  - マイケル・ジャクソン：マン・イン・ザ・ミラー（CNNj）[55]
  - THE YELLOW MONKEY 結成20周年記念特番〜メカラ ウロコ20〜（フジテレビ。12月28日、フジテレビNEXT）
- 12月23日
  - 朝からよしもと大集合!元気なおっさんグランプリ（読売テレビ）[56]
  - 列島発!第2のふるさと新発見〜夢を追った僕らの挑戦〜（TBS）
  - サントリー1万人の第九☆佐渡裕with槇原敬之〜世界にたった一つのコンサート〜（毎日放送）
  - 開け!黒猫のビンゴ（フジテレビ）
  - ウッチャンナンチャンのやるならやらねば!FOREVER（フジテレビ）
  - 爆チュー問題の素敵なクリスマススペシャル（フジテレビ）
- 12月23日 - HTB生命の輝きスペシャル『ピンクリボンつながる 乳がんと生きて』（北海道テレビ）
- 12月24日
  - 朝からよしもと大集合!素晴らしき芸人夫婦（読売テレビ）[56]
  - 美女裁判 〜恋愛裁判員制度〜聖夜の審判SP
  - メンデルスゾーン生誕200年 山口智子 時を旅し、時を奏でる 音の巨匠をたどるヨーロッパ大紀行（テレビ東京）
- 12月24日 - 12月26日、MLB2009 日本人メジャーリーガーの群像（NHK BShi）
- 12月25日
  - 朝からよしもと大集合!歳末芸人プレゼンショー時（読売テレビ）[56]
  - 爆笑ライブ マヨブラ屋（読売テレビ）
  - クリスマス☆ゲームをやってみた（朝日放送）
- 12月26日 - 南海の楽園に音を求めて 〜中村幸代が聴いたミクロネシア〜（BS-TBS）
- 12月27日
  - さんま&EXILE!史上最大の忘年会09 怪物達のサプライズ祭（TBS）
  - プレミアステージ2009（読売テレビ）
  - ガリレオからの挑戦（フジテレビ）
  - KSB開局40周年記念特別番組 食卓から魚が消える!?海を何とかしなきゃスペシャル（瀬戸内海放送）[57]
  - 2009総決算!!仰天!激安狂騒曲（テレビ東京）
  - 美女に学ぼう「かしこくステキ」ライフ（テレビ朝日）
  - 市電が走った昭和の大阪（関西テレビ）
  - 悠久浪漫50000キロ 大自然に生きる!南半球の楽園ニュージーランド（BS日テレ）
  - 最後の鷹匠 〜月山に抱かれ家族と共に生きる〜（BS-TBS）
  - あの時だったかもしれない 〜テレビにとって私とは何か〜（BS-TBS）
- 12月28日
  - 物呪〜モノロイ〜（日本テレビ）
  - 10文字で解説できたらカッコイイ!中居正広ニュースの素朴なギモン（テレビ朝日）
  - 復活!ダイノジのちゅど〜ん! ダイノジのくせに生意気だぞSP（北海道文化放送）
  - 日中共同制作 高嶋政伸の遥かなる雲南・秘境の旅 世界遺産・麗江、樹齢3200年の茶樹を訪ねて（BS朝日）
  - 12月29日
  - 長澤まさみ&水川あさみ 女自転車ふたり旅inハワイ ふたりのビッグアイランド（NHK総合）
  - 旧友再会〜梅宮辰夫と立花隆（NHK総合）
  - 紅白60年 名歌手たち・夢の対決（NHK BS2）
  - 独占密着!原辰徳の真実（日本テレビ）
  - お金冒険バラエティ!マネー$の大冒険（TBS）
  - シルクロード秘話 〜劇場を建てた男たち〜（BS-TBS）
  - 秋元康 変わりゆくソウル（BSフジ）
- 12月30日
  - 爆笑問題のもうひとつの“龍馬伝”（NHK総合）
  - コースト・オブ・ユートピア〜ユートピアの岸へ〜（NHK BShi）
  - 本当にあった!恐いデーブ（テレビ東京）
  - 日本全国まるもうけ旅ミヤネ式（フジテレビ）
  - うたの旅人(BS朝日)
  - 封印された旋律 〜ガス室に消えた音楽家たち〜（BS-TBS）
  - ゴッホ最後の70日〜ひまわりの画家はあの日、殺されたのか?（BSジャパン）[58]
  - ハイビジョン・ワールドツアー カナディアンロッキー完璧MAP（BSフジ）
  - 谷村新司 〜海の星へと続く道（BSフジ）
  - 太陽と月と唄〜奄美大島、皆既日食に出会う旅（BS朝日）
  - 闘え!山里ジャーナル（朝日ニュースター）
- 12月31日
  - 〜あなたは覚えていますか!?〜アレってどうなった!?2009!!（フジテレビ）
  - 中国神秘紀行（BS朝日）
  - 世界の船旅（BS朝日）
  - 歴史ドキュメンタリー海を渡ったサムライ朝河貫一日本に警鐘を鳴らした真の国際人（BS朝日）
  - 巨大建築に魅せられた男 〜エッフェル塔・自由の女神・パナマ運河にかけた半世紀〜（BS-TBS）
  - キングラン アニソン紅白2009（BS11、超A&G!）
  - 宮崎哲弥大論争5時間スペシャル〜日本経済の処方箋とは?（朝日ニュースター）

### 2回以上放送のシリーズ特番
- 1月1日
  - 一流選手とマジ対決!TOKIOドリームチャレンジ（日本テレビ）
  - 初笑い!オールスター昭和なつかし亭〜勢揃い!昭和の名人達、至芸の大競演〜（NHK BS2）
  - 日本の伝統色8 〜自然の恵みと逢える色〜（BSジャパン）
- 1月1日、9月16日 - 極嬢ヂカラ（テレビ東京）
- 1月1日 - 朝までたけし的ショー 2009新春 たけスポ!!
  - 12月30日 - ビートたけし&たけし軍団プレゼンツ「朝までたけし的ショー」“09年大総決算SP!!”（テレビ朝日）
- 1月2日 - 新春!豪華芸人大集合ブサイク男爵は誰だ!?（関西テレビ）[59][注 7]
- 1月3日
  - 新春TV放談2009(NHK)
  - 芸能界の縁結び お見合い汐留緑満宮（日本テレビ）
  - 最強の男は誰だ!壮絶筋肉バトル!! スポーツマンNo.1決定戦 XXX VIII（TBS）
- 1月3日 - 史上空前!! 笑いの祭典 ザ・ドリームマッチ 09
  - 8月9日 - 史上空前!!笑いの祭典 ザ・ドリームマッチ真夏の若手芸人祭り09（TBS）
- 1月3日 - 直前で消えた最終候補 もしものBパターン!（TBS）
  - 7月27日 - まさかのBパターン研究所
- 1月4日
  - 天地人がやって来た!〜“愛”の源は“食”にあり〜（NHK）
  - さんま・玉緒のお年玉あんたの夢をかなえたろかスペシャル（TBS）
  - プロ野球オールスタースポーツフェスティバル（読売テレビ）
- 1月5日 - 中居正広のスーパー★ドラマフェスティバル2009新春D-1グランプリ
- 1月6日、6月9日、10月6日 - 世界おもしろ珍メダル バカデミービデオ大賞（フジテレビ）
- 1月9日、5月12日 - 超ド級!ありえない映像博覧会（フジテレビ）
- 1月10日、4月5日 - 王者のゴルフ ジャンボ尾崎×石川遼（テレビ東京）
- 1月10日
  - ハプニング名珍場面 日本全国プレミア映像スペシャル
  - 超地球ミステリー特別企画「1秒の世界」第4弾 地球の大変化を1秒で見る驚愕ワールド!!（TBS）
- 1月11日 - クルム伊達公子 新たな挑戦〜38歳輝きの理由〜（テレビ東京）
- 1月12日 - 草なぎ剛の女子アナ2009〜女性芸能人とプライドを賭けて戦いますSP〜（フジテレビ）
- 1月12日、1月31日 - ニクーリンサーカスがやってくる!（テレビ東京）
- 1月18日、4月25日[注 8]、10月7日 - 使えるレシピSHOW!もったいない!エコレシピ名人 芸能界No.1決定戦（テレビ朝日）
- 1月18日、1月25日  - よせがき☆テレビ かいてみんけ↑（NHK金沢放送局）
- 2月3日 - ほんとにあった怖い話 冬の特別編2009（フジテレビ）
- 2月14日 - カリスマ先生大集合!熱血ティーチャー学園2009!（日本テレビ）[60]
- 3月1日 - 激動!世紀の大事件〜証言者たちが明かす全真相〜
- 3月8日 - 経済スペシャル 逆転の時代3（テレビ東京）
- 3月9日 - BBTスペシャル アントキの猪木が行く!!元気印の店（富山テレビ）
- 3月9日、9月24日 - 貧乏に負けるな!2男12女!ワケアリ大家族奮闘記（テレビ東京）
- 3月10日 - 最強ラーメン伝説（テレビ東京）
- 3月12日 - どこよりも超スゴい!ギネス世界記録公認!びっくり超人100連発（フジテレビ）
- 3月13日 - 独占!金曜日の告白!大ヒットに狂わされた壮絶人生スペシャル
- 3月14日
  - 千原兄弟の夜明け2（テレビ大阪）
  - 走快!北海道 オホーツクと花の旅（北海道テレビ）
- 3月15日、11月8日 - 行列のできる芸能人通販王決定戦（日本テレビ）
- 3月16日
  - 5000番組10万人総出演!!第12回がんばった大賞
  - 3夜連続歴史大河SP ローマ（日本テレビ）
- 3月20日
  - 踊る!大警察24時2009
  - 内山理名が往く 歴史ROMAN 産業遺産2（テレビ東京）
  - 石ちゃんと愉快な仲間達（テレビ東京）
- 3月22日 - お宝名場面アワード春(秘)シーン・ドキドキ映像&絶品グルメSP（テレビ朝日）
  - 10月3日、12月31日 - お宝名場面アワード
- 3月23日 
  - これが世界のスーパードクター10!（TBS）
  - 解禁!日本全国スゴイ女SP いきすぎビューティー大百科2（テレビ大阪）[61]
- 3月24日
  - 見も凍る決定的瞬間カメラの前で絶体絶命最新衝撃映像60連発（フジテレビ カスペ!）
- 3月24日 - 鍵穴4（フジテレビ）
- 3月25日 - ハマる!動画ネタ天国3（日本テレビ）
- 3月25日、12月26日 - マグロに賭けた男たち（テレビ朝日）
- 3月26日 - モクスペ 最終回伊東家の食卓復活SP
- 3月26日、8月22日、9月24日、12月29日 - 〜あらゆる世界を見学せよ〜潜入!リアルスコープ（フジテレビ）
- 3月27日、6月16日[注 6] - 時短生活ガイドSHOW (TBS)
- 2009年3月27日、2010年3月14日 - 雨上がりのモテカツ〜お笑い芸人×グラドル合コンSP（読売テレビ）
- 3月28日、6月16日 - 世界最強の勇者たち2（日本テレビ）
- 3月31日 
  - クイズ$ミリオネアみのもんたvs爆笑問題最終決戦スペシャル
  - もしもSP
  - 松任谷由実のオールナイトニッポンTV3
  - クイズタイムショック芸能界常識王決定戦
- 4月2日 - 東京マスメディア会議4
- 4月3日、10月7日 - あるわぁ（フジテレビ）
- 4月4日
  - 恋愛支持率（フジテレビ）
  - 特捜!まさかのルール（テレビ朝日）
  - テレ東 春コレ!（テレビ東京）
- 4月4日、10月3日 - オールスター感謝祭'09春、秋（TBS）
- 4月5日 - 世界の子供がSOS!THE★仕事人バンク マチャアキJAPAN（朝日放送）
- 4月5日、10月5日 - 主治医が見つかる診療所（テレビ東京）
- 4月7日 - 学べるニュースショー!!3時間SP
- 4月8日、12月31日 - 痛快!ビッグダディ（テレビ朝日）
- 4月9日、10月1日 - 名曲ベストヒット歌謡（テレビ東京）
- 5月2日、6月26日、11月8日 - VERSUS（テレビ朝日）
- 5月30日 - 浅草キッド時事魂!（BS-TBS）
- 6月23日、9月8日 - 仰天パニックシアター（テレビ東京）
- 6月27日
  - 人志松本のすべらない話ザ・ゴールデン
  - オトコの勝負散歩in戸田（テレビ東京）
- 7月1日、7月8日 - 東野・岡村の旅猿 プライベートでごめんなさい…
- 7月5日 - とび出せ!空想科学（フジテレビ）
- 7月20日
  - 気ままに寄り道 バイク旅〜初夏の瀬戸内・しまなみ海道編〜（NHK BS2）
  - トヨタECOスペシャル 地球不思議大紀行 生命の海の謎を追え!（日本テレビ）
- 7月25日
  - スポーツドキュメント 柔道〜挑戦者達の夏〜（テレビ東京）
  - テレビ東京開局45周年記念番組「独占生中継 第32回2009隅田川花火大会」
- 8月4日 - ビートたけしの絶対見ちゃいけないTV（TBS）
  - 12月28日 - ビートたけしのもう1回だけ見ちゃいけないTV（TBS）
- 8月5日、8月12日、8月19日、8月26日 - クイズなんでもNo.1決定戦（毎日放送）
- 8月7日 - ケータイで挑戦!ニュースで英会話 夏スペシャル
- 8月8日 - 小池栄子の世界TVランド 〜メコン川特集〜（NHK BS1）
- 8月10日 - 8月13日、ドキュメント20min.（NHK総合）
- 8月14日 - 究極ヒットパラダイス 〜アラフォー・エンドレス・サマー〜（NHK総合）
  - 12月24日 - 究極ヒットパラダイス 〜アラフォー・エンドレス・クリスマス〜（NHK総合）
- 8月15日
  - 全国戦没者追悼式（NHK総合、NHK BS2、ラジオ第一）
  - 日本の、これから
  - 東京カワイイ★TVパリデビューSP
  - 日本怪談百物語（NHK総合）
- 8月19日
  - ちょっと変だぞ!?日本の自然えーっあれが○○に?大変身スペシャル（NHK総合）
  - 不屈の者たちへ「奇跡のストッパー 人生のマウンドに立つ」（NHK総合）
- 8月21日 - 検索deゴー!とっておき世界遺産 第3弾（NHK総合）
- 8月22日
  - 天地人がやって来た!3レキジョ大集合（NHK総合）
  - 第41回[思い出のメロディー]（NHK総合）
  - 「ふ・た・り」〜マラソンランナー赤羽有紀子×コーチ赤羽周平〜（NHK総合）
- 8月28日 - きよしとこの夜 夏のスペシャル・リバイバル（NHK総合）
- 8月29日 - Seventeen夏の学園祭2009（BS-TBS）
- 8月29日、8月30日 - 24時間テレビ32「愛は地球を救う」
- 8月30日 - 沖縄トラッドライブ2009（NHK BShi）
- 9月4日 - ライオンSP第29回全国高等学校クイズ選手権
- 9月6日 - 全日本国民的美少女コンテスト（テレビ朝日）
- 9月17日 - くちこみっ!大捜索!!本当は教えたくない!?凄い占い師日本全国で発見しましたSP（フジテレビ）
  - 12月24日 - くちこみっ!大捜索2!!本当に凄い（秘）占い師テレビ解禁スペシャル!!（フジテレビ）
- 9月20日 - ハイスクールマンザイ2009（朝日放送）
- 9月21日
  - ニッポンの凄腕漁師（テレビ東京）
  - ものまねグランプリ予選会（日本テレビ）
- 9月21日-9月22日、TOKYO REAL GIRL〜トップモデルの素顔（NHK BS2）[62]
- 9月22日
  - キングオブコント2009
  - 秘湯ベスト10（テレビ東京）
  - 最強ラーメン伝説 これぞ必食のNo1決定戦!!（テレビ東京）
- 9月23日
  - JNN50周年記念8時だョ!全員集合SP
  - ディズニー・オン・クラシック スペシャル（テレビ東京）
  - 関根勤のゴルフギア馬鹿一代（テレビ東京）
  - 終わりなきゴルフ人生（テレビ東京）
  - どうしても食べたい!日本の丼BEST10（テレビ東京）
  - 欽ちゃんが有名人のお宅を直撃!住めば都!人情下町めぐり（テレビ東京）
  - 風になるまで走れ!〜爽快!おしゃれサイクリング〜（テレビ東京）
- 9月27日
  - 元祖!大食い王決定戦（テレビ東京）
- 9月29日
  - 爆笑そっくりものまね紅白歌合戦スペシャル
  - これが世界のスーパードクター11
- 9月30日 - あなたが聴きたい歌の3時間半SP（TBS）
- 10月1日
  - 農LIKE 農LIFE（フジテレビ）
  - 東京マスメディア会議5
- 10月2日 - 違和感体感バラエティ イリンクス（フジテレビ）
  - 12月25日 - 今夜気持ちよくなれる!快感映像Showイリンクス
- 10月3日 - 報道特捜!列島大発生謎の生物大追跡SP（テレビ朝日）
- 10月6日 - 女性版SASUKE最強美女No.1決定戦 KUNOICHI2009
- 10月6日、12月28日 - ラブログ（フジテレビ）
- 10月8日、12月27日 - クイズ!イマジニア（TBS）
- 10月9日
  - 超タイムショック芸能人最強クイズ王決定戦
  - 輝く命V（テレビ東京）
- 10月9日、2010年1月2日 - タカトシラベ（関西テレビ）[63]
- 10月10日 - 卍くりぃむVS芸能人卍卍爆笑どっきり大作戦卍上地雄輔ダマしたんで番組好感度最低ねSP
- 10月10日、12月22日 - 迷える子羊ちゃん（フジテレビ）
- 10月12日 - 「沖縄に移住した人」100人に聞きました（テレビ東京）
- 10月25日、11月7日 - 新エネルギー見聞録〜ぼくらの未来を地球温暖化から救え!（テレビ東京）
- 10月31日 - 教育フェア2009（NHK教育）
- 11月1日 - 嵐CHALLENGE★week 驚きの嵐!世紀の実験 学者も予測不可能SP生ライブ（日本テレビ）
- 11月7日 - 人志松本のすべらない話傑作選
- 11月14日、2010年3月27日 - カイロスの微笑（テレビ大阪）[64]
- 11月26日 - ベストヒット歌謡祭（読売テレビ）
- 11月28日 - 久米宏のTOKYO空の下（BS朝日）
- 11月28日、12月5日 - テレビほっかい堂水産北海道の海産物をあなたの食卓へ直送!（テレビ北海道）
- 11月30日 - ザ・プラチナチケット 〜君のために歌いたい〜（日本テレビ）
- 12月4日 - お笑い芸人どっきり王座決定戦スペシャル
- 12月5日
  - 赤十字シンポジウム2009「人を思いやる力〜キズナの傷んだ世界〜」（NHK教育）
  - 石川遼18歳の挑戦（日本テレビ）
  - テレビショッピング 北海道味の物産市!（札幌テレビ）
- 12月6日 - 日本サッカー再生計画!清水から世界へ!スペトレ軍団の挑戦（テレビ静岡）[65]
- 12月8日 - スポーツドキュメント『ザ・復活』（テレビ東京）
- 12月12日 - 小学生クラス対抗30人31脚
- 12月13日
  - さんま&SMAP!美女と野獣のクリスマススペシャル'09〜絶対に触れてはいけない〜禁断の都市伝説（日本テレビ）
  - あいのり同窓会スペシャル（フジテレビONE）
- 12月14日 - カノッサの屈辱2009（登龍門 (フジテレビ)）
- 12月16日 - THE 4TH KIND フォース・カインドのすべて（BS日テレ、BS朝日、BS-TBS、BSジャパン）
  - 12月18日 - THE 4TH KIND フォース・カインドのすべて（BSフジ）
- 12月18日 - くりぃむナントカ第6回ナントカ-1グランプリ（テレビ朝日）
- 12月20日
  - オートバックス M-1グランプリ2009決勝戦（朝日放送）
  - 日本有線大賞
  - 芸能界の告白（フジテレビ）
- 12月21日 - 桑田佳祐の音楽寅さん 〜MUSIC TIGER〜大傑作選もうすぐ寅年ガオー!スペシャル（フジテレビ）
- 12月22日
  - 動物園飼育係秘蔵映像一挙公開 こんにちは!動物の赤ちゃん2009（NHK総合）
  - 社長の決断〜中小企業・破綻と再生の記録（NHK総合）
  - ノストラダムス最後の大予言（日本テレビ）
  - カリスマ白書II（TBS）
- 12月23日
  - プロ野球戦力外通告（TBS）
  - ビートたけしの禁断のスクープ大暴露!!超常現象マル秘Xファイル（テレビ朝日）[66]
- 12月24日
  - 歳の差ナント100歳!ひとつ屋根の下5世代一家9人の大家族（NHK総合）
  - 明石家サンタの史上最大のクリスマスプレゼントショー
  - いきなり!黄金伝説。日本全国の北と南と東と西で0円生活伝説の食材をGETせよ!!サバイバル芸人No.1決定戦
- 12月25日
  - ミステリーロマン 古代エジプト（NHK総合）
  - クリスマスの約束
  - 爆笑問題の検索ちゃん復活ネタ祭りSP
  - さんまの笑顔映像グランプリ2009（フジテレビ）
  - 怒りオヤジ3オヤジ祭りSP
- 12月26日
  - 人志松本のすべらない話 5周年突破記念 夢のオールスター戦MVP大集合スペシャル（フジテレビ）
  - ロンドンブーツ 芸能界悲惨なNEWSアワードSP2009（テレビ朝日）
  - 年末年始はおまかせ!! 徹底捜査!家庭のお悩み研究所2（関西テレビ）
- 12月27日
  - スポーツハイライト2009（NHK総合）
  - サラリーマンNEOウインタースペシャル2009（NHK総合）
  - ものまねグランプリ 〜ザ・トーナメント〜
  - 実録!全国警察24時（TBS）
  - 報道A（フジテレビ）
  - 1億人の頂点は誰?発表!全日本カラオケグランプリ2009（TBS）
  - ガリレオからの挑戦（フジテレビ）
  - 中居正広・朝まで野球魂（テレビ朝日）
  - タカトシ温水の世田谷線路地裏食べまくり旅（フジテレビ）
  - 旅の香り特別企画「食の都でおかわり連発!日本に生まれてよかったSP
  - ぶらっとランキング 2009（関西テレビ）
- 12月28日
  - ニュースハイライト2009（NHK総合）
  - DOORS 2009厳冬
  - 爆笑 大日本アカン警察（フジテレビ）
  - さんま・清の夢競馬2009
  - 美しき青木ド・ナウSP
  - 谷口きよこの今年もしゃべりっぱなし365（KBS京都）
- 12月29日
  - ゴールデン・ゴシップ（関西テレビ）
  - 2010+ 未来へのエンジン（BS日テレ）[67]
- 12月30日
  - タイムスクープハンタースペシャル 決死の脱出行（NHK総合）
  - 第51回 輝く!日本レコード大賞
  - 間寛平アースマラソン1周年記念生SP（日本テレビ）
  - さんま&EXILEの世界に一つだけの歌（朝日放送）
  - おとなのバンド大賞2009（テレビ東京）
  - 笑って暴れて年忘れ 吉本SP2009（関西テレビ）
- 12月30日 - 2010+ 未来へのエンジン（BS朝日）[67]
- 12月31日 - 大みそかシネマスペシャル 続サラリーマン忠臣蔵（テレビ東京）

### 複数回放送のシリーズ
- 2008年12月27日 - 2009年1月4日、ミニミニさまぁ〜ず（テレビ東京）
- 2008年12月28日 - 2009年1月2日、新・日本百景 100年後に残したい日本の姿

- 1月1日
  - 2009年新春生放送!年の初めはさだまさし
  - 東西対抗 今年も元気だ!いよっ!日本一スペシャル
  - 初笑い!オールスター昭和なつかし亭〜勢揃い!昭和の名人達、至芸の大競演〜（NHK BS2）
  - 正月恒例!伊東四朗のすし!丼!ラーメン!（TBS）
  - 第42回初詣!爆笑ヒットパレード2009
  - 第46回新春かくし芸大会2009
  - 新春 鶴瓶大新年会（フジテレビ）
  - 新春ピンクカーペット
  - 新春ホワイトカーペット
  - 新春ゴールデンピンクカーペットSP
  - 最強運2009今年の運勢全部見せます
  - 初日の出ニッポン 富士山上空おめでとう完全中継!年越し列島 新春芸能界撮って出し!（テレビ朝日）
  - 心に残るニッポンの歌 新春5時間スペシャル（テレビ朝日）
  - 志村&所の戦うお正月芸能界（秘）ライバル激突仁義なき頂上決戦2009
  - 芸能人格付けチェックこれが真の一流品だ!2009お正月スペシャル（朝日放送）
  - 今年も生だよ!新春7時間笑いっぱなし伝説〜2009年最も売れる吉本No.1芸人は誰だ！？〜
  - 仲間由紀恵の蒼い地球3〜今、守りたい…日本の四季と世界遺産〜
  - 日本の伝統色8 〜自然の恵みと逢える色〜（BSジャパン）
- 1月1日 - 1月3日、Tokyo天空散歩（テレビ東京）
- 1月1日、9月16日 - 極嬢ヂカラ（テレビ東京）
- 1月1日 - 朝までたけし的ショー 09新春 たけスポ!!（テレビ朝日）
  - 12月30日 - ビートたけし&たけし軍団プレゼンツ「朝までたけし的ショー」“09年大総決算SP!!”（テレビ朝日）
- 1月2日
  - 新春!豪華芸人大集合ブサイク男爵は誰だ!?（関西テレビ）
  - 日本ど真ん中!三枝のグルメご当地料理自慢9[68]
  - 関根&優香の笑うお正月2009
  - 世界の村で発見!こんなところに日本人（朝日放送）
  - 夢対決2009 とんねるずのスポーツ王は俺だ!10周年5時間スペシャル
  - 志村&鶴瓶のあぶない交遊録12
- 1月3日 - 最強の男は誰だ!壮絶筋肉バトル!! スポーツマンNo.1決定戦 XXX VIII（TBS）
- 1月3日 - 直前で消えた最終候補 もしものBパターン!（TBS）
  - 7月27日 - まさかのBパターン研究所
- 1月3日 - 史上空前!! 笑いの祭典 ザ・ドリームマッチ 09
  - 8月9日 - 史上空前!!笑いの祭典 ザ・ドリームマッチ真夏の若手芸人祭り09（TBS）
- 1月4日
  - 天地人がやって来た!〜“愛”の源は“食”にあり〜（NHK）
  - さんま・玉緒のお年玉あんたの夢をかなえたろかスペシャル
  - プロ野球オールスタースポーツフェスティバル
- 1月5日
  - ネオコラ!東京環境会議2
  - 中居正広のスーパー★ドラマフェスティバル2009新春D-1グランプリ
- 1月6日、6月9日、10月6日 - 世界おもしろ珍メダル バカデミービデオ大賞（フジテレビ）
- 1月8日 - 徳光和夫の感動再会"逢いたい"芸能人SP
  - 3月19日 - 徳光和夫の感動再会 またいつか逢いたい…スペシャル
  - 10月8日 - 徳光和夫の感動再会逢いたい!涙・涙・涙の3時間スペシャル!
- 1月10日、4月5日 - 王者のゴルフ ジャンボ尾崎×石川遼（テレビ東京）
- 1月10日
  - ハプニング名珍場面 日本全国プレミア映像スペシャル
  - 超地球ミステリー特別企画「1秒の世界」第4弾 地球の大変化を1秒で見る驚愕ワールド!!（TBS）
  - 情報整理バラエティー ウソバスター!（テレビ朝日）
- 1月11日 - クルム伊達公子 新たな挑戦〜38歳輝きの理由〜（テレビ東京）
- 1月12日、2009年1月31日 - ニクーリンサーカスがやってくる!（テレビ東京）
- 1月12日
  - 草なぎ剛の女子アナ2009〜女性芸能人とプライドを賭けて戦いますSP〜（フジテレビ）
  - 旅のココロ 石ちゃん新庄の絶対美味しい!感動グルメツアー!!（九州朝日放送）
- 1月19日 - 1月24日、9月14日 -  9月18日、前説王（テレビ朝日）[69]
- 2月3日 - ほんとにあった怖い話 冬の特別編2009 芸能界緊急除霊スペシャル（フジテレビ）
  - 8月25日 - ほんとにあった怖い話 10周年記念 京都パワースポットツアーSP
- 2月11日 - 感動!北の大自然スペシャル 森のラブレター 倉本聰が贈る，果てしない命の物語（TBS）
- 2月13日、6月30日、10月20日 - わかるテレビ
- 2月14日
  - 盛岡から生放送!凍てつく夜もさだまさし
  - カリスマ先生大集合!熱血ティーチャー学園2009!（日本テレビ）[60]
- 2月16日 - 主治医が見つかる診療所3時間スペシャル
- 2月20日 - 世界の絶景100選ついに決定!死ぬまでに見たい100の絶景と地球一絶景大発表スペシャル（フジテレビ）
- 2月25日 - それゆけ!7ちゃん 地デジショッピング（テレビ東京）
- 2月28日 - ユメミル、局アナHTB（北海道テレビ）
- 3月1日 - 旭山動物園日記2009（北海道テレビ）
- 3月8日 - 経済スペシャル 逆転の時代3（テレビ東京）
- 3月10日 - 最強ラーメン伝説（テレビ東京）
- 3月12日、9月22日 - どこよりも超スゴい!ギネス世界記録公認!びっくり超人100連発（フジテレビ）
- 3月13日 - 独占!金曜日の告白!大ヒットに狂わされた壮絶人生スペシャル
- 3月13日、7月3日、10月23日 - さんま&くりぃむの芸能界(秘)個人情報グランプリ（フジテレビ）
- 3月14日
  - 千原兄弟の夜明け2（テレビ大阪）
  - 走快!北海道 オホーツクと花の旅（北海道テレビ）
- 3月15日、11月8日 - 行列のできる芸能人通販王決定戦（日本テレビ）
- 3月16日
  - 5000番組10万人総出演!!第12回がんばった大賞
  - 3夜連続歴史大河SP ローマ（日本テレビ）
- 3月17日、10月6日 - ココリコミリオン家族スペシャル
- 3月20日
  - 内山理名が往く 歴史ROMAN 産業遺産2（テレビ東京）
  - 石ちゃんと愉快な仲間達（テレビ東京）
- 3月22日 - お宝名場面アワード春(秘)シーン・ドキドキ映像&絶品グルメSP（テレビ朝日）
  - 10月3日、12月31日 - お宝名場面アワード
- 3月20日、10月11日 - 踊る!大警察24時2009
- 3月23日 
  - これが世界のスーパードクター10!（TBS）
  - 解禁!日本全国スゴイ女SP いきすぎビューティー大百科2（テレビ大阪）[61]
- 3月24日 - 見も凍る決定的瞬間カメラの前で絶体絶命最新衝撃映像60連発（フジテレビ カスペ!）
- 3月24日 - 鍵穴4（フジテレビ）
  - 9月29日 - 鍵穴5
- 3月25日
  - ハマる!動画ネタ天国3（日本テレビ）
  - マグロに賭けた男たち（テレビ朝日）
- 3月26日 - モクスペ 最終回伊東家の食卓復活SP
- 3月26日、8月22日、9月24日、12月29日 - 〜あらゆる世界を見学せよ! 潜入!リアルスコープ〜（フジテレビ）
- 3月27日、6月16日[注 6] - 時短生活ガイドSHOW（TBS）
- 3月27日、2010年3月14日 - 雨上がりのモテカツ〜お笑い芸人×グラドル合コンSP（読売テレビ）
- 3月28日 - 世界最強の勇者たち2（日本テレビ）
- 3月30日 - 世にも奇妙な物語 春の特別編2009
- 3月31日 
  - クイズ$ミリオネアみのもんたvs爆笑問題最終決戦スペシャル
  - もしもSP
  - 松任谷由実のオールナイトニッポンTV3
  - クイズタイムショック芸能界常識王決定戦（テレビ朝日）
- 4月2日 - 東京マスメディア会議4
- 4月3日、10月7日 - あるわぁ（フジテレビ）
- 4月4日
  - 恋愛支持率（フジテレビ）
  - 特捜!まさかのルール（テレビ朝日）
  - テレ東 春コレ!（テレビ東京）
- 4月5日 - 世界の子供がSOS!THE★仕事人バンク マチャアキJAPAN（朝日放送）
- 4月5日、10月5日 - 主治医が見つかる診療所（テレビ東京）
- 4月7日 - 学べるニュースショー!!3時間SP
- 4月8日 - 大グータンヌーボ（関西テレビ）
- 4月8日、12月31日 - 痛快!ビッグダディ（テレビ朝日）
- 4月14日 - 衝撃スクープ裏のウラ 全部ホンモノ最強版!!IX
- 5月30日、9月26日 - 浅草キッド時事魂!（BS-TBS）
- 6月7日 - 脳テレ〜あたまの取扱説明書（トリセツ）〜（仙台放送）
- 6月27日
  - 人志松本のすべらない話 ザ・ゴールデン（フジテレビ）
  - オトコの勝負散歩in戸田（テレビ東京）
  - 世界一受けたい授業!ベストセラー1億冊から学ぶ上半期使える知識ベスト100（日本テレビ）
- 7月1日、7月8日 - 東野・岡村の旅猿 プライベートでごめんなさい…
- 7月4日 - とびだせ!空想科学〜アニメの世界を大実験SP〜（テレビ静岡）
- 7月20日
  - 気ままに寄り道 バイク旅〜初夏の瀬戸内・しまなみ海道編〜（NHK BS2）
  - トヨタECOスペシャル 地球不思議大紀行 生命の海の謎を追え!（中京テレビ）
  - 富士通“夢をかたちに”スペシャル 20世紀スポーツ名勝負 ライバル伝説…光と影（TBS）
- 7月25日
  - スポーツドキュメント 柔道〜挑戦者達の夏〜（テレビ東京）
  - テレビ東京開局45周年記念番組「独占生中継 第32回2009隅田川花火大会」
- 8月4日 - ビートたけしの絶対見ちゃいけないTV（TBS）
  - 12月28日 - ビートたけしのもう1回だけ見ちゃいけないTV（TBS）
- 8月5日、8月12日、8月19日、8月26日 - クイズなんでもNo.1決定戦（毎日放送）
- 8月7日 - ケータイで挑戦!ニュースで英会話 夏スペシャル
- 8月8日 - 小池栄子の世界TVランド 〜メコン川特集〜（NHK BS1）
- 8月10日 - 8月13日、ドキュメント20min.（NHK総合）
- 8月14日 - 究極ヒットパラダイス 〜アラフォー・エンドレス・サマー〜（NHK総合）
  - 12月24日 - 究極ヒットパラダイス 〜アラフォー・エンドレス・クリスマス〜（NHK総合）
- 8月15日
  - 全国戦没者追悼式（NHK総合、NHK BS2、ラジオ第1）
  - 日本怪談百物語（NHK総合）
- 8月19日
  - ちょっと変だぞ!?日本の自然えーっあれが○○に?大変身スペシャル（NHK総合）
  - 不屈の者たちへ「奇跡のストッパー 人生のマウンドに立つ」（NHK総合）
- 8月21日 - 検索deゴー!とっておき世界遺産 第3弾（NHK総合）
- 8月22日
  - 天地人がやって来た!3レキジョ大集合（NHK総合）
  - 第41回思い出のメロディー（NHK総合）
  - 「ふ・た・り」〜マラソンランナー赤羽有紀子×コーチ赤羽周平〜（NHK総合）
- 8月28日 - きよしとこの夜夏のスペシャル・リバイバル（NHK総合）
- 8月29日 - Seventeen夏の学園祭2009（BS-TBS）
- 8月29日、8月30日 - 24時間テレビ32愛は地球を救う
- 8月30日 - 沖縄トラッドライブ2009（NHK BShi）
- 9月4日 - ライオンSP第29回全国高等学校クイズ選手権
- 9月6日 - 全日本国民的美少女コンテスト（テレビ朝日）
- 9月17日 - くちこみっ!大捜索!!本当は教えたくない!?凄い占い師日本全国で発見しましたSP（フジテレビ）
  - 12月24日 - くちこみっ!大捜索2!!本当に凄い（秘）占い師テレビ解禁スペシャル!!（フジテレビ）
- 9月20日 - ハイスクールマンザイ2009（朝日放送）
- 9月21日
  - ニッポンの凄腕漁師（テレビ東京）
  - ものまねグランプリ予選会（日本テレビ）
- 9月21日、9月22日 - TOKYO REAL GIRL〜トップモデルの素顔（NHK BS2）[62]
- 9月22日
  - キングオブコント2009（TBS）
  - 秘湯ベスト10（テレビ東京）
  - 最強ラーメン伝説 これぞ必食のNo1決定戦!!（テレビ東京）
- 9月23日
  - JNN50周年記念8時だョ!全員集合SP（TBS）
  - ディズニー・オン・クラシック スペシャル（テレビ東京）
  - 関根勤のゴルフギア馬鹿一代（テレビ東京）
  - 終わりなきゴルフ人生（テレビ東京）
  - どうしても食べたい!日本の丼BEST10（テレビ東京）
  - 欽ちゃんが有名人のお宅を直撃!住めば都!人情下町めぐり（テレビ東京）
  - 風になるまで走れ!〜爽快!おしゃれサイクリング〜（テレビ東京）
- 9月24日 - 貧乏に負けるな!2男12女!ワケアリ大家族奮闘記（テレビ東京）
- 9月27日
  - 元祖!大食い王決定戦（テレビ東京）
- 9月29日
  - 爆笑そっくりものまね紅白歌合戦スペシャル
  - これが世界のスーパードクター11
- 9月30日 - あなたが聴きたい歌の3時間半SP（TBS）
- 10月1日
  - 農LIKE 農LIFE（フジテレビ）
  - 東京マスメディア会議5
  - 名曲ベストヒット歌謡（テレビ東京）
- 10月2日 - 違和感体感バラエティ イリンクス（フジテレビ）
  - 12月25日 - 今夜気持ちよくなれる!快感映像Showイリンクス
- 10月3日
  - オールスター感謝祭 '09秋
  - 報道特捜!列島大発生謎の生物大追跡SP（テレビ朝日）
- 10月6日 - 女性版SASUKE最強美女No.1決定戦 KUNOICHI2009
- 10月6日、12月28日 - ラブログ（フジテレビ）
- 10月8日、12月27日 - クイズ!イマジニア（TBS）
- 10月9日
  - 超タイムショック芸能人最強クイズ王決定戦
  - 輝く命V（テレビ東京）
- 10月9日、2010年1月2日 - タカトシラベ（関西テレビ）[63]
- 10月10日 - 卍くりぃむVS芸能人卍卍爆笑どっきり大作戦卍上地雄輔ダマしたんで番組好感度最低ねSP
- 10月10日、12月22日 - 迷える子羊ちゃん（フジテレビ）
- 10月12日 - 「沖縄に移住した人」100人に聞きました（テレビ東京）
- 10月25日、11月7日 - 新エネルギー見聞録〜ぼくらの未来を地球温暖化から救え!（テレビ東京）
- 10月31日 - 教育フェア2009
- 11月1日 - 嵐CHALLENGE★week 驚きの嵐!世紀の実験 学者も予測不可能SP生ライブ（日本テレビ）
- 11月7日 - 人志松本のすべらない話傑作選
- 11月14日、2010年3月27日 - カイロスの微笑（テレビ大阪）[64]
- 11月22日 - たけしの日本教育白書2009ニッポン人の忘れもの
- 11月26日 - ベストヒット歌謡祭（読売テレビ）
- 11月28日、12月05日 - テレビほっかい堂水産北海道の海産物をあなたの食卓へ直送!（テレビ北海道）
- 12月4日 - お笑い芸人どっきり王座決定戦スペシャル
- 12月5日
  - 赤十字シンポジウム2009「人を思いやる力〜キズナの傷んだ世界〜」（NHK教育）
  - 石川遼18歳の挑戦（日本テレビ）
  - テレビショッピング 北海道味の物産市!（札幌テレビ）
- 12月6日 - 日本サッカー再生計画!清水から世界へ!スペトレ軍団の挑戦（テレビ静岡）[65]
- 12月8日 - スポーツドキュメント『ザ・復活』（テレビ東京）
- 12月12日 - 小学生クラス対抗30人31脚
- 12月13日
  - さんま&SMAP!美女と野獣のクリスマススペシャル'09〜絶対に触れてはいけない〜禁断の都市伝説（日本テレビ）
  - あいのり同窓会スペシャル（フジテレビONE）
  - 志村けんの激ウマ列島（テレビ朝日）
- 12月14日 - カノッサの屈辱2009（登龍門 (フジテレビ)）
- 12月16日 - THE 4TH KIND フォース・カインドのすべて（BS日テレ、BS朝日、BS-TBS、BSジャパン）
  - 12月18日 - THE 4TH KIND フォース・カインドのすべて（BSフジ）
- 12月18日 - くりぃむナントカ第6回ナントカ-1グランプリ（テレビ朝日）
- 12月20日
  - オートバックス M-1グランプリ2009決勝戦（朝日放送）
  - 日本有線大賞（TBS）
  - 芸能界の告白（フジテレビ）
- 12月21日 - 桑田佳祐の音楽寅さん 〜MUSIC TIGER〜大傑作選もうすぐ寅年ガオー!スペシャル（フジテレビ）
- 12月22日
  - 動物園飼育係秘蔵映像一挙公開 こんにちは!動物の赤ちゃん2009（NHK総合）
  - 社長の決断〜中小企業・破綻と再生の記録（NHK総合）
  - ノストラダムス最後の大予言（日本テレビ）
  - カリスマ白書II（TBS）
- 12月23日
  - プロ野球戦力外通告（TBS）
  - ビートたけしの禁断のスクープ大暴露!!超常現象マル秘Xファイル（テレビ朝日）[66]
- 12月24日
  - 歳の差ナント100歳!ひとつ屋根の下5世代一家9人の大家族（NHK総合）
  - 明石家サンタの史上最大のクリスマスプレゼントショー
  - いきなり!黄金伝説。日本全国の北と南と東と西で0円生活伝説の食材をGETせよ!!サバイバル芸人No.1決定戦
- 12月25日
  - ミステリーロマン 古代エジプト（NHK総合）
  - クリスマスの約束
  - 爆笑問題の検索ちゃん復活ネタ祭りSP
  - さんまの笑顔映像グランプリ2009（フジテレビ）
  - 怒りオヤジ3オヤジ祭りSP
- 12月26日
  - 人志松本のすべらない話 5周年突破記念 夢のオールスター戦MVP大集合スペシャル（フジテレビ）
  - ロンドンブーツ 芸能界悲惨なNEWSアワードSP2009（テレビ朝日）
  - 年末年始はおまかせ!! 徹底捜査!家庭のお悩み研究所2（関西テレビ）
- 12月27日
  - スポーツハイライト2009（NHK総合）
  - サラリーマンNEOウインタースペシャル2009（NHK総合）
  - ものまねグランプリ 〜ザ・トーナメント〜
  - 実録!全国警察24時（TBS）
  - 報道A（フジテレビ）
  - 1億人の頂点は誰?発表!全日本カラオケグランプリ2009（TBS）
  - ガリレオからの挑戦（フジテレビ）
  - 芸人大喜利王決定戦 IPPONグランプリ（フジテレビ）
  - 中居正広・朝まで野球魂（テレビ朝日）
  - タカトシ温水の世田谷線路地裏食べまくり旅（フジテレビ）
  - 旅の香り特別企画「食の都でおかわり連発!日本に生まれてよかったSP
  - ぶらっとランキング 2009（関西テレビ）
- 12月28日
  - ニュースハイライト2009（NHK総合）
  - DOORS 2009厳冬
  - さんま・清の夢競馬2009
  - 美しき青木ド・ナウSP
  - 谷口きよこの今年もしゃべりっぱなし365（KBS京都）
- 12月29日
  - 中居正広の超一流アスリートVS芸能人スペシャル2（日本テレビ）
  - お笑いDynamite!09
  - オールザッツ漫才
  - 池上彰の学べる!!ニュースショー!SP（テレビ朝日）
  - 朝まで生つるべ
  - 日本七大ミステリー歴史を動かした愛憎SP（テレビ東京）[70]
  - ミニアナSP（北海道放送）
  - ゴールデン・ゴシップ（関西テレビ）
  - 2010+ 未来へのエンジン（BS日テレ）
- 12月30日
  - タイムスクープハンタースペシャル 決死の脱出行（NHK総合）
  - 第51回 輝く!日本レコード大賞
  - 間寛平アースマラソン1周年記念生SP（日本テレビ）
  - さんま&EXILEの世界に一つだけの歌（朝日放送）
  - おとなのバンド大賞2009（テレビ東京）
  - 笑って暴れて年忘れ 吉本SP2009（関西テレビ）
- 12月30日 - 2010+ 未来へのエンジン（BS朝日）[67]
- 12月31日
  - 第60回NHK紅白歌合戦
  - ゆく年くる年（NHK総合）
  - ETV50もう一度見たい教育テレビフィナーレ&リクエスト上位番組アンコール（NHK教育）
  - N響“第9”演奏会（NHK教育）
  - デタラメ（フジテレビ）
  - 格闘技史上最大の祭典 FieLDS Dynamite!!
  - 全国おもしろニュースグランプリ
  - 吉本お笑いオーケストラ
  - 激論!2010年 混迷ニッポンの未来（仮、テレビ朝日）
  - 大みそかドラえもん 映画30周年全部見せますスペシャル
  - 年忘れにっぽんの歌（テレビ東京）
  - 東急ジルベスターコンサート2009-2010（テレビ東京）
  - シリーズ13億人の深層 第3章 天空の教室 中国四川省・標高3000mの希望（テレビ大阪）[71]

### レギュラー番組の拡大版スペシャル
テレビ番組の項目に拡大版の記述があるものを除く。拡大版の記述がある番組は、各番組の項も参照。
- 1月1日
  - 謹賀ラジかるッ2009（日本テレビ）
  - 笑点お正月スペシャル（日本テレビ）
  - 美の巨人たちSP（テレビ東京）
- 1月3日
  - 皇室アルバム新春SP 天皇陛下と皇后さま ご成婚から半世紀 〜お子さま方の笑顔に包まれて〜
  - 知っとこ!SP 魅惑の開運ツアーinマカオ&香港
  - 風街みなと新春SP 楽園の休日
  - 親子クラブ お正月スペシャルふしぎな石の恋物語
  - ゴールドハウスSP
- 1月4日
  - 週刊!健康カレンダー カラダのキモチ あなたのお悩みモ〜安心! ○秘仕事力アップ健康脳トレ!
  - 笑っていいとも!増刊号あけおめSP
  - ボクらの時代〜笑う門には親子の絆〜
  - アナ★バン!新春1時間SP
- 1月10日 - ランク王国モーモーパニックSP（TBS）
- 1月14日 - 日本史サスペンス劇場 特別版東大落城 安田講堂36時間の攻防戦…40年の真相（日本テレビ）
- 1月17日 - Rie Ism Golfスペシャル（テレビ東京）
- 3月9日 - BBTスペシャル アントキの猪木が行く!!元気印の店（富山テレビ）
- 3月11日 - 今夜は超豪華総決算! 久米宏のテレビってヤツばっかり!?（毎日放送）
- 3月15日 - 探偵!ナイトスクープ ザ・ゴールデン
- 3月18日 - 水曜ノンフィクション2時間SP（TBS）
- 3月19日 - TIM神様の宿題 最終回スペシャル（中国放送）
- 3月20日 
  - ぐるぐるナインティナイン木曜日へお引越しSP
  - ドリーム・プレス社最終回SP
- 3月21日
  - 春一番だヨ!ユメイロ。スペシャル!（北海道放送）
  - 天才!志村どうぶつ園SP
  - エンタの神様SP
  - 恋のから騒ぎご卒業SP
- 3月24日
  - KDDIpresents Music Loversドリームライブ2009（日本テレビ）
  - 嵐の実験くん&宿題くん
- 3月25日 - アイドリング!!! 新たなる旅立んグ!!SP
- 3月27日
  - 金曜ロードショー「ルパン三世VS名探偵コナン」
  - 太田光の私が総理大臣になったら…秘書田中。スペシャル
  - 「バンバンバン」ナビ (毎日放送)
- 3月28日 - そらナビ全国ネット!来週から金曜ヒルですSP
- 3月30日、4月7日、4月14日、4月21日、4月28日 - ドライブ A GO!GO! ミニ枠（テレビ東京）
- 3月30日 - 世界まる見え!テレビ特捜部2009春SP
- 3月31日 - カトパンファイナル2時間SP
- 4月1日 - クイズ$ミリオネアみのもんたvs爆笑問題最終決戦スペシャル
- 4月2日 - 関口宏の東京フレンドパークII
- 4月3日 - ホンネの殿堂!!紳助にはわかるまいっ（フジテレビ）
- 4月4日
  - 50周年記念ハイパーバラエティウィーク オールスター感謝祭09
  - 木村拓哉の全力坂ノーカット完全版
- 4月7日 - 学べる!!ニュースショー!3時間
- 4月8日 - 大グータンヌーボ（関西テレビ）
- 4月10日 - VS嵐〜最強王者決定戦（フジテレビ）
- 4月11日
  - 世界一受けたい授業2009春の人気番組新番組SP（日本テレビ）
  - めちゃ×2イケてるッ!春スペシャル
- 4月12日 - ザ!鉄腕!DASH!!SP
- 6月20日 - 知っトク!サタデーSP（北海道テレビ）
- 6月21日 - ゴッドタン第6回マジ歌選手権SP
- 7月5日 - モヤモヤさまぁ〜ず2inハワイSP
- 8月1日
  - となりの子育て夏スペシャルどうすればいいの? 子どもの“苦手”
  - めざせ!会社の星 夏スペシャル出発!「オンナ磨き・オトコ磨き」バスツアー
  - さまぁ〜ず×さまぁ〜ず×ブルーマン
- 8月2日 - ことばおじさんのナットク日本語塾アナウンサーの方言スペシャル
- 8月6日 - チャンピオンズ特別編 ガーデニング王決定戦
- 8月8日 - やりすぎ都市伝説予習復習スペシャル（テレビ東京）
- 8月17日
  - 鶴瓶の家族に乾杯スペシャル 〜台湾〜
  - 爆笑問題のニッポンの教養スペシャル爆笑問題×東京藝術大学
- 8月15日 - 東京カワイイ★TVパリデビューSP
- 8月22日 -  パフォー!〜PAPHOOO SUMMER FESTIVAL 2009〜（NHK総合、8月24日BS2）
- 8月22日 - ヒミツのちからんど夏特集 廃校に再び“灯光日”を
- 8月28日 - 住まい自分流スペシャル 発表!DIY大賞2009（NHK教育）
- 9月12日
  - S-1バトル王者芸人 怒り人を笑わせろSP（日本テレビ）
  - デュエペン映画ケシて見逃せないカスカスの見どころ大発表SP（テレビ東京）
- 9月20日 - 秋の珍百景&旅の香りコラボスペシャル
- 9月28日 - ネプリーグ芸能界超常識王決定戦
- 10月10日
  - キズナ食堂SP
  - 記録よりも記憶に残るフジテレビの笑う50年 〜めちゃ×2オボえてるッ!〜
- 10月11日 - 飛び出せ!科学くん 驚愕!最凶の危険生物大図鑑スペシャル
- 10月12日（初回）、11月23日 - ザ・逆流リサーチャーズSP
- 10月13日 - リンカーン祝4周年 笑欲の秋スペシャル!
- 10月14日 - 大緊張バトルゲーム かんたんスタジアム
- 10月15日 - 夢の競演!木曜コラボ 関口宏の東京フレンドパークII×ウンナン極限ネタバトル!ザ・イロモネア 3時間ブチ抜きSP!
- 10月22日
  - VS嵐2時間SP
  - ヒミツの嵐ちゃん2時間SP（TBS）
- 10月24日 - ワンセグランチボックス青山スペシャル（NHK教育）
- 12月5日
  - ちい散歩'09年末大感謝祭〜ヒット商品売り上げベスト30一挙発表!
  - 都のかほりスペシャル
- 12月14日 - HEY!HEY!HEY! MUSIC CHAMP名曲紅白歌合戦!
- 12月15日
  - もうすぐ紅白!ここが見どころ生放送スペシャル（NHK総合）
  - 日テレ系音楽の祭典 ベストアーティスト2009
- 12月16日 - ナイナイプラス パリ参上ツイてるねノッてるねSP（日本テレビ）
- 12月17日 - ありえへん∞世界スペシャル
- 12月21日
  - ズームインSUPER!NG投稿映像152 発クリスマス爆笑スペシャル
  - エンタメコロシアムSP（TBS）
- 12月23日
  - EXILE GENERATIONクリスマスSP
  - 芸能界のダメットさん（読売テレビ）
  - 笑っていいとも!クリスマス特大号
- 12月24日
  - ぐるナイゴチ10SP
  - 鬼の居ぬまに浜ちゃんが!SP（読売テレビ）
  - 和風総本家2時間SP
- 12月25日
  - 年末も悪いヤツらを眠らせるな!「特命記者スペシャル2009」（日本テレビ）
  - キンスマ波瀾万丈SP
  - ホンネの殿堂!!紳助にはわかるまいっ2時間SP
  - ミュージックステーションスーパーライブ
- 12月26日
  - 天才!志村どうぶつ園SP
  - エンタの神様新ネタ&傑作選2時間SP
  - 情報7days ニュースキャスター4時間30分SP
  - 出没!アド街ック天国 年末3時間スペシャル 東海道BEST50
  - ヨーロッパ水紀行Special オーストリア・ドイツの旅（BS日テレ）
- 12月27日
  - スポーツハイライト2009（NHK総合）
  - ヨーロッパ水紀行Special イタリアの旅（BS日テレ）
- 12月28日 - BSフジイ☆武道館LIVE 決定スペシャル（BSフジ）
- 12月29日
  - 魔女たちの22時SP
  - お試しかっ!年忘れSP
  - オレワン史上最強決定戦SP
  - たけしのコマ大数学科恋する数学!ベストカップル決定戦!
  - ノブナガGO☆TOダウンロード
- 12月30日
  - 紅白歌合戦 AtoZ（NHK総合）
  - ザ!世界仰天ニュース5時間半SP
  - さんま・福澤のホンマでっか!?ニュース大予言4時間30分SP
  - 「めざましテレビpresents 高島彩のつながるわ〜るど」〜世界に届いた!ぼくらのミライデアート〜
  - すぽると!感動大賞2009『感極まった瞬間100連発』
  - モヤモヤさまぁ〜ず2 無謀な挑戦 年末編（テレビ東京）
  - よ〜いドン!となりの人間国宝さんSP（関西テレビ）
  - 大炎上baseなんぼなんでも気が早い!ナマやから早すぎた大晦日SP!!base芸能人推定130人総出演（関西テレビ）
- 12月31日
  - ダウンタウンのガキの使いやあらへんで!!絶対に笑ってはいけないホテルマン24時
  - CDTV年越しスペシャル（TBS）
  - 奇跡体験!アンビリバボー大晦日一夜限りの衝撃生放送スペシャル
  - 大晦日だよ!ドラえもん30周年記念SP
  - 年越し雑学王
  - ルビコンの決断鳩山由紀夫内閣SP
  - たかじん胸いっぱいpresents 祝!たかじん還暦 芸能界!政治!音楽!オレの人生言いたい放題スペシャル
  - BS日本・こころの歌謹賀新年スペシャル2010

すイエんサー（NHK総合）
1. 6月7日 - すいエんサースペシャル
2. 8月20日 - 夏休みだから、すイエんサー!スペシャル
3. 12月27日 - すいエんサー年末冬休みスペシャル

秘密のケンミンSHOW
1. 3月26日 - 秘密のケンミンSHOW 春の大カミングアウト祭り
2. 6月18日 - 秘密のケンミンSHOW夏まで待てない!超興奮の大カミングアウト祭り!

さんまのSUPERからくりTV
1. 春の豪華版!さんまのSUPERからくりTV超特大号（TBS）総集編
2. 10月4日 - 秋の豪華版!さんまのSUPERからくりTV超特大号

どうぶつ奇想天外!!
1. 3月22日 - 超どうぶつ奇想天外!! 永久保存版!全15年間 動物たちに大感謝SP
2. 3月29日 - 超どうぶつ奇想天外!! 永久保存版!15年間の貴重映像総決算SP

全国一斉!日本人テスト
1. 3月19日 - 全国一斉!日本人テスト 面倒な手間をスッキリ!今すぐマネしたい知恵100連発SP
2. 4月2日 -

とんねるずのみなさんのおかげでした
1. 3月26日 - とんねるずのみなさんのおかげでした たけし&所で大波乱!超でっかい食わずから超細かいモノマネまでSAKURA満開SP

もしもツアーズ
- 3月21日 - もしもツアーズ 春の日帰り旅観光バスの集まる三大市場食べまくりSP